# COVID-19-Pandemie in Bayern

Ausbreitung von COVID-19 über die Landkreise und kreisfreien Städte Bayerns

Landkreise und kreisfreie Städte in Deutschland nach bestätigten Infektionen pro 100.000 Einwohner, Stand: 17. November 2021

Die COVID-19-Pandemie in Bayern tritt als Teil der weltweiten COVID-19-Pandemie auf und markiert durch die erste in Deutschland bestätigte Infektion mit dem SARS-CoV-2-Virus den Beginn der COVID-19-Pandemie in Deutschland.
Am 27. Januar 2020 wurde erstmals in Deutschland eine COVID-19-Erkrankung bei einem Mann aus dem oberbayerischen Landkreis Starnberg bestätigt.
Stark betroffen im Freistaat wie auch in Deutschland ist sowohl bei den Infektionsraten als auch insbesondere bei den Todesfällen der Landkreis Tirschenreuth, jeweils unter Berücksichtigung der Einwohnerzahl. Gemessen an der Anzahl Todesfälle je Einwohner sind ebenfalls deutschlandweit die Städte Schwabach und Passau sowie die Landkreise Wunsiedel, Regen, Rosenheim und Coburg ebenfalls stark betroffen. (Stand: 9. März 2021)
Der landesweite Katastrophenfall bestand vom 16. März 2020 bis einschließlich 16. Juni 2020, vom 9. Dezember 2020 bis inklusive 6. Juni 2021 und vom 11. November 2021 bis inklusive 11. Mai 2022.
Vom 2. April 2020 bis 21. Oktober 2020 hatte Bayern unter allen deutschen Bundesländern die höchste Gesamtanzahl von Infizierten je 100.000 Einwohner; vorher war dies Hamburg, danach Berlin.
Am 27. Dezember 2020 begannen in Bayern wie auch in den anderen Bundesländern die offiziellen Impfungen gegen COVID-19 mit dem Wirkstoff BNT162b2 der Firmen Biontech und Pfizer.

## Statistik
Der erste Infektionsfall in Europa wurde am 27. Januar 2020 bei einem 33-jährigen Mitarbeiter des Automobilzulieferers Webasto in Stockdorf festgestellt. Dieser hatte sich während einer firmeninternen Schulung bei einer am 19. Januar aus Shanghai angereisten Kollegin infiziert. Der Erkrankte hatte am Wochenende 25./26. Januar leichte Erkrankungssymptome und war am Montag wieder zur Arbeit gekommen; erst eine Mitteilung aus China über den Krankheitsnachweis der Kollegin führte zu seiner Untersuchung.
Er wurde im Klinikum Schwabing behandelt bzw. isoliert. Zwischenzeitlich hatten er oder seine Kollegin 13 weitere Webasto-Mitarbeiter oder indirekt deren Angehörige infiziert.
Zwischen dem 12. und 27. März kam es in einem Pflegeheim in Würzburg zu zwölf Todesfällen.

### Infektionsfälle
Die insgesamt höchste Anzahl an Infizierten je 100.000 Einwohner wiesen der Bezirk Niederbayern (7312,) bzw. die Stadt Hof (9.559), die niedrigsten Zahlen der Bezirk Unterfranken (5.033) bzw. der Landkreis Würzburg (3.507) auf. Der bayerische Durchschnitt betrug insgesamt 6.238 Infizierte je 100.000 Einwohner; dies war eine Zunahme um 236,5 Infizierte je 100.000 Einwohner in den letzten sieben Tagen (Stand: 31. Oktober 2021).
Bestätigte Infektionen (kumuliert) in Bayern
(nach Daten des RKI aus COVID-19-Pandemie in Deutschland)
Bestätigte Infektionen (neue Fälle) in Bayern
(nach Daten des RKI aus COVID-19-Pandemie in Deutschland)
Seit dem 1. April 2020 veröffentlicht das Bayerische Landesamt für Gesundheit und Lebensmittelsicherheit (LGL) auch die Werte für die 7-Tage-Inzidenz pro 100.000 Einwohner Bayerns (die Zunahme der Infektionsfälle innerhalb der letzten sieben Tage für das jeweilige Datum, gerechnet je 100.000 Einwohner). Durch die Mittelung über die zurückliegenden sieben Tage werden Schwankungen in den an das LGL gemeldeten Daten reduziert. Der jeweils höchste Wert in den Infektionswellen betrug 78 am 6. April 2020, 220 am 17. Dezember 2020 und 188 am 19. April 2021:
7-Tages-Inzidenz je 100.000 Einwohner in Bayern

### Todesfälle
Die höchste Gesamtanzahl an Todesfällen wiesen der Bezirk Oberbayern (4.775 Todesfälle) bzw. die Stadt München (1.372 Todesfälle) auf. (Stand: 31. Oktober 2021)
Bestätigte Todesfälle (kumuliert) in Bayern
(nach Daten des RKI aus COVID-19-Pandemie in Deutschland)
Bestätigte Todesfälle (täglich) in Bayern
(nach Daten des RKI aus COVID-19-Pandemie in Deutschland)

### Hospitalisierung
Mit Inkrafttreten der vierzehnten Infektionsschutzverordnung am 2. September 2021 sind neben dem Indizenz-Schwellenwert von 35 Infektionen je 7 Tage pro Landkreis bzw. Kommune die bayernweiten Ampelschwellenwerte von 1.200 Einweisungen in Kliniken oder Krankenhäuser innerhalb 7 Tagen (Warnstufe „gelb“) oder 600 belegten Intensivbetten (Warnstufe „rot“) aufgrund  vorgegeben (aktuell gilt die Warnstufe „grün“, Stand 31. Oktober 2021):
Einweisungen innerhalb 7 Tagen und Anzahl belegter Intensivbetten
Anmerkungen
1. 1 2  Bereits vor dem 28. Februar 2020 infizierten sich ab 27. Januar 2020 insgesamt 14 Webasto-Mitarbeiter
2. 1 2 3 4  Hier sind Fälle aufgelistet, die dem RKI über den Meldeweg oder offizielle Quellen mitgeteilt wurden. Da es sich um eine sehr dynamische Situation handelt, kann es zu Abweichungen bzw. zeitlichVerzögerungen zwischen den RKI-Fällen und Angaben anderer Stellen, etwa der betroffenen Bundesländer oder der Weltgesundheitsorganisation (WHO), kommen.
3. 1 2  Vor dem 12. März 2020 gab es in Bayern keinen COVID-19-Todesfall.
4. ↑  Der negative Wert für den 17. März 2020 ergibt sich durch die Korrektur der Meldedaten des 15. und 16. März 2020.

## Maßnahmen der Bayerischen Staatsregierung

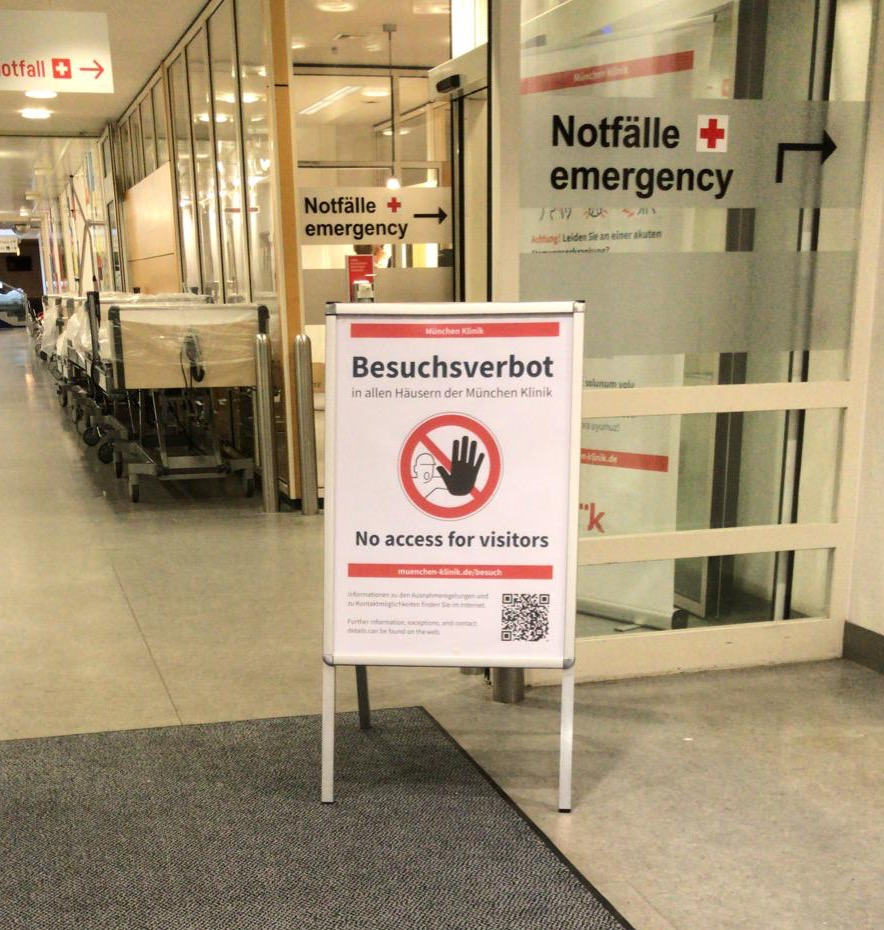
Besuchsverbotsschild in der München Klinik Bogenhausen (Mitte März 2020)

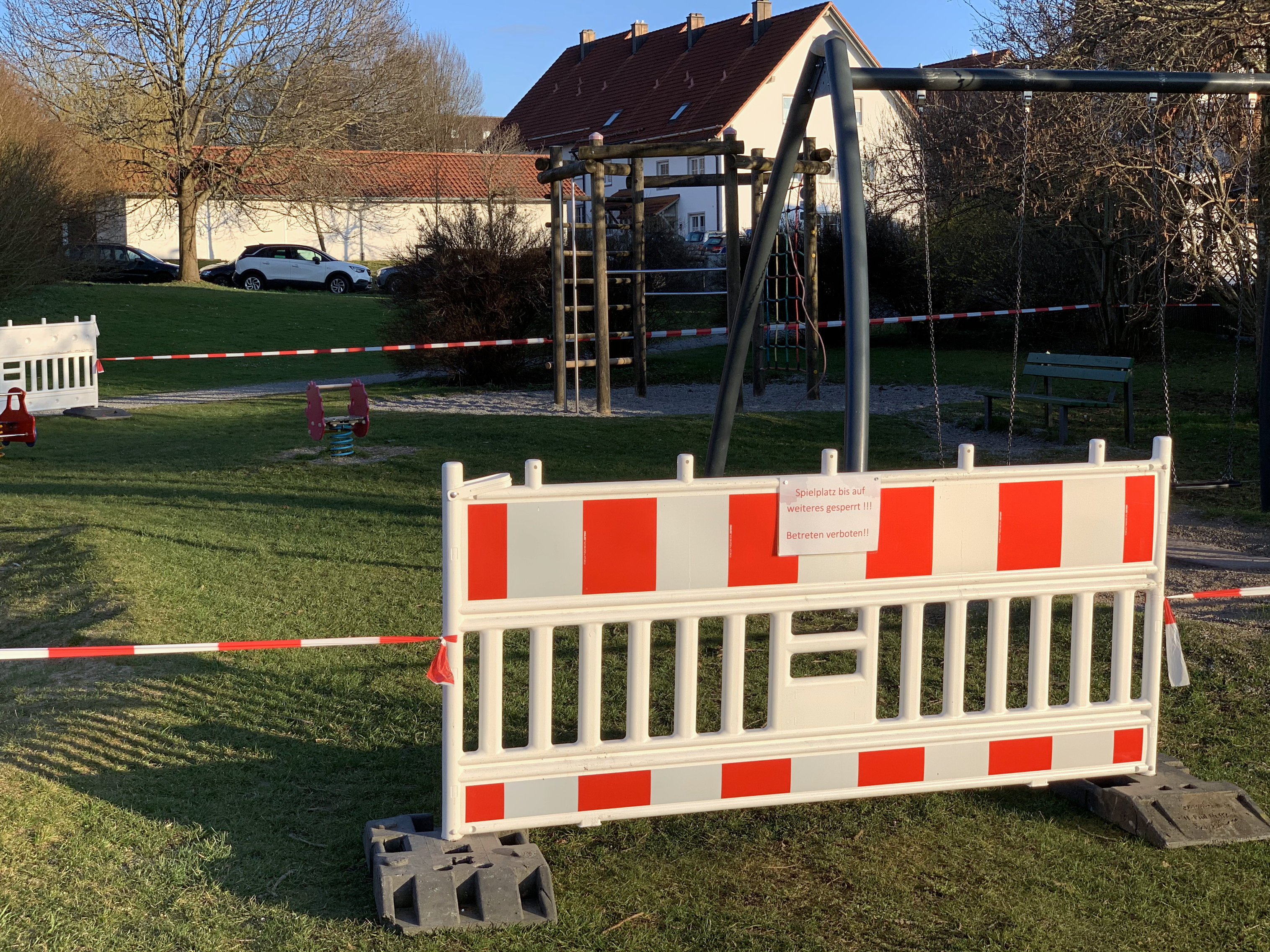
Abgesperrter Spielplatz in Kaufbeuren (22. März 2020)

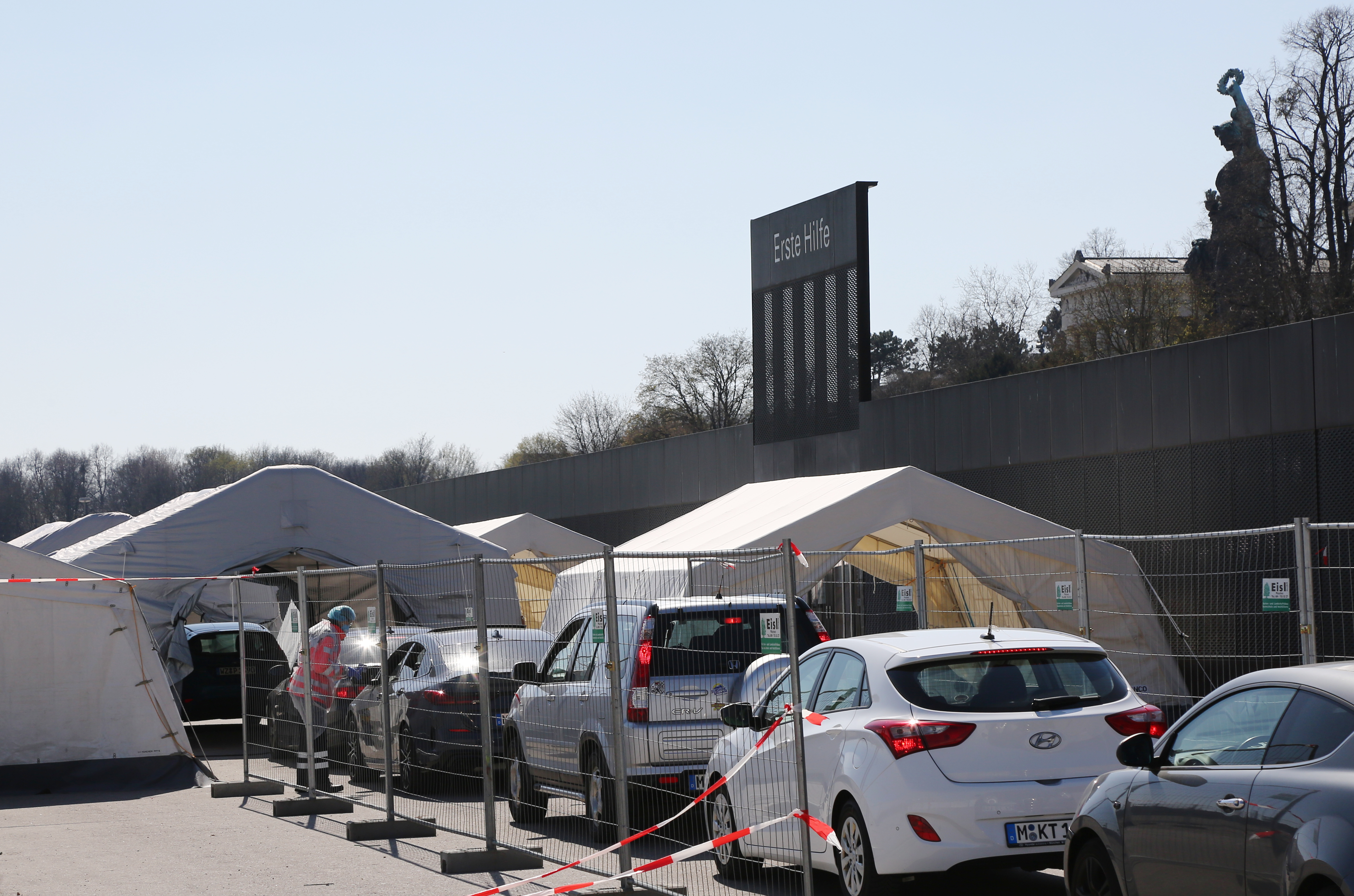
Drive-In-Station für SARS-CoV-2-Tests in München (Anfang April 2020)

### Einschränkung von Besuchsrechten
Mit Bekanntmachung des Bayerischen Staatsministeriums für Gesundheit und Pflege vom 13. März 2020 wurde Kontaktpersonen der Kategorien I und II entsprechend der Definition durch das Robert Koch-Institut sowie Personen, die sich in einem ausländischen Risikogebiet aufgehalten haben, der Zugang zu Krankenhäusern, vollstationären Pflegeeinrichtungen und Einrichtungen für Menschen mit Behinderung untersagt.
In der Pressekonferenz vom 30. März 2020 kündigte Ministerpräsident Markus Söder an, dass die Einschränkung der Besuchsrechte bis 19. April 2020 weiterhin bestehen bleibe. Des Weiteren gelte für die besonders betroffenen Landkreise Tirschenreuth, Miesbach, Rosenheim und Erding nun „Masken- und Schutzpflicht“ in den Altenheimen.
In der Pressekonferenz vom 5. Mai gab Ministerpräsident Söder den Beschluss des bayerischen Kabinetts bekannt, dass ab dem 9. Mai wieder Besuche von einer festen Kontaktperson unter strengen Hygiene- und Schutzmaßnahmen erlaubt sind.

### Aufhebung des Sonntagsfahrverbots für Lkw
Ebenfalls am 13. März wurde bis zum 29. März das Sonntagsfahrverbot für Lastwagen (§ 30 StVO) aufgehoben, um den Gütertransport zu erleichtern. Für Transporte von haltbaren Lebensmitteln und Hygieneartikeln war das Verbot bereits eine Woche zuvor ausgesetzt worden.
Eine weitere Aufhebung vom Sonntagsfahrverbot für Bayern erfolgte für den Zeitraum 23. Mai 2021 bis 30. Juni 2021.

### Veranstaltungsverbote und Betriebsuntersagungen
Mit Bekanntmachung vom 16. März 2020 wurden öffentliche Veranstaltungen und Versammlungen, der Betrieb sämtlicher Einrichtungen, die der Freizeitgestaltung dienen wie Badeanstalten, Kinos, Bars und Diskotheken, Theater, Museen, Sport- und Spielplätze, aber auch Bordelle sowie Gastronomiebetriebe jeder Art untersagt. Ausgenommen sind Betriebskantinen und die Abgabe von Speisen zum Mitnehmen bzw. die Auslieferung. Es muss sichergestellt sein, dass der Abstand zwischen den Gästen mindestens 1,5 Meter beträgt und dass sich in den Räumen nicht mehr als 30 Personen aufhalten. Untersagt wurde auch die Öffnung von Ladengeschäften des Einzelhandels jeder Art, ausgenommen insbesondere der Lebensmittel-, Getränke- und Tierbedarfshandel, Apotheken und Banken, Postfilialen sowie der Online-Handel. Diese Betriebe durften abweichend von den regulären Ladenöffnungszeiten an Werktagen von 6:00 bis 22:00 Uhr und an Sonn- und Feiertagen von 12:00 bis 18:00 Uhr öffnen.
Am 27. März 2020 wurden diese Bestimmungen in die Bayerische Infektionsschutzmaßnahmenverordnung übernommen.
Bereits frühzeitig (21. April) abgesagt wurde mit dem Oktoberfest das weltweit größte Volksfest in München. Es hätte vom 19. September bis 4. Oktober 2020 stattfinden sollen. Zeitgleich wurde auch das eigentlich alle vier Jahre parallel zum Oktoberfest stattfindende Bayerische Zentral-Landwirtschaftsfest abgesagt. Das Gäubodenvolksfest (etwa 1,4 Millionen Besucher jährlich) mit Ostbayernschau – eigentlich geplant 7. bis 17. August 2020 – wurde am 16. April mit Hinweis auf die Beschlüsse der Bundeskanzlerin und Ministerpräsidenten vom 15. April abgesagt.
Großveranstaltungen wurden bundesweit bis Ende August 2020 untersagt. Dies wurde durch die Bundeskanzlerin Angela Merkel zusammen mit den Ministerpräsidenten der Länder beschlossen.
In der Pressekonferenz vom 5. Mai gab Ministerpräsident Söder bekannt, dass auf Beschluss des bayerischen Kabinetts am 18. Mai Außenbereiche von Gaststätten (bis 20:00 Uhr), am 25. Mai Speiselokale im Innenbereich (bis 22:00 Uhr) und am 30. Mai Hotels unter strengen Hygieneauflagen wieder öffnen dürfen. Spielplätze sind seit dem 6. Mai wieder geöffnet. Seit 11. Mai dürfen alle Geschäfte ungeachtet ihrer Größe wieder öffnen. Ebenfalls seit 11. Mai können Zoos, botanische Gärten, Museen, Bibliotheken, Galerien, Ausstellungen und Gedenkstätten wieder öffnen. Auch bestimmte Einzelsportarten wie beispielsweise Tennis, Leichtathletik, Segeln oder Golf sind wieder erlaubt.

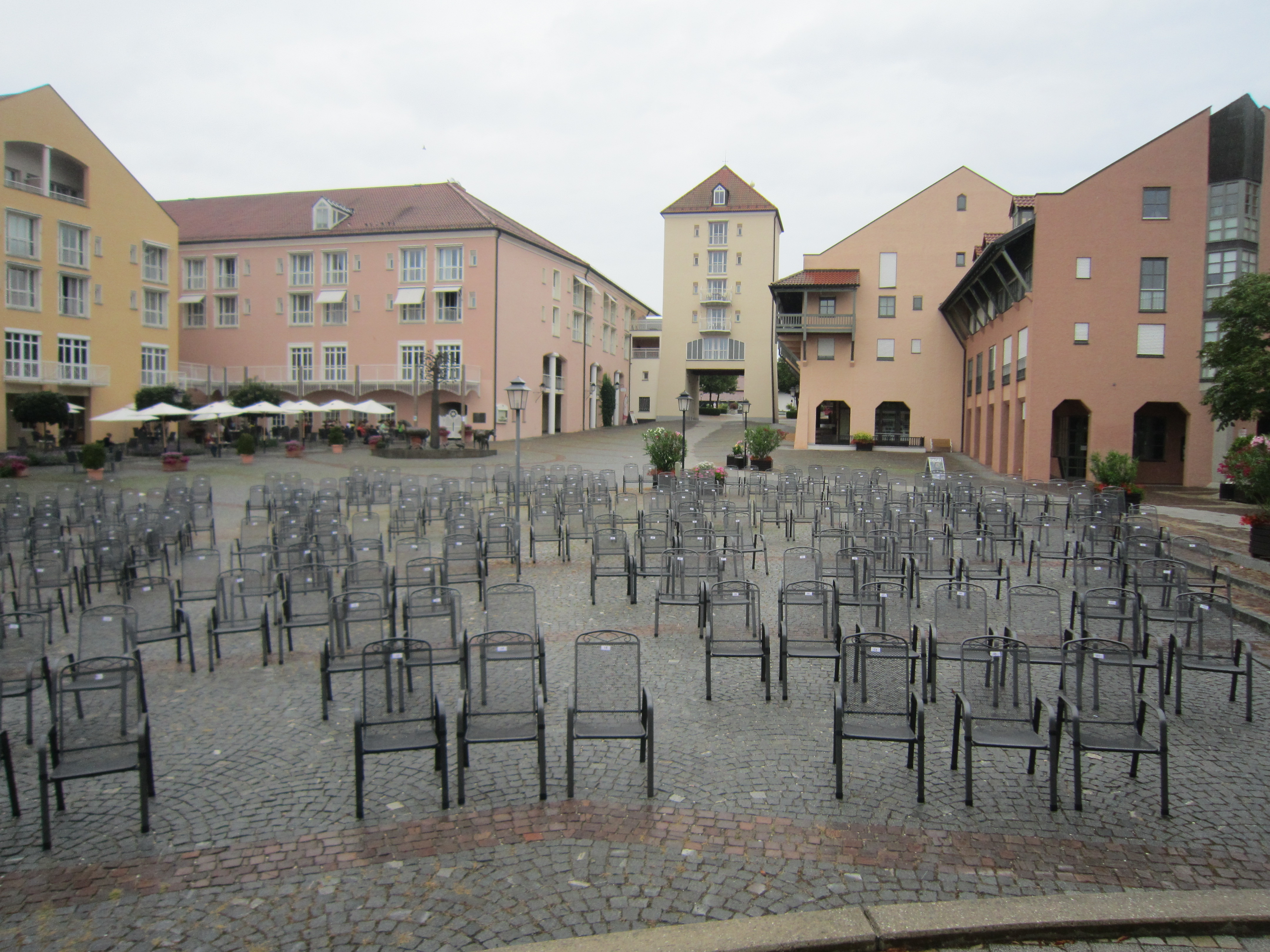
Reduziertes Platzangebot für erlaubte Veranstaltungen auf dem Kurplatz von Bad Griesbach-Therme im Juli 2020

Erste Lockerungen für Veranstaltungen beschloss das Kabinett in seiner Sitzung vom 16. Juni 2020. Entsprechend sind private Veranstaltungen, die nicht für ein beliebiges Publikum angeboten werden (Hochzeiten, Taufen, Beerdigungen, Geburtstage etc.), mit bis zu 50 Teilnehmern in geschlossenen Räumen und 100 Anwesenden unter freiem Himmel seit 22. Juni 2020 wieder erlaubt.

### Katastrophenfall vom 16. März bis 16. Juni 2020
Im Zusammenhang mit den Veranstaltungsverboten und Betriebsuntersagungen gab Ministerpräsident Markus Söder am 16. März 2020 die Feststellung des Katastrophenfalls öffentlich bekannt (Art. 4 BayKSG). Jedoch tritt bei der Bekämpfung übertragbarer Krankheiten im Sinne des § 2 Nr. 3, 3a IfSG das Bayerische Katastrophenschutzgesetz als die generellere Regelung hinter dem Infektionsschutzrecht zurück.
Als Maßnahmen zur Regulierung des „allgemeinen Lebens“ kündigte er in der Pressekonferenz vom 16. März 2020 unter anderem die Einführung von Grenzkontrollen an der österreichischen Grenze an.
Im medizinischen Bereich würden Notfallnummern und Gesundheitsämter personell aufgestockt, die Testkapazitäten ausgebaut und die Krankenhäuser komplett auf die Behandlung von COVID-19 ausgerichtet. Die Universitätskliniken würden von Forschungs- auf Versorgungsaufgaben umgestellt, Medizinstudenten, ältere Ärzte und Ärzte in der Elternzeit wurden gebeten, als Personal zur Verfügung zu stehen.

#### Einsetzung von Versorgungsärzten
Gestützt auf das BayKSG und das IfSG wurden die Landkreise und kreisfreien Städte am 26. März 2020 verpflichtet, sog. Versorgungsärzte bei der jeweiligen Führungsgruppe Katastrophenschutz (FüGK) einzusetzen. Der Versorgungsarzt hat die Aufgabe, eine ausreichende Versorgung im jeweiligen Zuständigkeitsbereich mit ärztlichen Leistungen (Schwerpunktpraxen, Testzentren, Grundversorgung) und entsprechender Schutzausrüstung zu planen und zu koordinieren.

#### Errichtung von Hilfskrankenhäusern
Ab 30. März 2020 sollte laut bayerischem Innenministerium der Aufbau von 26 Hilfskrankenhäusern zur Versorgung von COVID-19-Patienten in Bayern begonnen werden, jeweils eines pro Rettungsdienstbereich. Organisiert werden sollte der Ausbau der Hilfskrankenhäuser von den bereits existierenden „Ärztlichen Leitern“, die in jedem Rettungsdienstbereich im Einsatz seien. Die Rettungsorganisationen sollten beim Aufbau der Kliniken ebenso mitwirken wie die Feuerwehren, das Technische Hilfswerk und der Sanitätsdienst der Bundeswehr. Es seien keine Zeltkrankenhäuser geplant gewesen, sondern hauptsächlich die Nutzung bestehender Einrichtungen wie leerstehender Reha-Kliniken.

#### Finanzielle Unterstützung für Unternehmen
Für die bayerische Wirtschaft kündigte Ministerpräsident Söder eine zinslose Steuerstundung an, außerdem einen bayerischen Liquiditätsschutzschirm. Über den Bayernfonds könnten Unternehmen vor dem drohenden Konkurs gerettet werden. Es solle Soforthilfen für unmittelbar in Not geratene Betriebe in Höhe von 5.000 bis 30.000 Euro geben.
Wirtschaftsminister Hubert Aiwanger kündigte für 31. März 2020 die Anhebung der Unterstützung kleiner Unternehmen an: „Dann gibt es bis zu fünf Mitarbeiter 9.000 Euro, zehn Mitarbeiter 15.000 Euro, 11 bis 50 Mitarbeiter 30.000 Euro, 50 bis 250 Mitarbeiter 50.000 Euro an Soforthilfe, die nicht zurückbezahlt werden muss.“

### Schulunterricht und Abschlussprüfungen
Schon ab dem 6. März 2020 kam es vereinzelt zu Schul- und Hortschließungen aufgrund von Infektionen durch Reiserückkehrer.
Der Präsenzunterricht an den restlichen bayerischen Schulen wurde am 16. März 2020 bis einschließlich 26. April 2020 vollständig eingestellt. Danach soll laut einer Pressekonferenz am 15. April der Unterricht für die obersten Klassen wieder vor Ort stattfinden, da sich diese Klassen auf den Abschluss vorbereiten müssen.
Die Abiturprüfungen wurden vom 30. April auf den 20. Mai 2020, die Abschlussprüfungen an Mittel-, Real- und Wirtschaftsschulen um 14 Tage verschoben. Der Prüfungstermin im Frühjahr 2020 für die Erste Staatsprüfung für ein Lehramt an öffentlichen Schulen wurde ausgesetzt.
Die Bekanntmachung des Bayerischen Staatsministeriums für Gesundheit und Pflege vom 17. März 2020 enthält ein Betretungsverbot für Hochschulen in Bayern für Personen, die sich in den vom Robert Koch-Institut definierten ausländischen Risikogebieten aufgehalten haben.
Der Bayerische Staatsminister für Unterricht und Kultus Michael Piazolo kündigte am 16. April an, dass das Betretungsverbot für Schulen ab dem 27. April für die Abschlussklassen an Gymnasien, Real- und Mittelschulen aufgehoben werde. Es gelte eine besondere Sitzordnung mit 1,5 Meter Mindestabstand und maximal halber Klassenstärke in einem Raum. Die Öffnung der Schulen zum 11. Mai sei laut Piazolo ein Ziel.
Mit Allgemeinverfügung vom 24. April wurde festgelegt, dass das Betretungsverbot an allen Schulen Bayerns bis einschließlich 10. Mai gilt. Ausgenommen davon sind ab 27. April die Schüler der Abschlussklassen sowie Kinder in Notbetreuung.
Am 5. Mai gab Kultusminister Piazolo bekannt, dass aufgrund Beschluss des bayerischen Kabinetts folgende Klassen wieder in die Schulen zurückkehren werden:
- Zum 11. Mai diejenigen Klassen, die im nächsten Jahr den Abschluss machen sowie die vierten Klassen der Grundschulen.
- Ab 18. Mai die ersten Klassen der Grundschulen, die fünften Klassen der Mittelschulen, die fünften und sechsten Klassen der Realschulen und der Gymnasien.
- Nach den Pfingstferien soll es wieder Präsenzunterricht für alle Schüler aller Altersklassen geben.

Auf den Schulhöfen und den Fluren gilt Maskenpflicht, nicht während des Unterrichts. In den weiterhin geteilten Klassen dürfen höchstens 15 Schüler gleichzeitig unterrichtet werden. Die Präsenzzeiten wechseln sich mit Lernphasen zuhause ab. Lehrer einer Risikogruppe haben bis Pfingsten keine Präsenzpflicht. Betroffene Schüler können statt des Präsenzunterrichts bis Pfingsten weiter zu Hause lernen. Die Ferienzeiten bleiben beibehalten.
Mit Wirkung vom 2. September 2020 galt befristet bis inklusive 18. September 2020 in Bayerns Schulen generell Maskenpflicht. Ausgenommen sind Grundschulen und Förderschulen als auch Lehrkräfte nach Erreichen des Arbeitsplatzes. Es gilt generell wieder Präsenzpflicht, eine Teilung der Klassen ist nicht mehr vorgeschrieben. Für Schüler gilt die Maskenpflicht weiterhin, wenn sie sich nicht an ihrem Sitzplatz befinden.
Durch Bekanntgabe vom 5. Oktober 2020 wurde der Rahmenhygieneplan zur Umsetzung des Schutz- und Hygienekonzepts für Schulen nach der jeweils geltenden Infektionsschutzmaßnahmenverordnung (Rahmenhygieneplan Schulen) aktualisiert.
Im Frühjahr 2021 gelten in Bayern strengere Regeln und Grenzwerte zum Wechsel- und Distanzunterricht als durch die „Bundes-Notbremse“ vom 22. April 2021 vorgeschrieben. In Bayern gilt bzw. galt ein Schwellenwert für den Distanzunterricht von 100.
Auf Beschluss des Ministerrats vom 4. Mai 2021 wurde der Schwellenwert für den Distanzunterricht in Bayern auf 165 angehoben – für die Grundschulen und für die Jahrgangsstufen 1 bis 6 der Förderschulen ab dem 10. Mai 2021, für alle anderen Schulen ab dem 25. Mai 2021. Dies ermöglicht mehr Präsenzunterricht. Eine Öffnung bzw. Schließung soll dann nicht mehr wie bisher jeweils für eine Woche gelten, sondern wird nunmehr auch innerhalb der Woche nach wenigen Tagen angepasst.

### Kindertageseinrichtungen
Mit Bekanntmachung des Bayerischen Staatsministeriums für Familie, Arbeit und Soziales vom 13. März 2020 wurde vom Bayerischen Staatsministerium für Gesundheit und Pflege durch Allgemeinverfügung ein allgemeines Betretungsverbot ab dem 16. März bis 19. April 2020 für Kinder und Personensorgeberechtigte für Kindertageseinrichtungen, Kindertagespflege und Heilpädagogischen Tagesstätten erlassen. Beschäftigte sind davon nicht betroffen.
Die Einrichtungen sind gehalten eine Notbetreuung angeboten. Diese gilt für Kinder, wenn entweder mindestens ein Erziehungsberechtigter im Bereich der Gesundheit und der Pflege tätig ist und aufgrund dienstlicher oder betrieblicher Notwendigkeiten in dieser Tätigkeit an einer Betreuung seines Kindes gehindert ist oder beide Erziehungsberechtigte des Kindes, im Fall von Alleinerziehenden der oder die Alleinerziehende, in sonstigen Bereichen der kritischen Infrastruktur tätig und aufgrund dienstlicher oder betrieblicher Notwendigkeiten in dieser Tätigkeit an einer Betreuung ihrer Kinder gehindert sind.
Die Bayerische Staatsministerin für Familie, Arbeit und Soziales Carolina Trautner kündigte am 16. April an, das Betretungsverbot für Kindertageseinrichtungen gelte über den 19. April hinaus weiter. Ab dem 27. April solle die Notbetreuung behutsam ausgeweitet werden. Dafür werde nun das Hygienekonzept erarbeitet. Mit Allgemeinverfügung vom 20. April wurde das Betretungsverbot und die Notbetreuung bis einschließlich 10. Mai verlängert.
In seiner Regierungserklärung vom 20. April kündigte Ministerpräsident Markus Söder an, dass für Kindergärten, Krippen und Horte vorerst für drei Monate keine Betreuungsgebühren zu zahlen sind. In der „Richtlinie zur Gewährung eines Ersatzes von Elternbeiträgen in der Kindertagesbetreuung aufgrund der Betretungsverbote (Beitragsersatz)“ wurde vom Staatsministerium für Familie, Arbeit und Soziales am 2. Juni festgesetzt, das die Träger von Kindertageseinrichtungen für die Monate April, Mai und Juni für Kindergartenkinder je 50 Euro, für Krippenkinder je 300 Euro, für Hortkinder je 100 Euro und für Kinder in Kindertagespflege je 200 Euro jeweils pro Monat erhalten sollen. Dies allerdings nur, wenn das jeweilige Kind in dem Monat die Einrichtung nicht besuchte und vom Träger kein Elternbeitrag erhoben wurde.
Nach Kritik einiger Bildungsexperten an bundesweit fehlenden Perspektiven für Familien erklärte Ministerpräsident Söder am 27. April, dass auch flexible Konzepte für die Öffnung von Kitas ebenso wie Konzepte, bei denen zwei Familien ihre Kinder gemeinsam betreuen, zu erwägen seien.
In der Pressekonferenz vom 5. Mai gab Ministerpräsident Söder den Beschluss des bayerischen Kabinetts bekannt, dass ab dem 11. Mai Waldkindergärten wieder öffnen dürfen. In der Tagespflege dürfen ab diesem Termin wieder bis zu fünf fremde Kinder gleichzeitig betreut werden. Zudem wird wechselseitige private Kinderbetreuung in festen Kleingruppen von bis zu drei Familien erlaubt.
Im Newsletter des Bayerischen Staatsministeriums für Familie, Arbeit und Soziales vom 19. Mai wurde angekündigt, dass ab 25. Mai
- die Großtagespflege wieder öffnen darf,
- nicht gebäudebezogene Kindertageseinrichtungen wie beispielsweise Waldkindergärten öffnen und
- Vorschulkinder und deren Geschwisterkinder die Einrichtungen besuchen dürfen.[61]

Zeitgleich wurde bekannt gegeben, dass ab dem 15. Juni die Betreuung von Krippenkindern, die am Übergang zum Kindergarten stehen sowie von Kindern, die im Schuljahr 2021/2022 eingeschult werden sollen, ermöglicht wird.
In den Informationen für Kindertageseinrichtungen wurde am 29. Mai angekündigt, dass ab dem 1. Juli 2020 alle Kinder wieder regulär in ihrer Kindertageseinrichtung betreut werden können, wenn es das Infektionsgeschehen zulässt.
Am 22. Juli kündigte das Bayerische Staatsministerium für Familie, Arbeit und Soziales im 354. Newsletter an, dass ab 1. September der Regelbetrieb wieder aufgenommen werden solle, wenn die Zahl der Neuinfektionen auf einem niedrigen Niveau bleibe. Ebenfalls angekündigt wurde jedoch auch ein Stufenplan bei steigenden Infektionszahlen mit eingeschränktem Betrieb bzw. eingeschränktem Notbetrieb. Die Maßnahmen sollen dabei nach Möglichkeit auf einzelne Gemeinden bzw. Landkreise begrenzt bleiben und möglichst zeitlich befristet werden.

### Pflegeheime
Mit Wirkung zum 4. April 2020 wurde es Pflegeheimen in Bayern untersagt, neue Bewohner aufzunehmen. Ausnahmen gelten nur, wenn die neuen Bewohner für 14 Tage unter Quarantäne gestellt werden; hierfür ist die Zustimmung des Gesundheitsamts erforderlich. Ähnlich gilt für eine Rückverlegung aus einem Krankenhaus in ein Pflegeheim. Umgekehrt muss, sofern ein Bewohner eines Pflegeheims positiv getestet wurde, über eine Verlegung anderer Bewohner in Reha- oder andere geeignete Einrichtungen entschieden werden.

### Ausgangs- und Kontaktbeschränkungen

#### Ausgangsbeschränkungen bis 6. Mai 2020

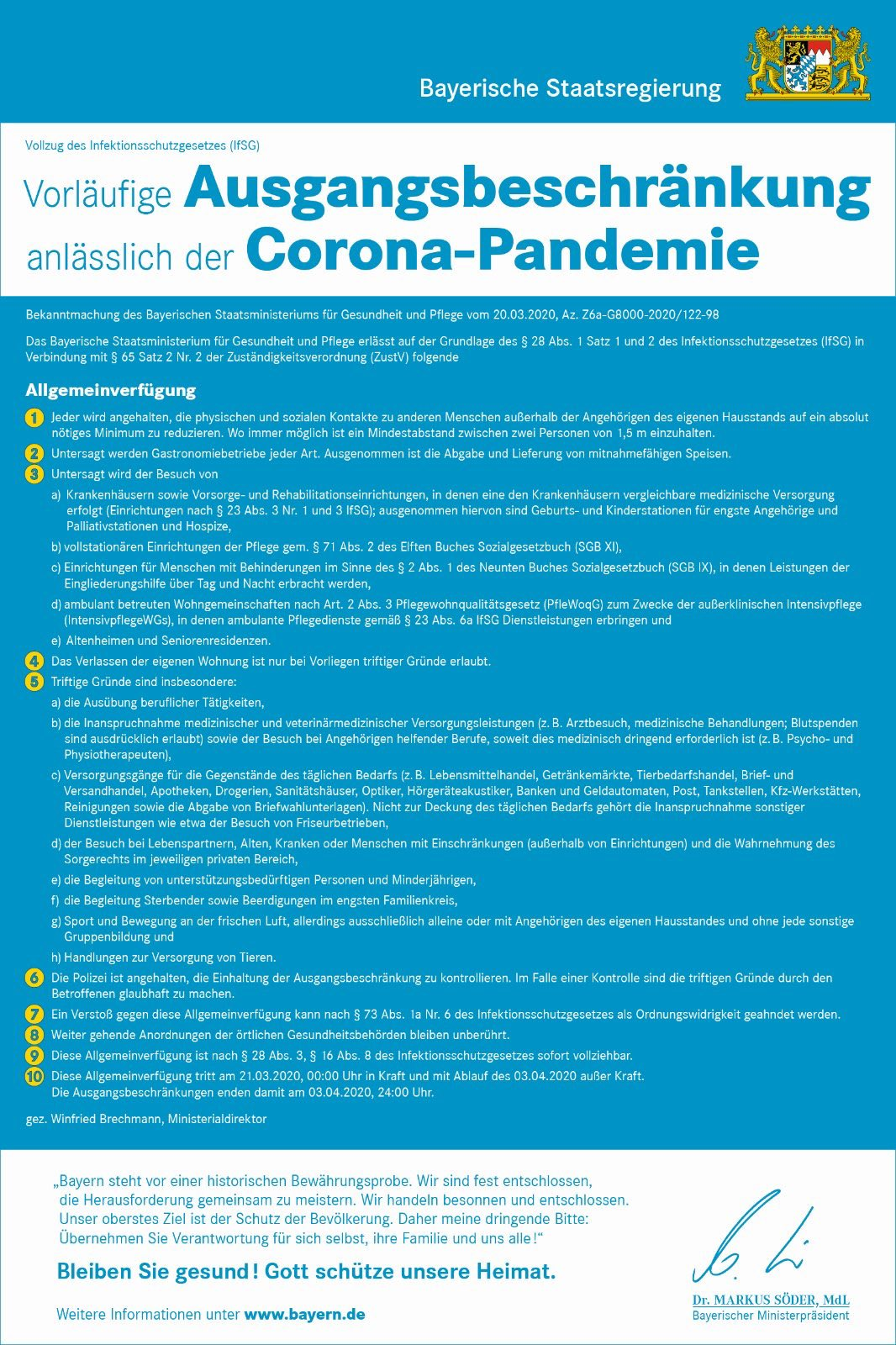
Plakat Bekanntmachung der Bayerischen Staatsregierung „Vorläufige Ausgangsbeschränkung anlässlich der Corona-Pandemie“ in Bayern vom 20. März 2020

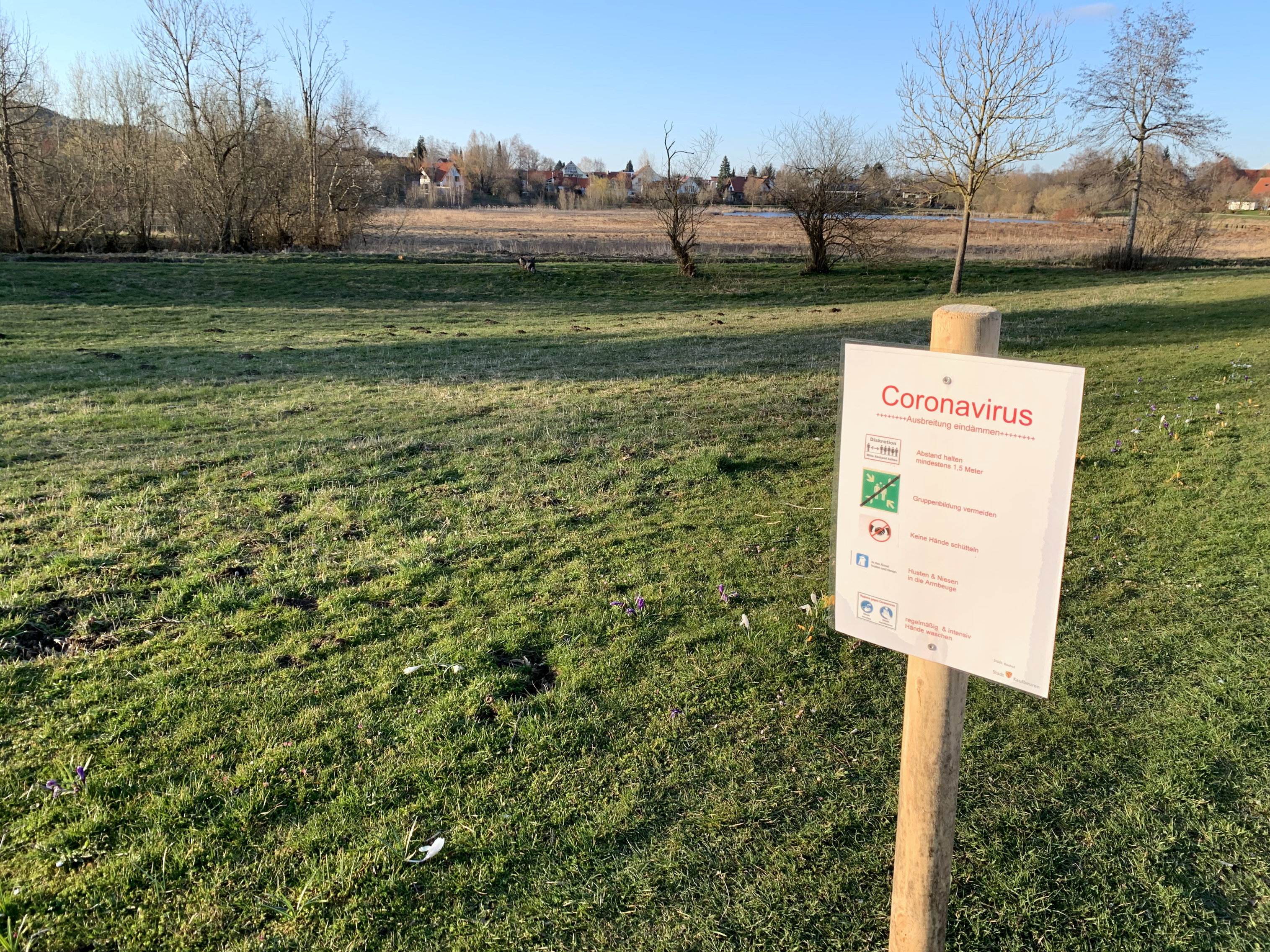
Warnschild an einem Spazierweg Kaufbeuren (Ende März 2020)

Das Bayerische Staatsministerium für Gesundheit und Pflege erließ am 20. März 2020 die Allgemeinverfügung „Vorläufige Ausgangsbeschränkung“, die am Folgetag für vorläufig zwei Wochen in Kraft trat. Das Verlassen der eigenen Wohnung ist nur noch bei Vorliegen „triftiger Gründe“ erlaubt. Dazu zählen unter anderem: der Weg zur Arbeit; notwendige Einkäufe; Arzt- und Apothekenbesuche; der Besuch bei Lebenspartnern oder bei Alten, Kranken oder Menschen mit Einschränkungen außerhalb von Einrichtungen und die Begleitung Sterbender; die Wahrnehmung des Sorgerechts im jeweiligen privaten Bereich; Sport und Bewegung an der frischen Luft – dies aber nur allein oder mit den Menschen, mit denen man zusammenlebt.
Laut Ministerpräsident Markus Söder sei Bayern ähnlich wie die Grenzregionen in Baden-Württemberg, dem Saarland und Rheinland-Pfalz vor andere Herausforderungen als die Länder in der Mitte Deutschlands gestellt, weshalb man sich den Erfahrungen von Nachbarstaaten mit weiter vorangeschrittener Ausbreitung nicht verschließen solle. Das Konzept der Ausgangsbeschränkungen orientiere sich daher nach einer langen Beratung mit dem österreichischen Bundeskanzler Sebastian Kurz „eins zu eins“ an den Maßnahmen Österreichs.
In der Pressekonferenz vom 30. März 2020 kündigte Ministerpräsident Markus Söder an, dass die Ausgangsbeschränkungen bis 19. April 2020 verlängert werden. Er wies darauf hin, dass die offiziellen Zahlen noch keine Entspannung der Lage in Bayern erkennen ließen, die eine Lockerung rechtfertigen würden.
Am 8. April 2020 stellte Innenminister Joachim Herrmann klar, es spreche „überhaupt nichts dagegen, wenn sich jemand im Rahmen seines Spaziergangs allein, mit der Familie oder sonstigen Angehörigen seines Hausstandes zwischendurch auf eine Parkbank in die Sonne setzt“. Vor dieser Klarstellung galt längeres Sitzen in der Öffentlichkeit als durch die Ausgangsbeschränkungen verboten, was so auch von der Polizei durchgesetzt und an die Öffentlichkeit vermittelt wurde. So war am 6. April in München ein 56-Jähriger von der Polizei in Gewahrsam genommen worden, weil er auf einer Parkbank und später auf einer Wiese gesessen hatte und einem Platzverweis nicht gefolgt war. Der Rechtswissenschaftler Oliver Lepsius bezeichnete es als „Beleidigung des Verstandes“, wenn sich eine Gesellschaft mit der Begründung zufrieden gebe, das Sitzen Einzelner auf Parkbänken im Münchener Olympiapark sei deshalb verboten, weil es der Gruppenbildung Vorschub leiste. Am 4. Oktober 2021 erklärte der Verwaltungsgerichtshof die Ausgangsbeschränkung in der vom 28. März bis 19. April 2020 verordneten Fassung für unwirksam. Das Bundesverwaltungsgericht bestätigte die Entscheidung.
Am 16. April kündigte Ministerpräsident Söder nach Absprache mit Bund und Ländern schrittweise Lockerungen an. Im Freien soll eine Kontaktperson aus einem anderen Haushalt zulässig sein. Seit dem 20. April durften Baumärkte, Gärtnereien und Gartencenter, ab dem 27. April Geschäfte bis 800 m2 Größe öffnen; Kaufhäuser und Einkaufspassagen sollten hingegen vorläufig geschlossen bleiben. Ab dem 4. Mai sollen Friseure und Fußpfleger öffnen können. Gastronomie und der Hotelbetrieb für den Tourismus sollten mindestens bis Pfingsten geschlossen bleiben. Großveranstaltungen sollen mindestens bis Ende August unterbleiben. An dem schrittweisen Programm sollen „alle zwei, drei Wochen“ Justierungen vorgenommen werden. Die Ausgangsbeschränkungen wurden ungeachtet der Wiedereröffnung von Geschäften bis zum 10. Mai verlängert.

#### Kontaktbeschränkungen ab 6. Mai 2020

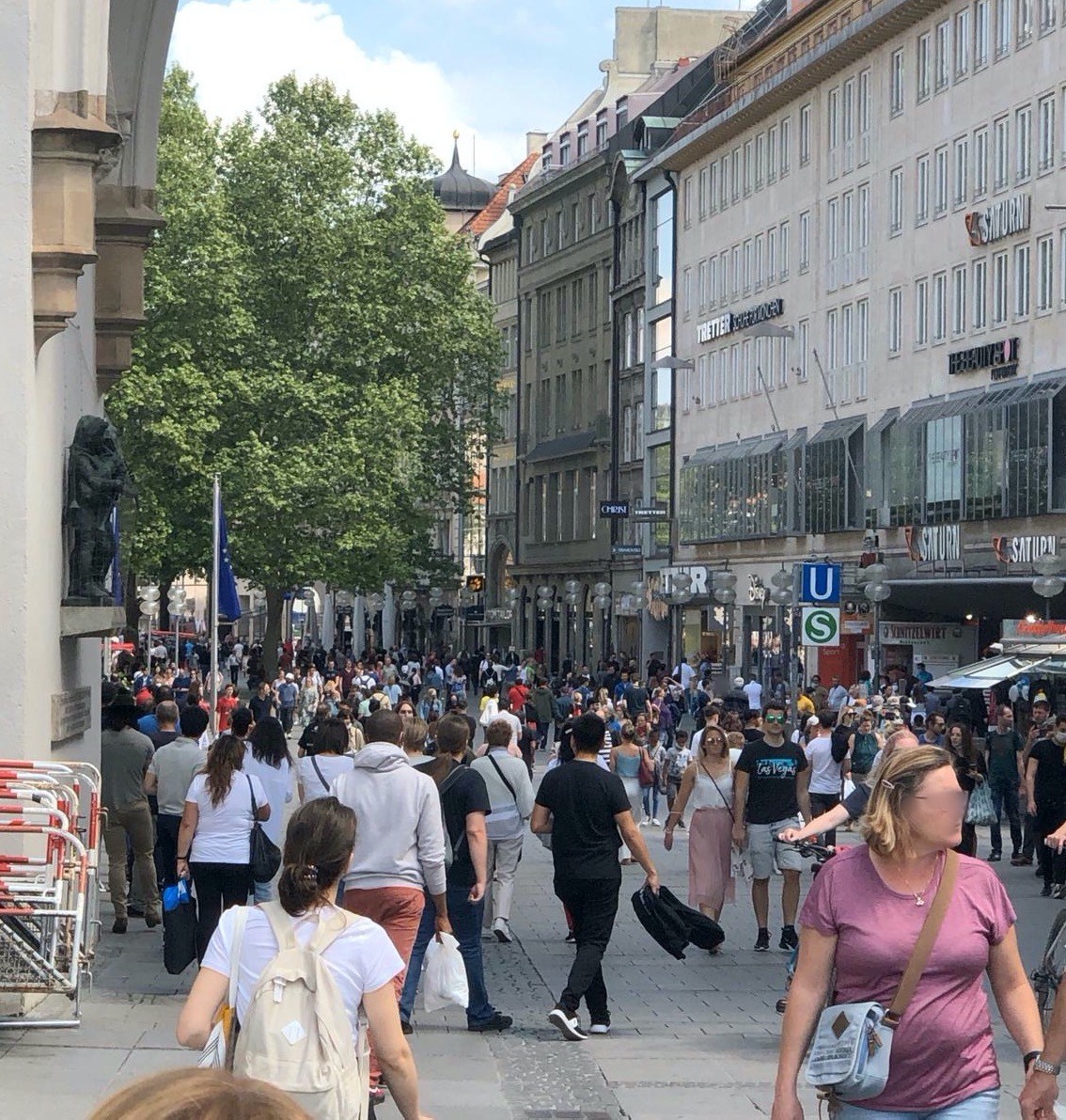
Menschenmassen in der Münchner Fußgängerzone (Neuhauser Straße) am Samstag, den 9. Mai 2020, 14:50 Uhr, nach Aufhebung der Ausgangsbeschränkung

In der Pressekonferenz vom 5. Mai gab Ministerpräsident Söder weitere Lockerungsbeschlüsse des bayerischen Kabinetts bekannt.
- Die bisherigen Ausgangsbeschränkungen wurden ab dem 6. Mai aufgehoben, ab diesem Datum gelten folgende Kontaktbeschränkungen: Der Kontakt zu mehr als einer Person außerhalb des Hausstands ist verboten und die Abstandsregelung von 1,5 Meter bleibt bestehen. Der physische Kontakt zu anderen Menschen ist auf ein Minimum zu reduzieren. Öffentliche Ansammlungen sind verboten. Neben einer Kontaktperson außerhalb des Hausstands darf die engere Familie wie Eltern, Großeltern und Geschwister besucht werden.
- Ab dem 6. Mai ist außerdem die „privat organisierte, nachbarschaftliche oder familiäre, wechselseitige Kinderbetreuung in festen Kleingruppen von maximal drei Familien“ erlaubt. Voraussetzung ist, dass die Kinderbetreuung unentgeltlich geschieht.[78]
- Ab dem 8. Mai können sich in Bayern außerdem wieder Angehörige von zwei Hausständen im privaten und öffentlichen Raum treffen.[79][80]
- Ab 11. Mai dürfen alle Geschäfte ungeachtet ihrer Größe wieder öffnen, allerdings unter Auflagen.

Weiterhin verboten sind unter anderem Mitglieder von mehr als zwei Haushalten umfassende Zusammenkünfte, die über Familienmitglieder der geraden Linie hinausgehen. Die Regelungen zielen darauf, dass bei Bedarf nachträglich nachvollziehbar bleibt, wer mit wem in Kontakt stand, um Infektionsketten nachverfolgen und weitere Ansteckungen vermeiden zu können.
Im Bericht aus der Kabinettssitzung dieses 5. Mai 2020 sind alle Änderungen dieses Tages dargestellt.

#### Lockerungen ab Juni 2020
8. Juni 2020
Zum 8. Juni dürfen Freibäder, Tanzstudios und Fitnessstudios in Bayern unter Abstands- und Hygieneauflagen wieder öffnen. Das Tanzen ist nur kontaktlos oder mit einem festen Partner gestattet. Im Freien dürfen bis zu 20 Personen gemeinsam Sport treiben. Die Regeln für die Gastronomie bleiben unverändert. Laienmusiker dürfen ab dem 8. Juni wieder in Gruppen von bis zu zehn Musikern gemeinsam proben. Sie müssen dabei einen Mund-Nasen-Schutz tragen und einen Mindestabstand von zwei Metern einhalten; Blasmusiker müssen zwar beim Spielen keinen Mund-Nasen-Schutz tragen, dafür jedoch einen Mindestabstand von drei Metern wahren. Chöre dürfen weiterhin nicht aktiv sein. Publikum darf bei den Proben nicht anwesend sein.
Die Maskenpflicht (in Geschäften und im öffentlichen Verkehr) und die Kontaktbeschränkungen (Treffen nur im engen Familienkreis oder mit zweitem Hausstand) bleiben unverändert bestehen.
15. Juni 2020
Gemäß einem Beschluss der Bayerischen Staatsregierung vom 26. Mai 2020 können seit dem 15. Juni Konzerte und andere kulturelle Veranstaltungen mit bis zu 50 Gästen in geschlossenen Räumen oder aber mit bis zu 100 Gästen im Freien unter strengen Auflagen stattfinden. Auch Kinos dürfen wieder öffnen.
17. Juni 2020
Mit dem Beschluss der Bayerischen Staatsregierung vom 16. Juni traten weitere Änderungen zum 17. Juni 2020 in Kraft:
- Der Katastrophenfall ist aufgehoben.
- Es dürfen sich wieder maximal zehn Personen im öffentlichen Raum treffen.
- In privaten Räumen und Gärten gibt es keine zahlenmäßige Beschränkung mehr, die Personenzahl soll dort unter Berücksichtigung der allgemeinen Grundsätze (Mindestabstand) begrenzt werden.

22. Juni 2020
Ebenfalls am 16. Juni gab die Bayerische Staatsregierung geltend ab dem 22. Juni 2020 bekannt:
- Veranstaltungen, die nicht einem beliebigen Publikum angeboten werden, mit 50 Personen innen und 100 Personen im Freien sind erlaubt.
- Die Sperrstunde wurde von 22 Uhr auf 23 Uhr verlängert.
- Bei Kulturveranstaltungen dürfen in Innenräumen bis zu 100 Gäste mit zugewiesenen Sitzplätzen, in Außenbereichen bis zu 200 Zuschauer teilnehmen.
- Hallenbäder, Innenbereiche von Thermen und Hotelschwimmbäder einschließlich der Wellness-Bereiche dürfen öffnen.
- Die Zahl der in einem Geschäft erlaubten Personen wurde von einer pro 20 m² auf eine pro 10 m² erhöht.

1. Juli 2020
Am 30. Juni kündigte Ministerpräsident Söder in einer Pressekonferenz an, dass ab 1. Juli 2020 bei Kulturveranstaltungen (Besuche von Theatern, Konzerthäusern und Kinos) die Pflicht zum Mund-Nasen-Schutz nur mehr gelte, wenn man sich nicht an seinem Platz befände.
7. Juli 2020
- Bei Veranstaltungen werden im Innenbereich 100 Personen, im Außenbereich 200 Personen zugelassen.
- Innenbereiche von Freizeiteinrichtungen wie Spielplätze oder Zoos dürfen öffnen.
- Flusskreuzfahrt ist wieder erlaubt.
- Kontaktfreie Sportarten dürfen Wettkämpfe auch in geschlossenen Räumen durchführen.
- Kampfsport mit maximal fünf Personen je Gruppe ist gestattet.[88]

8. Juli 2020
- Mannschaftstraining für Kontaktsportarten ist zugelassen, jedoch keine Wettbewerbe.
- Vereinsveranstaltungen im Innenbereich sind mit bis zu 100, im Freien bis zu 200 Personen gestattet.[88]

15. Juli 2020
- Bei kulturellen Veranstaltungen und in Kinos sind nun 400 Personen im Freien und 200 Personen in geschlossenen Räumen erlaubt, wenn gekennzeichnete Sitzplätze zugewiesen werden. Ohne gekennzeichnete und zugewiesene Plätze ist jeweils die Hälfte der Personen erlaubt.
- Im Sport dürfen bei gekennzeichneten Plätzen oder klar voneinander abgegrenzten Aufenthaltsbereichen 200 Personen teilnehmen. Ansonsten gilt eine Obergrenze von 100 Personen. Zuschauer bleiben ausgeschlossen.
- Tagungen und Kongresse werden unter den Bedingungen wie kulturelle Veranstaltungen gestattet.
- Kleine Märkte ohne Volksfestcharakter und ohne große Besucherströme können bei Maskenpflicht und Wahrung des Mindestabstands von 1,5 Metern durch organisatorische Maßnahmen, wie zum Beispiel Abständen zwischen den Ständen sowie eine Besucherlenkung, stattfinden.[88]

### Bußgeldkatalog
Vorsätzliche oder fahrlässige Verstöße gegen die Bayerische Verordnung über eine vorläufige Ausgangsbeschränkung und die oben genannten Bekanntmachungen vom 13., 16. und 17. März 2020 stellen gemäß § 73 Abs. 1a Nr. 6 IfSG Ordnungswidrigkeiten dar, die gemäß § 73 Abs. 2 IfSG mit einer Geldbuße bis zu 25.000 Euro geahndet werden.
Der Bußgeldkatalog „Corona-Pandemie“ wurde gemeinsam vom Bayerischen Staatsministerium des Innern, für Sport und Integration und dem Bayerischen Staatsministerium für Gesundheit und Pflege bekannt gemacht. Die erste Fassung war vom 27. März bis zum 1. April 2020 in Kraft; die zweite, geänderte Fassung trat am 2. April 2020 in Kraft, nachdem der Verwaltungsgerichtshof München in einer Beschluss erklärt hatte, die Einhaltung des Mindestabstands sei keine vollziehbare Regelung, sondern habe nur den Charakter einer Empfehlung, könne also nicht grundsätzlich mit einem Bußgeld belegt werden. Sie galt bis 26. April. Die vierte Fassung trat am 30. Mai 2020 in Kraft.
Am 30. Juli 2020 wurde der Katalog um Bußgelder in Höhe von 25.000 Euro erweitert, wenn Betreiber betrieblicher Unterkünfte die Normen nicht einhalten; ein ebenfalls neues Bußgeld in Höhe von 10.000 Euro gegen Veranstalter oder Leiter einer Tagung oder eines Kongresses bzw. Betreiber einer Kulturstätte oder eines Kinos bei Nichteinhaltung der Vorgaben wurde ebenfalls eingeführt (s. u.). Am 25. August 2020 wurden die Bußgelder bei Verstößen gegen die Maskenpflicht erhöht sowie neue Bußgelder bei Verstößen gegen die Testpflicht und/oder Quarantänepflicht von Einreisenden aus ausländischen Risikogebieten verkündet. In der Fassung vom 2. Oktober 2020 wurden zusätzlich Bußgelder für die Angabe falscher Kontaktdaten oder die Nichterhebung von Kontaktdaten angeordnet. Die Bußgelder wurden wie folgt festgelegt:

| Regelverstoß | Regelbußgeld |
| --- | ------------ |
| Aufenthalt im öffentlichen Raum mit Personen, die nicht vom erlaubten Personenkreis umfasst sind | 150 Euro     |
| Feiern und/oder Grillen auf öffentlichen Plätzen oder Anlagen | 150 Euro     |
| Empfang oder Besuch von Personen in privat genutzten Räumen oder auf privat genutzten Grundstücken, die nicht vom erlaubten Personenkreis umfasst sind, und wenn nicht eine ausnahmsweise erlaubte Beaufsichtigung Minderjähriger vorliegt. | 150 Euro     |
| Besuch von Krankenhäusern sowie Vorsorge- und Rehabilitationseinrichtungen, in denen eine den Krankenhäusern vergleichbare medizinische Versorgung erfolgt, ausgenommen sind Geburts- und Kinderstationen für engste Angehörige und Palliativstationen und Hospize; Besuch von vollstationären Einrichtungen der Pflege; Besuch von Einrichtungen für Menschen mit Behinderungen; Besuch von ambulant betreuten Wohngemeinschaften oder Besuch von Altenheimen und Seniorenresidenzen, ohne dass die Ausnahmevorschrift erfüllt ist. Vom Verbot ausgenommen ist zudem die Begleitung Sterbender im engsten Familienkreis. | 150 Euro     |
| Nutzung einer Sporthalle, eines Sportplatzes, eines Fitnessstudios oder anderer Sportstätten, einer Tanzschule oder einer Badeanstalt (bis 8. Juni 2020). | 150 Euro     |
| Betreten von Schulen oder Kitas zu Zwecken des Unterrichts und sonstiger Schulveranstaltungen, zur Wahrnehmung der Betreuungsangebote, zur Wahrnehmung des Lehr- und Studienbetriebs, einschl. Mittagsbetreuung | 150 Euro     |
| Verstoß gegen die Maskenpflicht (bis 24. August 2020: 150 Euro) | 250 Euro     |
| Angabe falscher Kontaktdaten, sofern eine Pflicht hierzu nach der BayIfSMV oder aufgrund von Schutz- und Hygienekonzepten nach dieser Verordnung zum Zweck der Kontaktpersonenermittlung im Fall einer festgestellten Infektion mit dem Coronavirus SARS-CoV-2 besteht | 250 Euro     |
| Teilnahme an einer unzulässigen Veranstaltung oder Versammlung | 500 Euro     |
| Betreten von Schulen oder Kitas zu Zwecken des Unterrichts und sonstiger Schulveranstaltungen zur Wahrnehmung der Betreuungsangebote, zur Wahrnehmung des Lehr- und Studienbetriebs, einschl. Mittagsbetreuung, wenn Krankheitssymptome oder Kontakt zu einer infizierten Person oder in den letzten 14 Tagen bzw. sonstige Quarantänemaßnahmen vorliegen | 500 Euro     |
| Betreten von Kindertageseinrichtungen oder Großtagespflegestellen zur Wahrnehmung des Betreuungsangebots (ausgenommen ist die Notbetreuung) | 500 Euro     |

| Regelverstoß | Regelbußgeld |
| --- | ------------ |
| Betreiber von Gastronomie- oder Beherbergungsbetrieben oder Kulturstätten oder Kinos oder Veranstalter oder Leiter einer Tagung, oder eines Kongresses, einer Ausstellung oder einer Messe, die entgegen der Maßgaben des § 4 Abs. 1 BayIfSMV keine Kontaktdaten erheben. | 1.000 Euro   |
| Aufnahme eines regulären Betreuungsangebots (ausgenommen Notbetreuungsangebot) in Kindertageseinrichtungen | 2.500 Euro   |
| Abhalten von Unterricht, Veranstaltungen, Studienbetrieb oder Betreuungsangebote in Schulen und Hochschulen (ausgenommen erlaubter Betrieb und Notbetreuung) | 2.500 Euro   |
| Abhalten von unzulässigem Unterricht, Durchführung unzulässiger Veranstaltungen, Studienbetrieb oder Betreuungsangebote | 5.000 Euro   |
| Betrieb von Einrichtungen, wenn kein Schutz- und Hygienekonzept vorliegt, das Konzept dazu jedoch verpflichtend ist | 5.000 Euro   |
| Durchführung einer unzulässigen Veranstaltung oder Versammlung | 5.000 Euro   |
| Betrieb einer Sporthalle, eines Sportplatzes, eines Fitnessstudios oder anderer Sportstätten, einer Tanzschule oder einer Badeanstalt (bis 8. Juni) | 5.000 Euro   |
| Betrieb einer Einrichtung oder Durchführung von touristischen Führungen oder Reisebusreisen | 5.000 Euro   |
| Betrieb eines Ladengeschäfts - ohne Sicherstellung des vorgeschriebenen Mindestabstands oder - ohne Sicherstellung von 20 m² Verkaufsfläche je Kunde oder - ohne Sicherstellung der Maskenpflicht beim Personal oder - ohne Schutz- und Hygienekonzept oder ohne Parkplatzkonzept | 5.000 Euro   |
| Betrieb einer Verkaufsstelle auf einem Markt ohne Sicherstellung der Maskenpflicht beim Personal oder ohne Schutz- und Hygienekonzept oder ohne Parkplatzkonzept | 5.000 Euro   |
| Betrieb eines Einkaufszentrums - ohne Sicherstellung des vorgeschriebenen Mindestabstands oder - ohne Sicherstellung von 20 m² Verkaufsfläche je Kund oder - ohne Sicherstellung der Maskenpflicht beim Personal oder - ohne Schutz- und Hygienekonzept oder ohne Parkplatzkonzept oder - mit Anbieten von Aufenthaltsbereichen | 5.000 Euro   |
| Dienstleistungsbetrieb - ohne Sicherstellung des vorgeschriebenen Mindestabstands oder - ohne Sicherstellung der Maskenpflicht beim Personal oder - ohne Schutz- und Hygienekonzept oder ohne Parkplatzkonzept | 5.000 Euro   |
| Praxisbetrieb - ohne Sicherstellung des vorgeschriebenen Mindestabstands oder - ohne Sicherstellung der Maskenpflicht beim Personal | 5.000 Euro   |
| Gastronomiebetrieb - außerhalb der erlaubten Zeiten zwischen 6 und 22 Uhr oder - Nichteinhalten des Mindestabstands zwischen den Gästen oder - ohne Sicherstellung der Maskenpflicht beim Personal oder - ohne Schutz- und Hygienekonzept oder ohne Parkplatzkonzept | 5.000 Euro   |
| Betrieb von Hotels, Beherbergungsbetrieben, Schullandheimen, Jugendherbergen, Campingplätzen oder Bereitstellung sonstiger Unterkünfte jeder Art, wenn - der erforderliche Mindestabstand nicht eingehalten wird oder - Gäste aus nicht erlaubtem Personenkreisen gemeinsam in einem Zimmer oder einer Wohneinheit untergebracht werden oder - das Personal im Servicebereich oder in Bereichen, in denen ein Mindestabstand von 1,5 Meter nicht eingehalten werden kann, ihrer Maskenpflicht nicht nachkommt oder - ohne Schutz- und Hygienekonzept oder ohne Parkplatzkonzept | 5.000 Euro   |
| Durchführung von Prüfungen ohne Sicherstellung des Mindestabstandes zwischen den Teilnehmern oder Zulassung nicht zum Prüfungsbetrieb gehörender Zuschauer | 5.000 Euro   |
| Betrieb unzulässiger Bildungsangebote oder Erteilung unzulässigen Musikunterrichts | 5.000 Euro   |
| Fahrschulbetrieb ohne Sicherstellung des Mindestabstands oder Zulassung nicht zum Prüfungsbetrieb gehörender Zuschauer | 5.000 Euro   |
| Betrieb von Kulturstätten ohne Sicherstellung von 20 m² zugänglicher Fläche je Besucher oder ohne Schutz- und Hygienekonzept oder ohne Parkplatzkonzept | 5.000 Euro   |
| Abhaltung einer Tagung oder eines Kongresses ohne (1) Sicherstellung des Mindestabstandes zwischen den Teilnehmern oder (2) Überschreitung der zugelassenen Teilnehmerzahl (100 Personen in geschlossenen Räumen bzw. 200 Personen unter freiem Himmel; Verdoppelung der erlaubten Personenanzahl bei Veranstaltungen mit zugewiesenen und gekennzeichneten Sitzplätzen) oder (3) ohne Schutz- und Hygienekonzept | 10.000 Euro  |
| Betrieb einer Kulturstätte oder Kino ohne (1) Sicherstellung des Mindestabstandes zwischen den Teilnehmern oder (2) Überschreitung der zugelassenen Teilnehmerzahl (100 Personen in geschlossenen Räumen bzw. 200 Personen unter freiem Himmel; Verdoppelung der erlaubten Personenanzahl bei Veranstaltungen mit zugewiesenen und gekennzeichneten Sitzplätzen) oder (3) ohne Schutz- und Hygienekonzept | 10.000 Euro  |
| Betrieb betrieblicher Unterkünfte, die entgegen § 14b BayIfSMV (1) angeordnete Schutz- und Hygienemaßnahmen nicht einhalten, (2) ihre Nichteinhaltung durch die Beschäftigten dulden oder (3) den Pflichten zur Überprüfung oder Dokumentation nicht nachkommen | 25.000 Euro  |

| Regelverstoß                                                                                                   | Bußgeldrahmen       | Regelbußgeld |
| --- | ------------------- | ------------ |
| Verstoß gegen die Pflicht zum Verlassen des Landesgebiets auf direktem Weg                                     | 150 bis 3.000 Euro  | 500 Euro     |
| Verstoß gegen die Pflicht zur direkten Fahrt zu Wohnung oder Unterkunft                                        | 150 bis 3.000 Euro  | 600 Euro     |
| Verstoß gegen das Besuchsverbot                                                                                | 300 bis 5.000 Euro  | 600 Euro     |
| Verstoß gegen die Pflicht zur unverzüglichen Vorlage des Testergebnisses auf Verlangen der zuständigen Behörde | 150 bis 2.000 Euro  | 600 Euro     |
| Verstoß gegen die Pflicht zur Kontaktaufnahme mit Behörde nach Einreise                                        | 150 bis 2.000 Euro  | 1.000 Euro   |
| Verstoß gegen die Pflicht zur Kontaktaufnahme mit Behörde bei Symptomen                                        | 300 bis 3.000 Euro  | 1.000 Euro   |
| Verstoß gegen die häusliche Absonderung                                                                        | 500 bis 10.000 Euro | 2.000 Euro   |
| Verstoß gegen die Pflicht zur Duldung einer ärztlichen Untersuchung                                            | 500 bis 10.000 Euro | 2.000 Euro   |

| Regelverstoß                                                                 | Bußgeldrahmen         | Regelbußgeld |
| ---------------------------------------------------------------------------- | --------------------- | ------------ |
| Erstellung einer unrichtigen Bescheinigung durch den Dienstherrn/Arbeitgeber | 2.000 bis 10.000 Euro | 5.000 Euro   |

Danach wurde der Bußgeldkatalog mehrmals durch neue Fassungen ersetzt. Die am 19. Oktober 2021 in Kraft getretene Fassung wurde zum 11. November 2021 geändert.
Am 27. November 2021 und am 1. Juni 2022 traten Neufassungen in Kraft. Am 4. November 2022 folgte die letzte Neufassung. Zum 1. März 2023 wurde der Bußgeldkatalog aufgehoben.
Die Regelsätze gelten für einen vorsätzlichen Erstverstoß und sind bei Folgeverstößen bzw. mehrmaligen Verstößen jeweils zu verdoppeln. Bei Fahrlässigkeit sind die Regelsätze zu halbieren. Die Regel- und Rahmensätze können nach den Grundsätzen des § 17 Abs. 3 und Abs. 4 Satz 1 OWiG je nach den Umständen des Einzelfalls im Rahmen der jeweiligen gesetzlichen Grenzen erhöht oder ermäßigt werden.

### Festgestellte Verstöße und verhängte Bußgelder
Bis Anfang August 2020 wurden bayernweit gegen 58.282 Betroffene 64.143 Anzeigenvorgänge zu Ordnungswidrigkeiten und Straftaten gemäß dem Infektionsschutzgesetz erfasst. Dabei wurden folgende Verstöße geahndet: 45.441 gegen Ausgangsbeschränkungen, 15.758 wegen verbotener Menschenansammlung, 1.882 gegen die Maskenpflicht, 1.777 gegen Veranstaltungsverbote und 437 gegen Quarantänepflichten.
In den drei größten bayerischen Städten wurden bis 21. August 2020 Bußgelder in Höhe von 1,6 Mio. Euro erlassen, davon rund 950.000 Euro in München (5.220 Bescheide), etwa 400.000 Euro in Augsburg (ca. 1.700) Bescheide und 262.525 Euro in Nürnberg (1.861 Bescheide).

### Hilfsprogramme des „Bayern-Schirms“
Am 31. März 2020 wurde vom bayerischen Regierungskabinett der „Bayern-Schirm“ (eigenständige staatliche Hilfsprogramme in Höhe von 60 Milliarden Euro) beschlossen. Davon seien 20 Milliarden Euro für ein Beteiligungspaket, weitere 40 Milliarden Euro für Bürgschaften und Kredite vorgesehen.

### Boni für Pflegekräfte
In der Sitzung vom 7. April 2020 beschloss das bayerische Kabinett, dass 250.000 Pflegekräfte in bayerischen Krankenhäusern, Altenheimen und in der ambulanten Pflege und auch Rettungsassistenten und Notfallsanitäter eine steuerfreie Einmalzahlung erhalten. Die Einmalzahlung beträgt bei mehr als 25 Arbeitsstunden je Woche jeweils 500 Euro, bei weniger Arbeitsstunden 300 Euro. Die Kosten für die Einmalzahlung in Höhe von 126 Millionen Euro werden vom Freistaat Bayern getragen.
Bereits in der Sitzung vom 31. März 2020 wurde festgelegt, dass alle Bediensteten bayerischer Krankenhäuser, Universitätsklinika, Rehabilitationskliniken sowie Alten-, Pflege- und Behinderteneinrichtungen ab 1. April 2020 eine kostenfreie Verpflegung erhalten.

### Mund-Nasen-Bedeckung
Nach der Zweiten Bayerischen Infektionsschutzmaßnahmenverordnung vom 16. April 2020 (2. BayIfSMV) sollten ab 20. April befristet bis zum 3. Mai 2020 Personen bei der Nutzung von Verkehrsmitteln des Öffentlichen Personennahverkehrs (ÖPNV) eine Mund-Nasen-Bedeckung tragen (§ 6). Auch das Personal und die Kunden von ausnahmsweise geöffneten Ladengeschäften des Einzelhandels, Einkaufszentren und Kaufhäusern sollten ab 20. April eine Mund-Nasen-Bedeckung tragen, die sie entweder selbst mitbringen oder die ihnen im Rahmen der Verfügbarkeit vom Betreiber zur Verfügung gestellt werden sollten (§ 2). Weiter gehende Anordnungen der örtlichen Gesundheitsbehörden blieben unberührt (§ 8).
Seit der Vierten Bayerischen Infektionsschutzmaßnahmenverordnung (4. BayIfSMV) vom 5. Mai 2020 galt zum allgemeinen Abstandsgebot und zum Tragen einer Mund-Nasen-Bedeckung die folgende, seitdem stets durch weitere befristete Verordnungen verlängerte Regelung:
Jeder wird angehalten, die physischen Kontakte zu anderen Menschen außerhalb der Angehörigen des eigenen Hausstands auf ein absolut nötiges Minimum zu reduzieren. Wo immer möglich, ist ein Mindestabstand zwischen zwei Personen von 1,5 Meter einzuhalten. Soweit in der jeweiligen Verordnung die Verpflichtung vorgesehen ist, eine Mund-Nasen-Bedeckung zu tragen (Maskenpflicht), gilt:
1. Kinder sind bis zum sechsten Geburtstag von der Tragepflicht befreit.
2. Personen, die glaubhaft machen können, dass ihnen das Tragen einer Mund-Nasen-Bedeckung aufgrund einer Behinderung, aus gesundheitlichen Gründen nicht möglich oder unzumutbar ist, sind von der Trageverpflichtung befreit.
3. Das Abnehmen der Mund-Nasen-Bedeckung ist zulässig, solange es zu Identifikationszwecken oder zur Kommunikation mit Menschen mit Hörbehinderung erforderlich ist.

Eine bußgeldbewehrte Maskenpflicht bestand aufgrund der Siebten Bayerischen Infektionsschutzmaßnahmenverordnung (7. BayIfSMV) vom 1. Oktober 2020
- für die Teilnehmer von Veranstaltungen in geschlossenen Räumen, solange sie sich nicht an ihrem Platz befinden oder das Wort haben (§ 5 Abs. 3 Nr. 3).
- für die Besucher öffentlich zugänglicher Gottesdienste in Kirchen, Synagogen und Moscheen sowie die Zusammenkünfte anderer Glaubensgemeinschaften, solange sie sich nicht an ihrem Platz befinden (§ 6 Satz 1 Nr. 2)
- bei öffentlichen Versammlungen unter freiem Himmel im Sinne des Bayerischen Versammlungsgesetzes ist jedenfalls ab einer Teilnehmerzahl von 200 Personen in der Regel Maskenpflicht anzuordnen (§ 7 Abs. 1 Satz 3)
- im öffentlichen Personennah- und -fernverkehr und den hierzu gehörenden Einrichtungen besteht für Fahr- und Fluggäste sowie für das Kontroll- und Servicepersonal, soweit es in Kontakt mit Fahr- und Fluggästen kommt, Maskenpflicht, außerdem für die Schülerbeförderung im freigestellten Schülerverkehr und touristische Reisebusreisen (§ 8)
- beim Besuch von Patienten oder Bewohnern von Krankenhäusern, vollstationären Einrichtungen der Pflege, Einrichtungen für Menschen mit Behinderungen, Altenheimen und Seniorenresidenzen (§ 9 Abs. 1)
- für die Zuschauer bundesweiter Sportveranstaltungen, solange sie sich nicht an ihrem Platz befinden (§ 10 Abs. 2 Satz 1 lit. c)
- in geschlossenen Räumen, Fahrzeugbereichen und Kabinen für die Fahrgäste sowie für das Kontroll- und Servicepersonal von Freizeitparks und vergleichbaren ortsfesten Freizeiteinrichtungen, soweit es in Kontakt mit Fahrgästen kommt (§ 11 Abs. 4 Satz 1 Nr. 2)
- für das Personal, die Kunden und ihre Begleitpersonen in Betrieben des Groß- und Einzelhandels mit Kundenverkehr, Einkaufszentren, Dienstleistungsbetrieben mit Kundenverkehr, Arzt- und Zahnarztpraxen sowie für das Verkaufspersonal, die Kunden und ihre Begleitpersonen auf Wochenmärkten (§ 12)
- für das Personal im Servicebereich oder in Bereichen, in denen ein Mindestabstand von 1,5 Metern nicht eingehalten werden kann, sowie für die Gäste von Gastronomiebetrieben, solange sie sich nicht an ihrem Platz befinden (§ 13 Abs. 4 Satz 1 Nr. 2)
- für das Personal im Servicebereich oder in Bereichen, in denen ein Mindestabstand von 1,5 Metern nicht eingehalten werden kann, sowie für die Gäste von Hotels, Beherbergungsbetrieben, Schullandheimen, Jugendherbergen und Campingplätzen, solange sie sich nicht am Tisch des Restaurantbereichs oder in ihrer Wohneinheit befinden (§ 14 Abs. 1 Satz 1 Nr. 3)
- bei Tagungen, Kongressen und Messen in geschlossenen Räumen; die Maskenpflicht gilt nicht an Messeständen am Tisch, sofern der Mindestabstand sicher eingehalten werden kann und der Aussteller die Kontaktdaten der Gesprächspartner separat erfasst; in Außenbereichen besteht Maskenpflicht, wenn die Einhaltung des Mindestabstands nicht jederzeit zu gewährleisten ist (§ 15 Abs. 2 Satz 1 Nr. 2 und 3)
- auf dem Schulgelände für Schüler ab der Jahrgangsstufe 5 vor Erreichen des Sitzplatzes im jeweiligen Unterrichtsraum bzw. für Lehrkräfte und Schulverwaltungspersonal vor Erreichen ihres Arbeitsplatzes (§ 18 Abs. 2)
- soweit der Mindestabstand bei außerschulischer Bildung, Musikschulen und Fahrschulen nicht zuverlässig eingehalten werden kann, insbesondere in Verkehrs- und Begegnungsbereichen (§ 20)
- für die Beteiligten bei praktischen Übungen im Rahmen des Studiums für medizinische und zahnmedizinische Berufe (§ 21 Satz 2)
- für die Mitwirkenden an kulturellen Veranstaltungen in Theatern, Konzerthäusern, auf sonstigen Bühnen und im Freien sowie die dafür notwendigen Proben in geschlossenen Räumen, in denen sich auch Besucher aufhalten oder der Mindestabstand nicht eingehalten werden kann, soweit dies nicht zu einer Beeinträchtigung der künstlerischen Darbietung führt oder der Mitwirkende einen festen Platz eingenommen hat und den Mindestabstand einhält (§ 23 Abs. 2).
- Wird in einem Landkreis oder einer kreisfreien Stadt laut Veröffentlichung des Robert Koch-Instituts oder des Landesamts für Gesundheit und Lebensmittelsicherheit eine Zahl der Neuinfektionen mit dem Coronavirus SARS-CoV-2 von 50 pro 100 000 Einwohner innerhalb von sieben Tagen überschritten, soll die zuständige Kreisverwaltungsbehörde eine Maskenpflicht auf bestimmten stark frequentierten öffentlichen Plätzen anordnen (§ 25 Abs. 3 Nr. 4).

Bereits ab dem 22. April galt im Landkreis und in der Stadt Rosenheim eine Pflicht zum Tragen einer Mund-Nasen-Bedeckung.
Am 29. Mai 2020 forderte die AfD Bayern die umgehende Aufhebung der Maskenpflicht, da sich die Maske zur Bakterien- oder Virenschleuder entwickeln könne, wenn diese dauerhaft oder falsch getragen werde. Die Forderung blieb jedoch medial weitgehend als auch gesetzgeberisch unberücksichtigt. Noch am 8. April 2020 hatten die bayerischen Bundestagsabgeordneten der AfD „das konsequente Tragen von (auch behelfsmäßigen) Mund- und Nasenschutzmasken zum Schutz anderer in geschlossenen öffentlichen Räumen“ gefordert.
Am 6. Dezember 2022 gab die Landesregierung bekannt, dass die Verpflichtung zum Tragen von Schutzmasken im ÖPNV ab dem 10. Dezember entfallen soll. Begründet wurde dies mit einer stabilen Infektionslage. Das Bundesland ging diesen Schritt gemeinsam mit Sachsen-Anhalt, nachdem sich zwischen den Gesundheitsministerinnen und Gesundheitsministern der Länder keine Einigung erzielen ließ. In der Bundespolitik stieß die Entscheidung auf ein geteiltes Echo.

### Beherbergungsverbot für Besucher aus Hotspot-Landkreisen
Auf seiner Pressekonferenz am 23. Juni 2020 gab der Leiter der Bayerischen Staatskanzlei Florian Herrmann den Beschluss des bayerischen Kabinetts bekannt, dass bayerische Beherbergungsbetriebe in Bayern keine Gäste aus Landkreisen mit mehr als 50 Neuinfektionen pro 100.000 Einwohnern in den zurückliegenden sieben Tagen aufnehmen dürfen. Menschen aus entsprechenden Kreisen oder Städten dürfen nur dann in bayerische Hotels, Pensionen und Ferienwohnungen aufgenommen werden, wenn sie einen aktuellen negativen Corona-Test vorweisen können. Begründet wurde diese Maßnahme insbesondere mit den aktuellen Infektionszahlen und dem Corona-Geschehen in den nordrhein-westfälischen Kreisen Gütersloh und Warendorf.
Am 28. Juli 2020 setzte der bayerische Verwaltungsgerichtshof die Regelung vorläufig außer Vollzug. Der Gerichtshof begründete seine Entscheidung, der Rückschluss, wonach eine Neuinfektionshäufigkeit in sieben Tagen von mehr als 50 pro 100.000 Einwohner eines Landkreises/einer kreisfreien Stadt im Wege eines Automatismus zu einem Beherbergungsverbot führe, nicht verhältnismäßig sei. Außerdem genüge ein Verweis auf die Veröffentlichung des RKI nicht dem Publizitätsgebot; für den Beherbergungsbetrieb sei nicht erkennbar, wo er die aktuellen Infektionszahlen finden könne.
Seit dem 2. Oktober 2020 wurde durch die Siebte Bayerische Infektionsschutzmaßnahmenverordnung (7. BayIfSMV) über § 14 Abs. 2 das Beherbergungsverbot – befristet bis inklusive 18. Oktober 2020 – mit Verweis auf die Veröffentlichung der betroffenen Gebiete im bayerischen Ministerialblatt wieder aufgenommen. Am 16. Oktober 2020 gab der Leiter der bayerischen Staatskanzlei, Florian Herrmann bekannt, dass das Beherbergungsverbot nicht mehr verlängert werde.

### Testmöglichkeit „für Alle“ ab 1. Juli 2020
Am 30. Juni gab Ministerpräsident Söder bekannt, dass kostenlose, freiwillige Corona-Tests „schneller, kostenlos und für jedermann“ ermöglicht werden. Dazu sollten die Kapazitäten in Bayern auf 30.000 Tests täglich erhöht werden. Auch mehrfache Tests waren für eine Person kostenlos möglich. Die Kosten für den Freistaat wurden auf 200 Millionen Euro im Jahr 2020 geschätzt.
Am 10. August beschloss das Regierungskabinett, das in jedem Landkreis möglichst bis 1. September ein Testzentrum errichtet werden soll. Die Kosten für Einrichtung und Betrieb übernimmt der Freistaat. Bei der Einweihung des Testzentrums in Deggendorf gab Innenminister Herrmann bekannt, dass mittlerweile etwa 33.000 Tests täglich in Bayern durchgeführt wurden. Vorrangig sollten die Testzentren zuerst vor allem von Lehrern und dem Personal von Kindergärten und Krippen genutzt werden.

### Testpannen bei Reiserückkehrern
Bereits seit dem bayerischen Ferienbeginn am 27. Juli wurden an den bayerischen Autobahnübergängen, den Flughäfen Nürnberg, München und Memmingen sowie auch den Hauptbahnhöfen Nürnberg und München Tests auf SARS-CoV-2 durchgeführt. Am 12. August räumte die bayerische Gesundheitsministerin Huml ein, dass gut 40.000 Getestete noch nicht über das Ergebnis informiert worden seien; dies entspräche mehr als der Hälfte der Fälle, darunter befänden sich auch 1.000 positiv getestete aus dem gesamten Bundesgebiet. 908 positiv getestete Personen seien bis 13. August informiert worden. Die Gesundheitsministerin Huml habe zweimal ihren Rücktritt angeboten, den Ministerpräsident Söder jedoch abgelehnt habe. Als Reaktion auf die Panne wurde der Leiter des Bayerischen Landesamtes für Gesundheit und Lebensmittelsicherheit (LGL), Andreas Zapf, nach zwölf Jahren ins bayerische Gesundheitsministerium versetzt; die Zuständigkeit für den Betrieb der Testzentren wurde vom LGL an das bayerische Innenministerium verlagert. Zusätzlich soll das LGL 100 neue Stellen erhalten, um die Arbeit künftig besser erledigen zu können. Die Teststationen wurden zunächst von ehrenamtlichen Hilfsorganisationen betrieben, die aber zumindest zu Beginn der Testungen nicht die technischen Möglichkeiten für eine zügige, durchgehend digitale Datenverarbeitung zur Verfügung gestellt bekamen. Bereits geplant war, dass seit dem 10. August schrittweise private Anbieter den Betrieb übernehmen. Damit soll auch die Datenübertragung an allen Stellen digitalisiert werden.

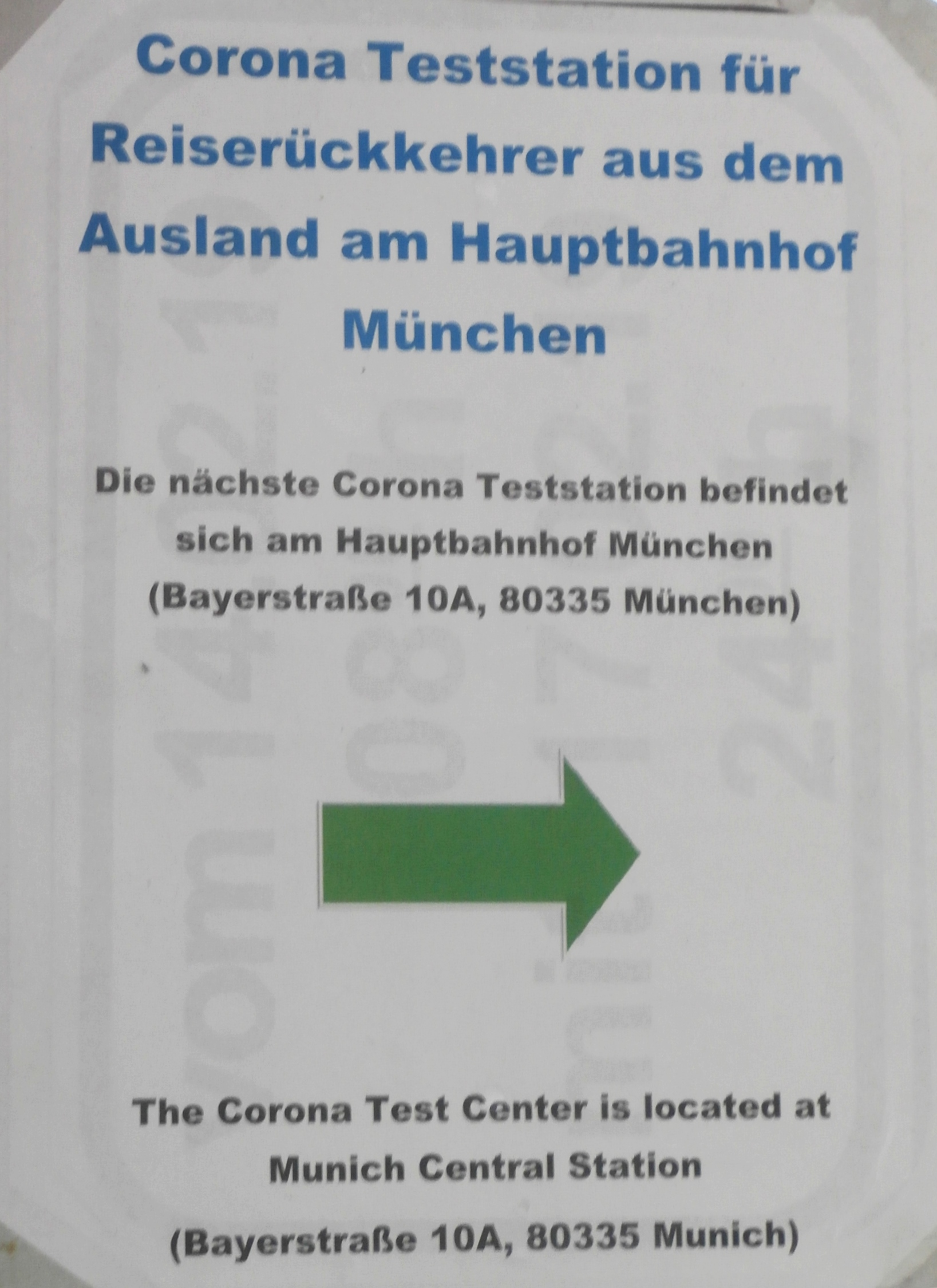
Irreführender Hinweis auf nichtexistente Teststation

Die Verantwortung für die Corona-Teststationen an den Hauptbahnhöfen Nürnberg und München wurde dem Unternehmen Eurofins übertragen. An den bayerischen Flughäfen wurde dem Militärdienstleister Ecolog der Betrieb der Teststationen übertragen. Laut Ausschreibung hätte Ecolog die Durchführung der Testungen ab 30. Juli übernehmen müssen, begann damit aber erst Mitte August. Der Mitbewerber Aicher Ambulanz kritisierte, Ecolog habe bei der Ausschreibung ein Angebot abgeben, das ein Drittel unter dem zweitbesten lag, ohne schon genügend Personal zu haben.
Ende August wurden ein zusätzliches Testzentrum am Nürnberger Busbahnhof eingerichtet sowie das Testzentrum am Münchner Hauptbahnhof in der Nähe des dortigen Busbahnhofes erweitert.
Am 4. September wurde vom bayerischen Gesundheitsministerium mitgeteilt, dass erneut 10.000 Menschen länger als 48 Stunden auf das Testergebnis warten mussten. Betroffen waren Menschen, die auf bayerischen Flughäfen getestet wurden.
Mit 1. Oktober wurden die Testzentren am Nürnberger und Münchner Hauptbahnhof vom Betreiber, dem Biotech-Unternehmen Centogene GmbH in Rostock, geschlossen ohne die bereits zum Test angemeldeten Reiserückkehrer darüber zu verständigen.

### Änderungen zum 18., 19. und 22. September 2020

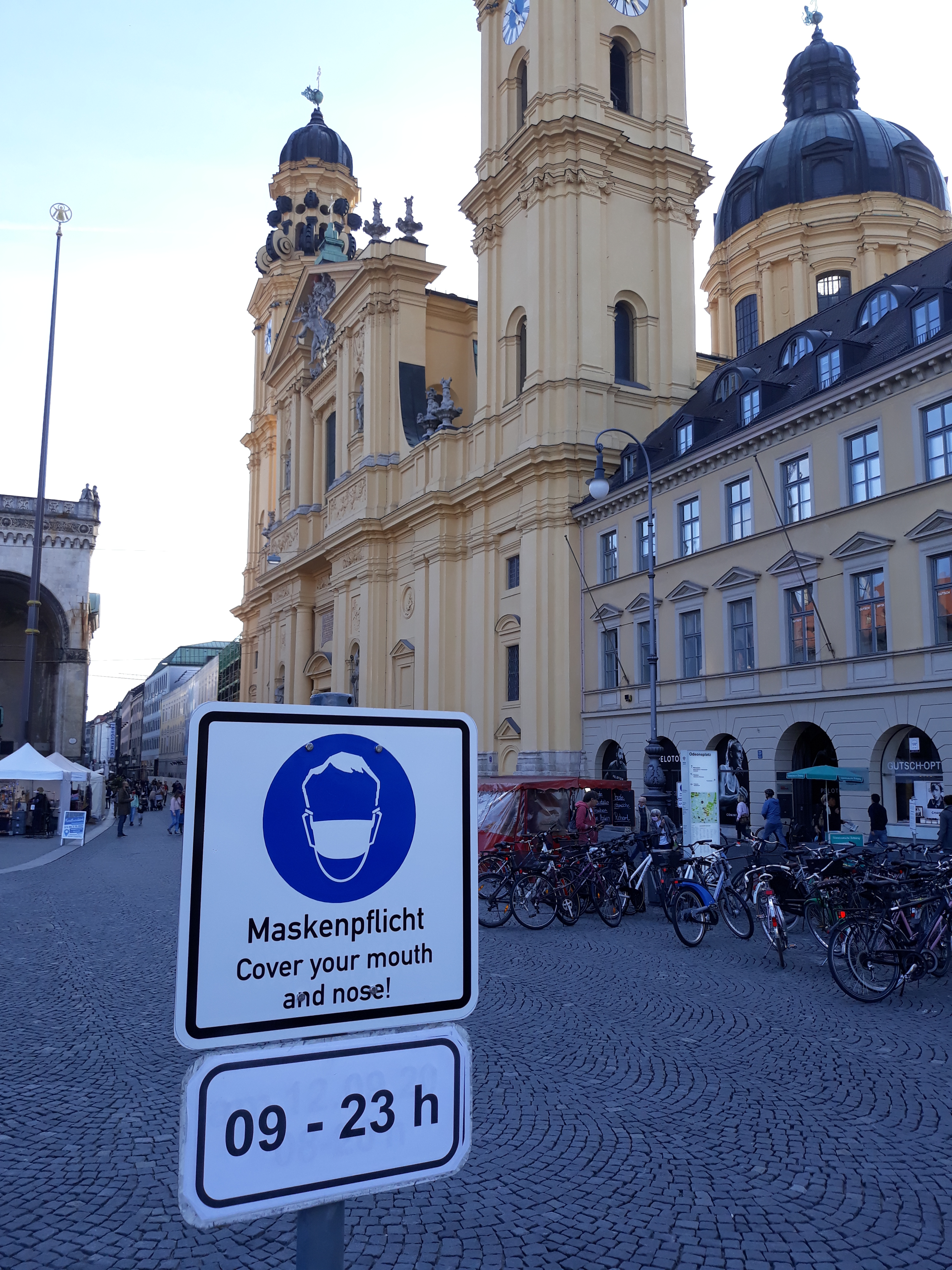
Maskenpflicht in der Münchner Fußgängerzone vom 24. September 2020 bis 8. Juni 2021

- 18. September 2020:[133] Die Bekanntmachung „Corona-Pandemie: Hygienekonzept Gastronomie“ wurde insofern geändert, dass eine Bewirtung an Tischen durchgeführt wird und der Verzehr von Speisen und Getränken am Platz zu erfolgen hat. Zur Kontaktpersonenermittlung muss eine Dokumentation mit Angaben von Namen und sicherer Erreichbarkeit einer Person je Hausstand und Zeitraum des Aufenthaltes geführt werden, bei Schankwirtschaften von jedem Gast. Die DSGVO ist entsprechend zu berücksichtigen.
- 19. September 2020:[134]
  - Die „Sechste Bayerischen Infektionsschutzmaßnahmenverordnung“ wurde im Bereich Sport geändert,
    - dass Training und Wettkämpfe in Sportarten mit Kontakt nur mit Kontaktdatenerfassung erfolgen und bei unmittelbarem Körperkontakt über längeren Zeitraum maximal 20 Personen erlaubt sind,
    - dass für bundesweite Sportveranstaltungen ein Schutz- und Hygienekonzept zu erstellen und zu beachten ist,
    - dass für Zuschauer dabei der Mindestabstand von 1,5 m sicherzustellen ist und die maximale Anzahl 1.000 Zuschauer bzw. höchstens 20 Prozent der Stadien- oder Hallenkapazität belegt werden und die Maskenpflicht eingehalten wird, solange sich die Zuschauer nicht for Ort befinden und
    - dass nur personalisierte Karten verkauft werden, keine Kartenkontingente für die jeweilige Gästemannschaft vergeben und kein Ausschank oder Verkauf alkoholischer Getränke stattfindet; bei einer Übschreitung der 7-Tages-Inzidenz von 35 Neuinfektionen je 100.000 Einwohner kann die zuständige Kreisverwaltungsbehörde die Anzahl der erlaubten Zuschauer reduzieren oder Zuschauer ganz verbieten.

  - Im Bereich Hochschulen wurde die „Sechste Bayerischen Infektionsschutzmaßnahmenverordnung“ insofern geändert, dass
    - der Mindestabstand von 1,5 m eingehalten wird, ansonsten gilt Maskenpflicht,
    - an Präsenzveranstaltungen maximal 200 Personen teilnehmen,
    - ein Schutz- und Hygienekonzept ausgearbeitet ist,
    - geeignete Maßnahmen vorgesehen sind, um eine Nachverfolgung von Kontaktpersonen zu ermöglichen,
    - bei medizinischen und zahnmedizinischen Studiengängen bei Praktika sowohl der Mindestabstand von 1,5 m nach Möglichkeit eingehalten wird und die Maskenpflicht beachtet wird.
- 23. September 2020:[135]
  - Die „Sechste Bayerischen Infektionsschutzmaßnahmenverordnung“ wurde geändert, dass bei einer Übschreitung der 7-Tages-Inzidenz von 50 Neuinfektionen je 100.000 Einwohner die zuständige Kreisverwaltungsbehörde folgende Anordnungen treffen soll:
    - Der gemeinsame Aufenthalt im öffentlichen Raum oder in privat genutzten Räumen und auf privat genutzten Grundstücken wird auf Gruppen von bis zu fünf Personen beschränkt.
    - Beschränkung der zulässigen Anzahl der Teilnehmer an Veranstaltungen auf bis zu 25 Personen in geschlossenen Räumen oder bis zu 50 Personen unter freiem Himmel.
    - Anordnung einer Maskenpflicht auf bestimmten stark frequentierten öffentlichen Plätzen.
    - Verbot des Konsums von Alkohol außerhalb des zulässigen Gastronomiebetriebs auf bestimmten stark frequentierten öffentlichen Plätzen.
    - Untersagung der Abgabe von Speisen und Getränken zum Verzehr an Ort und Stelle in der Zeit von 23 Uhr bis 6 Uhr.
    - Beschränkung des Besuchs von Alten- oder Pflegeheimen oder Krankenhäusern auf täglich eine angehörige Person, bei Minderjährigen auch von den Eltern oder Sorgeberechtigten gemeinsam, während einer festen Besuchszeit.

  - Die „Einreise-Quarantäneverordnung“ wurde geändert: Sofern die Person aus einem ausländischen Risikogebiet laut RKI zurückkehrt und der Auslandsaufenthalt der privaten Teilnahme an einer kulturellen Veranstaltung, einem Sportereignis, einer öffentlichen Festivität oder einer sonstigen Freizeitveranstaltung gedient hat, ist ein negativer Koronatest bzw. häusliche Quarantäne zwingend vorgeschrieben.

Die neuen Befugnisse wurden aufgrund zeitweilig angestiegener Neuinfektionen in München bereits am 24. September angewendet. Für eine Woche wurde in Teilen der Münchner Fußgängerzone das Tragen einer Mund-Nasen-Maske angeordnet. Weil die Neuinfektionen bereits am Tag der Umsetzung den Schwellenwert wieder unterschritten hatten, blieb die Maskenpflicht nur eine Woche in Kraft.

### „Ampelsystem“ vom 17. Oktober bis 1. November 2020
In der Sitzung vom 15. Oktober 2020 beschloss das bayerische Kabinett die Einführung eines „Ampelsystems“ auf Ebene der Landkreise bzw. kreisfreien Städte für vorerst vier Wochen wie folgt:
- 7-Tage-Inzidenz pro 100.000 Einwohner ≤ 35 Fälle („grün“); Hier gelten die bisherigen Vorschriften für Maskenpflicht, Abstand und Hygiene (s. o.)
- 7-Tage-Inzidenz pro 100.000 Einwohner > 35 Fälle („gelb“, zusätzliche Maßnahmen):
  - Es gilt eine Sperrstunde in der Gastronomie und ein Alkoholverkaufsverbot an Tankstellen ab 23:00 Uhr.
  - Bei privaten Feiern oder auch Hochzeiten dürfen zuhause oder in Gaststätten nur maximal 10 Personen oder Mitglieder zweier Hausstände zusammenkommen.
  - Auf öffentlichen Plätzen besteht ab 23 Uhr ein Alkoholverbot.
  - In Schulen gilt ab der fünften Klasse generell Maskenpflicht.
  - Die Maskenpflicht gilt auch auf bestimmten, stark frequentierten Plätzen wie Fußgängerzonen oder Marktplätze sowie in allen öffentlichen Gebäuden, auf Begegnungs- und Verkehrsflächen (z. B. Fahrstühle, Kantinen, Eingangsbereich von Hochhäusern), für Zuschauer bei sportlichen Veranstaltungen sowie durchgängig auf Tagungen, Kongressen, Messen und in Kulturstätten auch am Platz.
- 7-Tage-Inzidenz pro 100.000 Einwohner ≥ 50 Fälle („rot“, zusätzliche Maßnahmen):
  - Die Sperrstunde in der Gastronomie und das Alkoholverkaufsverbot an Tankstellen gilt ab 22:00 Uhr. Auf öffentlichen Plätzen besteht ab 22 Uhr ein Alkoholverbot.
  - Private Feiern und Kontakte werden auf zwei Hausstände oder maximal 5 Personen begrenzt.
  - In Schulen gilt auch in Grundschulen und Schülerbetreuungen generell Maskenpflicht.
- 7-Tage-Inzidenz pro 100.000 Einwohner ≥ 100 Fälle („dunkelrot“, zusätzliche Maßnahmen, gültig ab 23. Oktober 2020):[139]
  - Die Sperrstunde in der Gastronomie und das Alkoholverkaufsverbot an Tankstellen gilt ab 21:00 Uhr. Auf öffentlichen Plätzen besteht ab 21:00 Uhr ein Alkoholverbot.

Die Maßnahmen sind bei Erreichen der dementsprechenden Fallzahlen zwingend vom zuständigen Gesundheitsamt durch Allgemeinverfügung anzuordnen. Kommt der Anstieg der Infektionszahlen nicht spätestens binnen 10 Tagen zum Stillstand, sind weitere gezielte Beschränkungen unvermeidlich, um öffentliche Kontakte weitergehend zu reduzieren.
Die betroffenen Städte und Kreise mit 7-Tage-Inzidenz pro 100.000 Einwohner ≥ 30 bzw. ≥ 50 Fälle werden vom bayerischen Staatsministerium für Gesundheit und Pflege täglich bekanntgegeben (Nennung vom ersten Tag des Überschreitens des Schwellenwerts und nach Unterschreiten des Schwellenwerts noch für weitere sechs Tage). Die anzuwendende Siebte Bayerische Infektionsschutzmaßnahmenverordnung gilt vorerst bis 8. November 2020.
Am 15. Oktober 2020 befanden sich in Bayern die Städte Ingolstadt, Memmingen, Neu-Ulm, Nürnberg und Regensburg sowie die Landkreise Augsburg, Dachau, Deggendorf, Landshut, Neuburg-Schrobenhausen, Neustadt an der Waldnaab, Starnberg und Tirschenreuth im Ampelstatus „gelb“, die Städte Augsburg, München, Rosenheim, Schweinfurt und Weiden sowie die Landkreise Berchtesgadener Land, Ebersberg, Regen, Rosenheim, Rottal-Inn und Schweinfurt im Ampelstatus „rot.“ Zum Zeitpunkt des Inkrafttretens des „Ampelsystems“ waren bereits 14 Landkreise und 8 kreisfreie Städte im Status „gelb“ sowie 15 Landkreise und 5 kreisfreie Städte im Status „rot“.

### „Lockdowns“ ab Oktober 2020
19. Oktober 2020: Weiterreichende Beschränkungen im Landkreis Berchtesgadener Land:

Nachdem im Landkreis Berchtesgadener Land die 7-Tage-Inzidenz pro 100.000 Einwohner von 272,8 erreichte, gaben Ministerin Michaela Kaniber, Regierungspräsidentin Maria Els und Landrat Bernhard Kern in einer Pressekonferenz weitreichende Einschränkungen für den Landkreis bekannt, gültig ab 20. Oktober 2020 und vorerst für zwei Wochen:
- Das Verlassen der eigenen Wohnung ist nur noch bei Vorliegen triftiger Gründe erlaubt.
- Veranstaltungen werden landkreisweit untersagt, unter Auflagen erlaubt bleiben Gottesdienste.
- Schulen und Kitas schließen. Es soll lediglich eine Notbetreuung geben.
- Kinos, Saunas, Schwimmbäder, Museen, Sporthallen, Fitnessstudios, Bibliotheken, Fort- und Weiterbildungsstätte, Volksschulen, Musikschulen, Schullandheime und Jugendherbergen werden geschlossen.
- Medizinische Termine, Einkaufen für den täglichen Bedarf, Friseurbesuche, Besuch bei Lebenspartnern, alten Kranken, Begleitung von unterstützungswürdigen Personen und Minderjährigen, Begleitung von Sterbenden, Beerdigungen im engsten Familienkreis, Bewegung an der frischen Luft mit maximal einer anderen Person oder Personen aus dem eigenen Hausstand, sowie Versorgung von Tieren bleiben erlaubt.
- Der Besuch von Krankenhäusern und Reha-Kliniken ist untersagt. Ausgenommen hiervon sind Geburts- und Palliativstationen sowie Hospize.
- Die Gastronomie wird geschlossen. Ausgenommen sind Mitnehm-Angebote bis 20 Uhr. Auch Beherbungsbetriebe werden geschlossen, außer für Geschäftsreisende.

An den Landkreis Berchtesgadener Land grenzt die österreichische Gemeinde Kuchl an, für die aufgrund steigender Infektionszahlen bereits seit 17. Oktober 2020 weitreichende Quarantänemaßnahmen gelten.
26. Oktober 2020: Ähnliche Beschränkungen im Landkreis Rottal-Inn:

Nachdem im Landkreis Rottal-Inn die 7-Tage-Inzidenz pro 100.000 Einwohner von 279,01 erreichte, gab das Landratsamt ähnlich weitreichende Einschränkungen für den Landkreis bekannt, gültig ab 27. Oktober 2020, 0:00 Uhr und vorerst für zehn Tage.
Landrat Michael Fahmüller machte unter anderem die Grenzlage zu Österreich für den hohen Anstieg der Werte verantwortlich. Das könne man nicht beweisen, müsse es aber offen sagen. Denn Österreich habe zwischenzeitlich nicht so strenge Schutzmaßnahmen gehabt wie Bayern, es seien beispielsweise große Veranstaltungen möglich gewesen – mit „1000 oder noch mehr“ Menschen. Fahmüller kündigte an, in Simbach am Inn eine zusätzliche Teststation einzurichten, „um die Testung von den Grenzpendlern noch einfacher zu machen, aber auch um die Testkapazitäten im Landkreis Rottal-Inn noch weiter zu erhöhen“.
November und Dezember 2020:

Als weitere Landkreise und Städte mit sehr hohen 7-Tages-Inzidenzwerten über 300 wurden in der Stadt Passau, dem Landkreis Regen, Freyung-Grafenau, Passau und den Städten Schwabach und Nürnberg ausgedehntere Maßnahmen wie zum Beispiel Ausgangsbeschränkungen und Alkoholverbote zur Eindämmung der Krankheitsverbreitung eingesetzt.

### „Lockdown light“ im November und Verlängerung Dezember 2020
Mit Wirkung vom 2. November 2020 trat durch die Achte Bayerische Infektionsschutzmaßnahmenverordnung (8. BayIfSMV) ein u. a. vom bayerischen Ministerpräsidenten Söder bezeichneter „Lockdown light“ mit folgenden zusätzlichen Einschränkungen in Kraft, unabhängig von Infektionszahlen und vorerst gültig bis 30. November 2020:
- Der gemeinsame Aufenthalt im öffentlichen Raum, in privat genutzten Räumen und auf privat genutzten Grundstücken ist nur gestattet mit den Angehörigen des eigenen Hausstands sowie zusätzlich den Angehörigen eines weiteren Hausstands, solange dabei eine Gesamtzahl von insgesamt höchstens zehn Personen nicht überschritten wird.
- Das Feiern auf öffentlichen Plätzen und Anlagen ist unabhängig von der Zahl der anwesenden Personen untersagt.
- Vorbehaltlich speziellerer Regelungen in dieser Verordnung sind Veranstaltungen, Versammlungen, Ansammlungen sowie öffentliche Festivitäten landesweit untersagt. Ausgenommen sind Gottesdienste, Zusammenkünfte von Glaubensgemeinschaften und Versammlungen im Sinne des Bayerischen Versammlungsgesetzes (BayVersG), jeweils mit dementsprechenden Auflagen.
- Die Ausübung von Individualsportarten ist nur allein, zu zweit oder mit den Angehörigen des eigenen Hausstands erlaubt. Die Ausübung von Mannschaftssportarten ist untersagt.
- Bei Berufssport ist die Anwesenheit von Zuschauern ausgeschlossen.
- Untersagt sind der Betrieb von Fitnessstudios, Freizeitparks, Stadt- und Gästeführungen, Berg-, Kultur- und Naturführungen sowie Führungen in Schauhöhlen und Besucherbergwerken, Seilbahnen, der Fluss- und Seenschifffahrt im Ausflugsverkehr sowie von touristischen Bahnverkehren und Flusskreuzfahrten, Badeanstalten, Hotelschwimmbädern, Thermen und Wellnesszentren sowie Saunen, Bordellbetriebe, Prostitutionsstätten, Spielhallen, Spielbanken, Wettannahmestellen, Clubs, Diskotheken, sonstige Vergnügungsstätten und vergleichbare Freizeiteinrichtungen.
- Gastronomiebetriebe jeder Art sind untersagt. Zulässig sind die Abgabe und Lieferung von mitnahmefähigen Speisen und Getränken.
- Übernachtungsangebote dürfen von Hotels, Beherbergungsbetrieben, Schullandheimen, Jugendherbergen, Campingplätzen und allen sonstigen gewerblichen Unterkünften nur für glaubhaft notwendige, insbesondere für berufliche und geschäftliche Zwecke zur Verfügung gestellt werden. Übernachtungsangebote zu touristischen Zwecken sind untersagt.
- Tagungen, Kongresse, Messen und vergleichbare Veranstaltungen sind untersagt.
- Geschlossen sind: Museen, Ausstellungen, Gedenkstätten, Objekte der Bayerischen Verwaltung der staatlichen Schlösser, Gärten und Seen und vergleichbare Kulturstätten, Theater, Opern, Konzerthäuser, Bühnen, Kinos und ähnliche Einrichtungen, zoologische und botanische Gärten.
- Weiter gehende Anordnungen der örtlich für den Vollzug des Infektionsschutzgesetzes zuständigen Behörden bleiben unberührt. Die zuständigen Kreisverwaltungsbehörden können, auch soweit in dieser Verordnung Schutzmaßnahmen oder Schutz- und Hygienekonzepte vorgeschrieben sind, im Einzelfall ergänzende Anordnungen erlassen, soweit es aus infektionsschutzrechtlicher Sicht erforderlich ist.

Mit Wirkung zum 1. Dezember 2020 und gültig bis inklusive 20. Dezember 2020 trat die Neunte Bayerische Infektionsschutzmaßnahmenverordnung (9. BayIfSMV) in Kraft. Dabei wurde unter anderem zusätzlich angeordnet, dass
- sich maximal fünf Personen zweier Hausstände privat treffen dürfen (Kinder unter 14 Jahren werden nicht gezählt),
- das Feiern auf öffentlichen Plätzen und Anlagen generell untersagt ist,
- Feiern auf öffentlichen Plätzen und Anlagen verboten sind,
- im Groß- und Einzelhandel die Zahl der gleichzeitig im Ladengeschäft anwesenden Kunden nicht höher ist als ein Kunde je 10 m² für die ersten 800 m² der Verkaufsfläche sowie zusätzlich ein Kunde je 20 m² für den 800 m² übersteigenden Teil der Verkaufsfläche.

Des Weiteren wurden Regelungen für Sieben-Tage-Inzidenz-Werte größer 200 sowie größer 300 festgelegt.

### Allgemeinverfügung zur Bewältigung erheblicher Patientenzahlen ab November 2020
Ab dem 3. November 2020 und mit Gültigkeit zuerst bis 31. März 2021 wurde der Notfallplan Corona-Pandemie: Allgemeinverfügung zur Bewältigung erheblicher Patientenzahlen in Krankenhäusern zum Vollzug des Infektionsschutzgesetzes (IfSG) und des Bayerischen Krankenhausgesetzes (BayKrG) am 2. November 2020 vom bayerischen Staatsministerium für Gesundheit und Pflege mit auszugsweise folgenden Inhalten bekannt gegeben, nochmals konkretisiert am 24. November 2020 mit Gültigkeit bis 27. Februar 2021:
- Die stationäre Versorgung ist einschließlich der Behandlung von COVID-19-Patienten sicherzustellen; bei der Belegung mit Patienten, bei denen eine Verschiebung der Behandlung aus medizinischer Sicht vertretbar ist, ist den steigenden SARS-CoV-2-Infektionszahlen Rechnung zu tragen.
- Die Steuerung der Patientenströme und die Belegung der Krankenhauskapazitäten mit COVID-19-Patienten erfolgt möglichst dezentral; zur überregionalen Steuerung wird für das Gebiet eines jeden Zweckverbands für Rettungsdienst und Feuerwehralarmierung (ZRF) die Funktion eines Ärztlichen Leiters Krankenhauskoordinierung (ÄLKHKO) eingerichtet;[152][153] Dieser ist nicht an Weisungen des ZRF gebunden.
- In den entsprechenden Einrichtungen ist ein Krisenstab einzurichten und ein Pandemiebeauftragter zu benennen.
- Bayernweit wird ein einheitliches, IT-gestütztes System zur Erfassung der Behandlungskapazitäten und COVID-19-Erkrankten genutzt. Die Fallzahlen und Belegungsdaten sind auf Grundlage des IT-Programms IVENA für die Einrichtungen verbindlich, täglich bis 9 Uhr online zu erfassen.

### Einreise-Quarantäneverordnung ab 9.November 2020
Die Verordnung über Quarantänemaßnahmen für Einreisende zur Bekämpfung des Coronavirus (Einreise-Quarantäneverordnung – EQV) des Staatsministeriums für Gesundheit und Pflege vom 5. November 2020 trat am 9. November 2020 mit auszugsweise folgenden Inhalten in Kraft:
- Personen, die in den Freistaat Bayern einreisen und sich innerhalb von zehn Tagen vor der Einreise in einem  Risikogebiet aufgehalten haben, sind verpflichtet, sich unverzüglich nach der Einreise in Quarantäne zu begeben; sie sind verpflichtet, die für sie zuständige Kreisverwaltungsbehörde zu kontaktieren und über auftretende Symptome zu informieren; es besteht die Verpflichtung zu einer digitalen Einreiseanmeldung mittels Onlineformular.[155]
- Ausnahmen gelten u. a. für Personen,
  - die nur zur Durchreise in den Freistaat Bayern einreisen und ihn auf unmittelbarem Weg unverzüglich wieder verlassen,
  - die sich im Rahmen des Grenzverkehrs mit Nachbarstaaten weniger als 24 Stunden in einem ausländischen Risikogebiet aufgehalten haben oder für bis zu 24 Stunden in das Bundesgebiet einreisen,
  - die sich weniger als 72 Stunden in Deutschland aufhalten und Gründe im Sinne der EQV vorweisen können,
  - die im Freistaat Bayern ihren Wohnsitz haben und die sich zwingend notwendig in ein ausländisches Risikogebiet begeben und regelmäßig, mindestens einmal wöchentlich, an ihren Wohnsitz zurückkehren (Grenzpendler),
  - die in einem ausländischen Risikogebiet ihren Wohnsitz haben und die sich zwingend notwendig in den Freistaat Bayern begeben und regelmäßig, mindestens einmal wöchentlich, an ihren Wohnsitz zurückkehren (Grenzgänger).
- Die Pflicht zur Absonderung endet vorzeitig, frühestens jedoch ab dem fünften Tag nach der Einreise, wenn die betroffene Person über ein negatives Testergebnis in Bezug auf eine Infektion mit Coronavirus SARS-CoV-2 auf Papier oder in einem elektronischen Dokument verfügt und sie dieses der zuständigen Kreisverwaltungsbehörde auf Verlangen unverzüglich vorlegt.
- Grenzgänger sind verpflichtet, sich unaufgefordert regelmäßig in jeder Kalenderwoche auf das Vorliegen einer Infektion mit dem Coronavirus SARS-CoV-2 testen zu lassen und das Testergebnis der zuständigen Kreisverwaltungsbehörde oder einer von ihr beauftragten Stelle auf Verlangen unverzüglich vorzulegen.

Diese Fassung der Verordnung wurde am 2. August 2023 rückwirkend vom Verwaltungsgerichtshof für rechtswidrig erklärt, da es bei ihrem Erlass keine ausreichende gesetzliche Grundlage dafür gegeben hatte.
Mit Wirkung zum 1. Dezember 2020 und Gültigkeit bis inklusive 20. Dezember 2020 wurde die EQV verschärft, insbesondere auch im Hinblick auf Skitouristen: Sportliche und touristische Reisezwecke sind als Ausnahmegrund nicht mehr zugelassen. Eine Negativ-Testung oder Quarantäne von zehn Tagen ist somit auch für diese Reisezwecke ohne Ausnahme erforderlich.
Am 11. Mai 2021 und mit Wirkung zum 12. Mai 2021 wurde per Allgemeinverfügung bekanntgemacht, dass Personen, die sich im Rahmen des Grenzverkehrs weniger als 24 Stunden in einem Risikogebiet aufgehalten haben oder für bis zu 24 Stunden in den Freistaat Bayern einreisen, von der Quarantänepflicht ausgenommen sind; dies gilt nur, sofern die Person keine COVID-19-Symptome aufweist und sich in den letzten zehn Tagen nicht in einem Virusvarianten-Gebiet aufgehalten hat.
Mit Wirkung zum 13. Mai 2021 wurde die Einreise-Quarantäneverordnung per Verordnung vom 14. Mai 2021 aufgehoben. Die (bundesweite) Coronavirus-Einreiseverordnung vom 12. Mai 2021 führte die Regelungen der früheren (bundesweiten) Coronavirus-Einreiseverordnung, der Coronavirus-Schutzverordnung und der Musterquarantäneverordnung zusammen, als bundesweit einheitliche Regelung der Anmelde-, Quarantäne- und Nachweispflicht sowie des Beförderungsverbots aus Virusvariantengebieten.

### Katastrophenfall vom 9.Dezember 2020 bis 6.Juni 2021
In der Kabinettssitzung vom 6. Dezember 2020 und mehrheitlich vom Landtag in der Sitzung vom 8. Dezember wurden mit Gültigkeit vom 9. Dezember 2020, vorerst befristet bis 10. Januar 2021 die Ausrufung des Katastrophenfalls sowie weitere einschränkende Maßnahmen beschlossen. Konkretisiert wurden die folgenden Maßnahmen in der Zehnten Bayerische Infektionsschutzmaßnahmenverordnung (10. BayIfSMV) vom 8. Dezember 2020:
- Landesweite Ausgangsbeschränkung: Es gilt eine landesweite Ausgangsbeschränkung. Das Verlassen der eigenen Wohnung ist daher nur noch mit triftigen Gründen möglich, unter anderem zur Ausübung beruflicher oder dienstlicher Tätigkeiten, die Inanspruchnahme (veterinär-)medizinischer Versorgungsleistungen, Versorgungsgänge oder der Besuch eines anderen Hausstands, solange dabei eine Gesamtzahl von fünf Personen nicht überschritten wird (Kinder unter 14 Jahren werden nicht mitgezählt).
- Erweiterte Ausgangssperre in Hotspots mit einer Inzidenz von mehr als 200: Erweiterte Ausgangssperre zwischen 21 Uhr und 5 Uhr, welche nur aus gewichtigen und unabweisbaren Gründen gebrochen werden darf.
- Sonderregelung Weihnachten: Vom 24. bis 26. Dezember 2020 dürfen Gottesdienste besucht werden. Vom 23. bis 26. Dezember 2020 ist der gemeinsame Aufenthalt mit den Angehörigen des eigenen Hausstands und weiteren Personen erlaubt, solange dabei eine Gesamtzahl von insgesamt höchstens zehn Personen nicht überschritten wird (Kinder unter 14 Jahren werden nicht mitgezählt).
- Schulen: Von der 1. bis zur 7. Jahrgangsstufe wird an allen Schulen und in den Förderschulen sowie in FOS/BOS generell der Präsenzunterricht beibehalten. Ab der Jahrgangsstufe 8 gilt Wechselunterricht. Ausnahmen gelten nur für das letzte Schuljahr der jeweiligen Schulart. Distanzunterricht gilt an allen beruflichen Schulen. Dies gilt auch ab Jahrgangsstufe 8 in Landkreisen oder kreisfreien Städten mit einer Inzidenz von mehr als 200 ab Jahrgangsstufe 8 (Ausnahmen hier: Das letzte Schuljahr der jeweiligen Schulart und Förderschulen).
- Gottesdienste: Landesweit auch am Platz Maskenpflicht sowie ein Gesangsverbot.
- Versammlungen nach dem Bayerischen Versammlungsgesetz: Es besteht für alle Beteiligten durchgängige Maskenpflicht, Großveranstaltungen sind untersagt.
- Alkohol: Der Konsum ist in Innenstädten und sonstigen Orten unter freiem Himmel untersagt.
- Einreisequarantäneverordnung: Die Erleichterungen für den sog. kleinen Grenzverkehr werden gestrichen. Ausnahmen gelten weiterhin für Grenzpendler und Grenzgänger.
- Altenheime und Seniorenresidenzen, Pflege- und Behinderteneinrichtungen:
  - Jeder Bewohner darf höchstens einen Besucher pro Tag empfangen.
  - Als Besucher wird nur zugelassen, wer einen aktuellen negativen Coronatest nachweisen kann (insbesondere Schnelltests).
  - Das Betreten der Einrichtungen durch Besucher ist nur mit einer FFP2-Maske erlaubt.
  - Alle Beschäftigten der Einrichtungen haben sich in regelmäßigen Abständen, mindestens zweimal wöchentlich, einem Coronatest zu unterziehen.
- Hochschulen: An den Hochschulen finden keine Präsenzveranstaltungen statt. Praktische und künstlerische Ausbildungsabschnitte sowie Veranstaltungen in besonderen Labor- oder Arbeitsräume sind bei Einhaltung des Mindestabstands von 1,5 m zulässig.
- Homeoffice: Bei jedem staatlichen Dienstposten, der mindestens zu 50 % für Homeoffice geeignet ist, muss Homeoffice grundsätzlich in vollem Umfang der individuellen Arbeitszeit genehmigt werden, wenn der Beschäftigte Homeoffice wünscht und über die notwendige technische Infrastruktur verfügt.

Am 10. Dezember 2020 wurde folgende Verschärfung der 10. BayIfSMV erlassen:
- Alkohol: Der Konsum von Alkohol im öffentlichen Raum wird untersagt.

Elfte Bayerische Infektionsschutzmaßnahmenverordnung (11. BayIfSMV) ab 16. Dezember 2020:

Durch die 11. BayIfSMV, beschlossen vom Kabinett am 14. Dezember 2020 und vom Landtag am 15. Dezember 2020 wurden unter anderem weitere Einschränkungen zum 16. Dezember 2020 wirksam (gültig bis vorerst 10. Januar 2021):
- Nächtliche Ausgangssperre: Die Ausgangssperre von 21 Uhr bis 5 Uhr gilt ohne Berücksichtigung von Inzidenzzahlen, jedoch mit folgenden Ausnahmen:
  - Medizinischer oder veterinärmedizinischer Notfall, medizinisch unaufschiebbare Behandlung
  - Berufliche oder dienstliche Tätigkeiten oder unaufschiebbarer Ausbildungszwecke
  - Wahrnehmung des Sorge- und Umgangsrechts
  - Unaufschiebbare Betreuung unterstützungsbedürftiger Personen und Minderjähriger
  - Begleitung Sterbender
  - Handlungen zur Versorgung von Tieren
  - Ähnlich gewichtige und unabweisbare Gründe
- Sonderregelung Weihnachten: Es sind nur Angehörige des eigenen Haustands und zusätzlich den Angehörigen eines weiteren Hausstands, solange dabei eine Gesamtzahl von insgesamt fünf Personen nicht überschritten wird (zugehörige Kinder unter 14 Jahren werden nicht gezählt)
- Handels- und Dienstleistungsbetriebe, Märkte:
  - Die Öffnung von Ladengeschäften mit Kundenverkehr und zugehörige Abholdienste sind untersagt.
  - Ausgenommen sind der Lebensmittelhandel inklusive Direktvermarktung, Lieferdienste, Getränkemärkte, Reformhäuser, Babyfachmärkte, Apotheken, Sanitätshäuser, Drogerien, Optiker, Hörgeräteakustiker, Tankstellen, Kfz-Werkstätten, Fahrradwerkstätten, Banken und Sparkassen, Filialen des Brief- und Versandhandels, Reinigungen und Waschsalons, der Verkauf von Presseartikeln, Tierbedarf und Futtermittel, der Verkauf von Weihnachtsbäumen und sonstige für die tägliche Versorgung unverzichtbare Ladengeschäfte sowie der Großhandel.
  - Der Verkauf von pyrotechnischen Gegenständen der Kategorie F2 und von Waren, die über das übliche Sortiment des jeweiligen Geschäfts hinausgehen, ist untersagt.
  - Die nächtliche Ausgangssperre gilt auch an Weihnachten und Silvester, auch für Gottesdienstbesuche.[166]
  - Bei Verstößen gegen die Ausgangssperre wird ein Mindestbußgeld von 500 Euro festgesetzt.[166]
- Schulen: Die Schulen im Sinne des Bayerischen Gesetzes über das Erziehungs- und Unterrichtswesen (BayEUG) sind für Schüler geschlossen. Regelungen zur Notbetreuung und zu Angeboten des Distanzlernens werden vom zuständigen Staatsministerium im Benehmen mit dem Staatsministerium für Gesundheit und Pflege erlassen.
- Tagesbetreuungsangebote: Kindertageseinrichtungen, Kindertagespflegestellen, Ferientagesbetreuung und organisierte Spielgruppen für Kinder sind geschlossen. Regelungen zur Notbetreuung werden vom Staatsministerium für Familie, Arbeit und Soziales im Benehmen mit dem Staatsministerium für Gesundheit und Pflege durch Bekanntmachung erlassen.[167]
- Außerschulische Bildung: Der Unterricht an Musikschulen ist in Präsenzform untersagt. Fahrschulunterricht, Nachschulungen und Eignungsseminare an Fahrschulen sind in Präsenzform untersagt.
- Bußgelder: Bei vorsätzlichen oder fahrlässigen Verstößen gegen die 11. BayIfSMV liegt eine (bußgeldbewehrte) Ordnungswidrigkeit vor.

Testpflicht für Reisende aus ausländischen Risikogebieten und verstärkte Kontrollen ab 22. Dezember 2020:

Zusätzlich zur Quarantänepflicht führte Bayern am 22. Dezember eine Testpflicht für Reisende aus ausländischen Risikogebieten ein. Dem zuständigen Gesundheitsamt muss innerhalb von 72 Stunden nach der Einreise ein Testergebnis vorgelegt werden. Außerdem sollen die bayerische Polizei und die Bundespolizei verstärkt „Kontrollen im Grenzbereich sowie an Grenzübergängen sowohl auf dem Land- als auch auf dem Luftweg (Hauptreiserouten) durchführen“
Änderung der elften Bayerischen Infektionsschutzmaßnahmenverordnung (11. BayIfSMV) ab 11. Januar 2021:

Mit Wirkung ab 11. Januar 2021 und vorerst gültig bis 31. Januar 2021 wurde die 11. BayIfSMV wie folgt angepasst:
- Treffen sind nur noch Angehörigen desselben Hausstands und einer weiteren Person sowie zugehörigen Kindern bis einschließlich drei Jahren erlaubt.
- Die Abholung vorbestellter Waren in Ladengeschäften ist unter bestimmten Voraussetzungen zulässig.
- Schulen bleiben bis auf Notbetreuung geschlossen.
- Bei einer 7-Tages-Inzidenz höher als 200 Neuinfektionen sind touristische Tagesausflüge für Bewohner des betroffenen Gebiets über einen Umkreis von 15 km um die Wohnortgemeinde verboten. Kreisverwaltungsbehörden der betroffenen Landkreise oder kreisfreien Städte können ferner anordnen, dass dann auch touristische Tagesausflüge in den betroffenen Landkreis oder die betroffene kreisfreie Stadt untersagt sind.

Weitere Änderung der elften Bayerischen Infektionsschutzmaßnahmenverordnung (11. BayIfSMV) ab 18. Januar 2021:

Mit Wirkung ab 18. Januar 2021 wurde die 11. BayIfSMV wie folgt angepasst:
- Anstelle von Mund-Nasenschutzmasken sind in Bayern verbindlich FFP2-Masken vorgeschrieben. Ein Verstoß ist bußgeldbewert.

Allgemeinverfügung zur 11. BayIfSMV ab 1. Februar 2021:

Ab 1. Februar 2021 findet vorerst befristet bis 12. Februar 2021
- für Schüler, die 2021 die Abiturprüfungen bzw. Fachabiturprüfungen ablegen, d. h. am Gymnasium die Jahrgangsstufe Q12, an den Abendgymnasien und Kollegs die Jahrgangsstufe III, an den Beruflichen Oberschulen (FOSBOS) und den entsprechenden Schulen zur sonderpädagogischen Förderung die Jahrgangsstufen 12 und 13 und
- für Schüler beruflicher Schulen (einschließlich der entsprechenden Schulen zur sonderpädagogischen Förderung) soweit sie der Aufsicht des Staatsministeriums für Unterricht und Kultus unterliegen, bei denen bis zum 26. März 2021 Abschlussprüfungen bzw. Kammerprüfungen anstehen,

Wechselunterricht statt.
Änderung der 11. BayIfSMV vom 12. Februar 2021:

Mit Gültigkeit ab 15. Februar 2021 gilt folgendes:
- Die nächtliche Ausgangssperre in Landkreisen und kreisfreien Städten gilt von 22 Uhr bis 5 Uhr bei einem 7-Tages-Inzidenzwert von mehr als 100 je 100.000 Einwohner.
- Sofern dieser Inzidenzwert sieben Tage lang unter 100 liegt, wird diese Ausgangssperre aufgehoben.

Mit Gültigkeit ab 22. Februar 2021 gilt folgendes:
- In Landkreisen und kreisfreien Städten mit einem 7-Tages-Inzidenzwert von ≤ 100 je 100.000 Einwohner findet zusätzlich an folgenden Einrichtungen Unterricht mit Mindestabstand (1,5 m) oder Wechselunterricht statt:
  - Jahrgangsstufen 1 bis 4 der Grundschulen
  - Jahrgangsstufen 1 bis 4 der Förderzentren einschließlich der Schulvorbereitenden Einrichtungen sowie an weiteren Jahrgangsstufen der Förderzentren
  - Schulen für Kranke in Abstimmung mit den Kliniken
  - in den Abschlussklassen aller übrigen Schulen, in denen bisher kein Unterricht stattfand

Mit Gültigkeit ab 1. März 2021 gilt folgendes:
- Friseure dürfen wieder ihre Dienstleistungen anbieten, wenn das Personal eine medizinische Gesichtsmaske im Rahmen der arbeitsschutzrechtlichen Bestimmungen trägt und eine Steuerung des Zutritts durch vorherige Terminreservierung erfolgt.

Die Maßnahmen sind vorerst befristet bis 7. März 2021
Änderung der 11. BayIfSMV vom 24. Februar 2021:

Mit Gültigkeit ab 1. März 2021 gilt folgendes:
- Blumenfachgeschäfte, Gartenmärkte, Gärtnereien, Baumschulen und Baumärkte dürfen öffnen.
- In Landkreisen und kreisfreien Städten, in denen die 7-Tage-Inzidenz den Wert von 100 nicht überschreitet, kann Instrumental- und Gesangsunterricht als Einzelunterricht in Präsenzform unter Hygienemaßnahmen erteilt werden.
- Nichtmedizinische Fuß-, Hand-, Nagel- und Gesichtspflege darf unter Hygienemaßnahmen angeboten werden.

### Zwölfte Bayerische Infektionsschutzmaßnahmenverordnung (12. BayIfSMV)
Durch die 12. BayIfSMV vom 5. März 2021 wurde die Ausgangsbeschränkung ab 8. März 2021 aufgehoben und nachfolgende inzidenzabhängigen Lockerungen gültig für die jeweiligen Landkreise bzw. kreisfreien Städte festgelegt:
- 7-Tages-Inzidenz > 100: Die bisherigen Regelungen gelten an sich weiter, jedoch gilt zusätzlich:
  - Es dürfen öffnen: Lebensmittelhandel inklusive Direktvermarktung, Lieferdienste, Getränkemärkte, Reformhäuser, Babyfachmärkte, Apotheken, Sanitätshäuser, Drogerien, Optiker, Hörgeräteakustiker, Tankstellen, Kfz-Werkstätten, Fahrradwerkstätten, Banken und Sparkassen, Pfandleihhäuser, Filialen des Brief- und Versandhandels, Reinigungen und Waschsalons, Blumenfachgeschäfte, Gartenmärkte, Gärtnereien, Baumschulen, Baumärkte, der Verkauf von Presseartikeln, Versicherungsbüros, Buchhandlungen, Tierbedarf und Futtermittel und sonstige für die tägliche Versorgung unverzichtbare Ladengeschäfte sowie der Großhandel.
  - Nichtmedizinische Fuß-, Hand-, Nagel- und Gesichtspflege ist mit Schutz- und Hygienekonzept und mit vorheriger Terminbuchung erlaubt.
- 7-Tages-Inzidenz > 35 und ≤ 100:
  - Treffen von Angehörigen des eigenen Hausstands sowie zusätzlich den Angehörigen eines weiteren Hausstands sind erlaubt, solange dabei eine Gesamtzahl von insgesamt fünf Personen nicht überschritten wird.
  - Nur in den Abschlussklassen der Schulen findet Präsenzunterricht mit Mindestabstand oder Wechselunterricht statt, ansonsten gilt Distanzunterricht.
- 7-Tages-Inzidenz ≤ 35:
  - Treffen von Angehörigen des eigenen Hausstands sowie zusätzlich den Angehörigen zweier weiterer Hausstände sind erlaubt, solange dabei eine Gesamtzahl von insgesamt zehn Personen nicht überschritten wird.
- 7-Tages-Inzidenz > 50 und ≤ 100:
  - Nur kontaktfreier Sport unter Beachtung der Kontaktbeschränkung sowie zusätzlich unter freiem Himmel in Gruppen von bis zu 20 Kindern unter 14 Jahren ist erlaubt.
  - Die Öffnung von Ladengeschäften für einzelne Kunden nach vorheriger Terminbuchung für einen fest begrenzten Zeitraum ist zulässig.
  - In den Schulen findet Präsenzunterricht oder Wechselunterricht mit Mindestabstand statt.
  - Museen, Ausstellungen, Gedenkstätten, Objekte der Bayerischen Verwaltung der staatlichen Schlösser, Gärten und Seen und vergleichbare Kulturstätten sowie zoologische und botanische Gärten öffnen mit vorheriger Terminbuchung und Mindestabstand.
- 7-Tages-Inzidenz ≤ 50:
  - Kontaktfreier Sport in Gruppen von bis zu 10 Personen oder unter freiem Himmel in Gruppen von bis zu 20 Kindern unter 14 Jahren ist erlaubt.
  - Die Öffnung von Ladengeschäften mit Kundenverkehr ist mit Schutz- und Hygienekonzept erlaubt.
  - In den Grundschulen findet Präsenzunterricht statt, ansonsten entweder Präsenzunterricht oder Wechselunterricht mit Mindestabstand.
  - Museen, Ausstellungen, Gedenkstätten, Objekte der Bayerischen Verwaltung der staatlichen Schlösser, Gärten und Seen und vergleichbare Kulturstätten sowie zoologische und botanische Gärten dürfen öffnen.
- Weitere Maßnahmen ab frühestens 22. März 2021:
  - Wird in einem Landkreis oder einer kreisfreien Stadt mindestens 14 Tage in Folge die 7-Tage-Inzidenz von 100 nicht überschritten, so können weitere Öffnungen vorgenommen werden:
    - die Öffnung der Außengastronomie für Besucher mit vorheriger Terminbuchung mit Dokumentation für die Kontaktnachverfolgung; sitzen an einem Tisch Personen aus mehreren Hausständen, ist ein tagesaktueller SARS-CoV-2 Schnell- oder Selbsttest der Tischgäste erforderlich;
    - die Öffnung von Theatern, Konzert- und Opernhäusern sowie Kinos für Besucher mit einem tagesaktuellen SARS-CoV-2 Schnell- oder Selbsttest;
    - kontaktfreier Sport im Innenbereich sowie Kontaktsport unter freiem Himmel unter der Voraussetzung, dass alle Teilnehmer über einen tagesaktuellen SARS-CoV-2 Schnell- oder Selbsttest verfügen.

  - Wird in einem Landkreis oder einer kreisfreien Stadt mindestens 14 Tage in Folge die 7-Tage-Inzidenz von 50 nicht überschritten, so können weitere Öffnungen vorgenommen werden:
    - die Öffnung der Außengastronomie,
    - die Öffnung von Theatern, Konzert- und Opernhäusern und Kinos sowie
    - den kontaktfreien Sport im Innenbereich und den Kontaktsport im Außenbereich.
- Änderungen (auszugsweise) mit Verordnung vom 25. März 2021:[175]
  - In kreisfreien Städten oder Landkreisen mit einer 7-Tages-Inzidenz von mehr als 100 können ab 27. März 2021 auch Grundschüler der Jahrgangsstufe 4, der Jahrgangsstufe 11 der Gymnasien und der Fachoberschulen in Präsenzunterricht wechseln. Notwendig hierfür ist jedoch ein aktuell negativer PCR- oder POC-Antigentest. (Faktisch tritt diese Änderung mit Ende der Osterferien am 12. April 2021 in Kraft.)
  - Ebenfalls in solchen Landkreisen und Kommunen kann ab 12. April 2021 die zuständige Kreisverwaltungsbehördem Einvernehmen mit dem Staatsministerium für Gesundheit und Pflege und den weiteren betroffenen Staatsministerien im Rahmen von befristeten Pilotversuchen abweichend von den Bestimmungen dieser Verordnung die Öffnung bestimmter Einrichtungen im Einzelfall oder allgemein auf dem Gebiet einer Gemeinde zulassen, soweit dies aus infektionsschutzrechtlicher Sicht vertretbar und zur Prüfung der Wirksamkeit von umfassenden Testkonzepten und von weiteren Schutz- und Hygienemaßnahmen erforderlich ist.

- Verschärfungen (auszugsweise) zum 12. April 2021 (Verordnung vom 9. April 2021):[176]
  - Bei einer 7-Tage-Inzidenz unter 50 ist die Öffnung von Ladengeschäften mit Kundenverkehr zulässig.
  - Gebiete mit 7-Tage-Inzidenz zwischen 50 und 100: Einkauf mit Termin, auch ohne SARS-CoV-2-Test.
  - Gebiete mit 7-Tage-Inzidenz zwischen 100 und 200: Kunden müssen vor dem Einkauf einen Termin für einen fest begrenzten Zeitraum buchen; Hygiene- und Abstandsregeln müssen eingehalten werden; ein aktuell negatives Testergebnis in Bezug auf SARS-CoV-2 muss vorgelegt werden (Click and Meet).
  - Die Verschärfungen gelten auch für Baumärkte und Schuhgeschäfte. Ausgenommen von den Verschärfungen sind der Lebensmittelhandel inklusive Direktvermarktung, Lieferdienste, Getränkemärkte, Reformhäuser, Babyfachmärkte, Apotheken, Sanitätshäuser, Drogerien, Optiker, Hörgeräteakustiker, Tankstellen, Kfz-Werkstätten, Fahrradwerkstätten, Banken und Sparkassen, Versicherungsbüros, Pfandleihhäuser, Filialen des Brief- und Versandhandels, Reinigungen und Waschsalons, der Verkauf von Presseartikeln, Tierbedarf und Futtermitteln sowie der Großhandel.
  - Gebiete mit 7-Tage-Inzidenz über 200: Nur Abholung der Ware im Laden vor Ort (auch ohne SARS-CoV-2-Test). (Click and Collect)

- Veränderungen zum 23. April 2021 (Verordnung vom 22. April 2021):[177] Die BayIfSMV wurde inhaltlich an die Änderungen und Vorgaben durch das deutsche Infektionsschutzgesetz angepasst, einschließlich der zum 22. April geltenden neu eingeführten Maßnahmen nach § 28b IfSG.

- Änderungen (auszugsweise) mit Verordnung vom 27. April 2021, gültig ab 28. April 2021:[178]
  - Die Vorlage eines Tests ist für Geimpfte (seit mindestens fünfzehn Tagen vollständig gegen COVID-19 mit einem in der Europäischen Union zugelassenen Impfstoff geimpft) nicht notwendig. Stattdessen kann ein Impfnachweis durch einen Impfpass erbracht werden.
  - Buchhandlungen, Blumenfachgeschäfte, Gartenmärkte dürfen nun ebenfalls ohne Berücksichtigung der 7-Tages-Inzidenz öffnen.

- Änderungen (auszugsweise) mit Verordnung vom 5. Mai 2021, gültig ab 6. Mai 2021:[179]
  - Der Impfnachweis kann nun auch digital erfolgen.
  - Genesene, die über einen mindestens 28 Tage, höchstens aber sechs Monate alten PCR-Test verfügen, sind nun Geimpften gleichgestellt.
  - Für Geimpfte und Genesene gelten die Ausgangssperre und Kontaktbeschränkungen nicht mehr. Beide Personengruppen werden bei privaten Treffen nicht bei der Ermittlung der Zahl der Teilnehmer berücksichtigt.

- Änderungen (auszugsweise) mit Verordnung vom 14. Mai 2021, gültig ab 15. Mai 2021 bei einer stabilen und rückläufigen 7-Tages-Inzidenz von unter 100 im betreffenden Landkreis oder in der betreffenden kreisfreien Stadt:[180][181]
  - Ab dem 21. Mai 2021 sind Übernachtungsangebote von gewerblichen oder entgeltlichen Unterkünften, insbesondere von Hotels, Beherbergungsbetrieben, Jugendherbergen und Campingplätzen, auch zu touristischen Zwecken erlaubt; zulässig sind im Rahmen des Übernachtungsangebots ferner gastronomische Angebote auch in geschlossenen Räumen sowie Kur-, Therapie- und Wellnessangebote gegenüber Übernachtungsgästen; Voraussetzung ist, dass die Übernachtungsgäste bei der Anreise sowie jede weiteren 48 Stunden über einen Testnachweis (PCR-Test, POC-Antigentest oder Selbsttest unter Aufsicht) verfügen.
  - Ab dem 21. Mai 2021 ist der Betrieb von Seilbahnen, Fluss- und Seenschifffahrt im Ausflugsverkehr, touristische Bahnverkehre, touristische Reisebusverkehre sowie die Erbringung von Stadt- und Gästeführungen, Berg-, Kultur- und Naturführungen im Freien sowie die Öffnung von Außenbereichen von medizinischen Thermen unter der Voraussetzung eines Testnachweises (PCR-Test, POC-Antigentest oder Selbsttest unter Aufsicht) erlaubt.
  - Ab dem 21. Mai 2021 sind Proben für Laien- und Amateurensembles unter Einhaltung eines Rahmenhygienekonzepts zulässig.
  - Geimpfte und genesene Personen sowie Kinder bis zum 6. Geburtstag sind hierbei von Testpflichten nach den allgemein geltenden Grundsätzen ausgenommen.

- Änderungen (auszugsweise) mit Verordnung vom 19. Mai 2021, gültig ab 21. Mai 2021 für Getestete, vollständig Geimpfte und Genesene:[182]
  - Die Durchführung von kulturellen Veranstaltungen unter freiem Himmel mit festen Sitzplätzen für bis zu 250 Besucher ist erlaubt.
  - Kontaktfreier Sport im Innenbereich inklusive der Öffnung von Innenbereichen von Sportstätten sowie Kontaktsport unter freiem Himmel ist gestattet.
  - Sport unter freiem Himmel in Gruppen von bis zu 25 Personen ist erlaubt.
  - Fitnessstudios dürfen unter der Voraussetzung vorheriger Terminbuchung öffnen.
  - Die Zulassung von bis zu 250 Zuschauern bei Sportveranstaltungen unter freiem Himmel mit festen Sitzplätzen ist gestattet.

### Dreizehnte Bayerische Infektionsschutzmaßnahmenverordnung (13. BayIfSMV)
Durch die 13. BayIfSMV wurden am 5. Juni 2021 u. a. nachfolgende inzidenzabhängigen Anordnungen gültig für die jeweiligen Landkreise bzw. kreisfreien Städte ab 7. Juni 2021 festgelegt:
- Allgemeine Festlegungen:
  - Überschreitet in einem Landkreis oder einer kreisfreien Stadt an drei aufeinander folgenden Tagen die vom Robert Koch-Institut (RKI) im Internet veröffentlichte 7-Tage-Inzidenz den für die Regelung maßgeblichen Schwellenwert, so treten dort die von der Regelung verfügten Maßnahmen ab dem übernächsten darauf folgenden Tag in Kraft.
  - Unterschreitet in einem Landkreis oder einer kreisfreien Stadt an fünf aufeinander folgenden Tagen die vom RKI im Internet veröffentlichte 7-Tage-Inzidenz den für die Regelung maßgeblichen Schwellenwert, so treten dort die von der Regelung verfügten Maßnahmen ab dem übernächsten darauf folgenden Tag außer Kraft.
- Kontaktbeschränkung:
  - Bei einer 7-Tage-Inzidenz zwischen 50 und 100 sind Treffen mit den Angehörigen des eigenen Hausstands sowie zusätzlich den Angehörigen zweier weiterer Hausstände erlaubt, solange dabei eine Gesamtzahl von insgesamt zehn Personen nicht überschritten wird,
  - in Landkreisen und kreisfreien Städten, in denen eine 7-Tage-Inzidenz von 50 nicht überschritten wird, in Gruppen von bis zu zehn Personen.
- Öffentliche und private Veranstaltungen, Feiern:
  - Bei 7-Tage-Inzidenz zwischen 50 und 100 sind bis zu 25 Personen in geschlossenen Räumen und bis zu 50 Personen unter freiem Himmel und
  - in Landkreisen und kreisfreien Städten, die eine 7-Tage-Inzidenz von 50 nicht überschreiten, bis zu 50 Personen in geschlossenen Räumen und bis zu 100 Personen unter freiem Himmel jeweils einschließlich geimpfter oder genesener Personen zulässig.
- Gottesdienste:
  - In Gebäuden bestimmt sich die zulässige Höchstteilnehmerzahl einschließlich geimpfter und genesener Personen nach der Anzahl der vorhandenen Plätze, bei denen ein Mindestabstand von 1,5 Metern zu anderen Plätzen gewahrt wird.
  - Zu nicht geimpften oder nicht genesenen Personen, die nicht dem eigenen Hausstand angehören, ist ein Mindestabstand von 1,5 Metern zu wahren.
  - In Landkreisen und kreisfreien Städten, in denen eine 7-Tage-Inzidenz von 100 überschritten wird, ist Gemeindegesang untersagt.
- Sport:
  - In Landkreisen und kreisfreien Städten mit einer 7-Tage-Inzidenz zwischen 50 und 100 ist mit Testnachweis Sport jeder Art ohne Personenbegrenzung und
  - im Übrigen ohne Testnachweis kontaktfreier Sport in Gruppen von bis zu 10 Personen oder unter freiem Himmel in Gruppen von bis zu 20 Kindern unter 14 Jahren erlaubt.
  - In Landkreisen und kreisfreien Städten, in denen eine 7-Tage-Inzidenz von 50 nicht überschritten wird, ist Sport jeder Art ohne Personenbegrenzung gestattet.
- Gastronomie: Gastronomische Angebote dürfen unter freiem Himmel und in geschlossenen Räumen von 5 bis 24 Uhr unter folgenden Voraussetzungen zur Verfügung gestellt werden:
  - Der Betreiber hat sicherzustellen, dass ein Mindestabstand von 1,5 Metern gewährleistet ist.
  - In Landkreisen und kreisfreien Städten, in denen die 7-Tage-Inzidenz zwischen 50 und 100 liegt, bedürfen Gäste aus mehreren Hausständen an einem Tisch eines Testnachweises.
  - Der Betreiber hat die Kontaktdaten der Gäste zu erheben.
- Beherbergung: Übernachtungsangebote von Hotels, Beherbergungsbetrieben, Schullandheimen, Jugendherbergen, Campingplätzen und allen sonstigen gewerblichen oder entgeltlichen Unterkünften dürfen unter folgenden Voraussetzungen zur Verfügung gestellt werden:
  - Jeder Übernachtungsgast hat ohne Rücksicht auf die 7-Tage-Inzidenz vor Ort bei seiner Ankunft einen Testnachweis vorzulegen.
  - In Landkreisen und kreisfreien Städten mit einer 7-Tage-Inzidenz zwischen 50 und 100 bedürfen Gäste zusätzlich für jede weiteren 48 Stunden eines Testnachweises.
  - Gäste dürfen in einem Zimmer oder einer Wohneinheit nur im Rahmen der o. a. bestehenden Kontaktbeschränkungen untergebracht werden.
  - Der Betreiber hat die Kontaktdaten der Gäste zu erheben.
- Tagesbetreuungsangebote: Der Betrieb von Kindertageseinrichtungen, Kindertagespflegestellen, Ferientagesbetreuung und organisierten Spielgruppen für Kinder ist unter folgenden Voraussetzungen zulässig:
  - In Landkreisen und kreisfreien Städten, in denen die 7-Tage-Inzidenz zwischen 50 und 165 liegt, können die Einrichtungen nur öffnen, sofern die Betreuung in festen Gruppen erfolgt (eingeschränkter Regelbetrieb).
  - In Landkreisen und kreisfreien Städten, in denen eine 7-Tage-Inzidenz von 50 nicht überschritten wird, können die Einrichtungen öffnen.
- Kultur: Kulturelle Veranstaltungen in Theatern, Opern, Konzerthäusern, Bühnen, Kinos und sonst dafür geeigneten Örtlichkeiten sind unter folgenden Voraussetzungen zulässig:
  - In Gebäuden bestimmt sich die zulässige Höchstteilnehmerzahl einschließlich geimpfter und genesener Personen nach der Anzahl der vorhandenen Plätze, bei denen ein Mindestabstand von 1,5 Metern zu anderen Plätzen gewahrt wird.
  - Unter freiem Himmel sind höchstens 500 Besucher einschließlich geimpfter und genesener Personen mit festen Sitzplätzen zugelassen.
  - Im gesamten Veranstaltungsbereich ist grundsätzlich ein Mindestabstand von 1,5 Metern einzuhalten.
  - In Landkreisen und kreisfreien Städten mit einer 7-Tage-Inzidenz zwischen 50 und 100 müssen die Besucher einen Testnachweis vorlegen.

Änderungen (auszugsweise) mit Verordnung vom 22. Juni 2021, gültig ab 23. Juni 2021
- Bei Sportveranstaltungen unter freiem Himmel ist einschließlich geimpfter und genesener Personen die Anwesenheit von bis zu 500 Zuschauern zulässig, von denen höchstens 100 stehend ohne festen Sitzplatz mit einem Mindestabstand von 1,5 Metern und die übrigen nur mit festem Sitzplatz zugelassen werden dürfen.
- Die Maskenpflicht entfällt für Schülerinnen, Schüler und Lehrkräfte an Grundschulen und der Grundschulstufe der Förderschulen nach Einnahme des Sitz- oder Arbeitsplatzes in Landkreisen und kreisfreien Städten, in denen eine 7-Tage-Inzidenz von 50 nicht überschritten wird.

Änderungen (auszugsweise) mit Verordnung vom 30. Juni 2021, gültig ab 1. Juli 2021
- Bei 7-Tages-Inzidenz unter 25 entfällt auch an weiterführenden Schulen die Maskenpflicht am Platz.
- Bei Kultur- und Sportveranstaltungen dürfen im Freien bis zu 1500 Menschen teilnehmen, davon max. 200 auf Stehplätzen (sofern die 7-Tages-Inzidenz unter 50 liegt).
- Die Sperrstunde in der Gastronomie wird auf 1 Uhr verlängert (sofern die 7-Tages-Inzidenz unter 50 liegt).

Änderungen (auszugsweise) mit Verordnung vom 14. Juli 2021, gültig ab 15. Juli 2021
- Große Sportveranstaltungen mit länderübergreifenden Charakter dürfen bei einer 7-Tages-Inzidenz bis 35 bei einem Mindestabstand von 1,5 m mit bis zu 35 % der Kapazität der jeweiligen Sportstätte, maximal aber 20.000 Zuschauer mit festen Sitzplätzen, stattfinden. Eintrittskarten werden nur personalisiert verkauft und der Veranstalter hat die Kontaktdaten der Zuschauer zu erheben. Der Verkauf, Ausschank und Konsum alkoholischer Getränke in den Sportstätten ist untersagt; offensichtlich alkoholisierten Zuschauern darf der Zutritt zu den Sportstätten nicht gewährt werden. Länderübergreifenden Charakter haben Ligen und Wettbewerbe, an denen Sportlerinnen und Sportler oder Mannschaften länderübergreifend teilnehmen, wie insbesondere Bundesligen, nationale Pokalwettbewerbe, europäische Vereinswettbewerbe und Wettkämpfe der Nationalmannschaften.
- Kulturelle Großveranstaltungen mit länderübergreifendem Charakter kann der Veranstalter in Landkreisen oder kreisfreien Städten, in denen eine 7-Tage-Inzidenz von 35 nicht überschritten wird, durchführen; länderübergreifenden Charakter haben kulturelle Veranstaltungen, bei denen ein länderübergreifendes oder internationales Publikum zu erwarten ist.

### Vierzehnte Bayerische Infektionsschutzmaßnahmenverordnung (14. BayIfSMV)
Durch die 14. BayIfSMV (nachfolgend ein Auszug) wurden am 1. September 2021 u. a. nachfolgende Anordnungen gültig für die jeweiligen Landkreise bzw. kreisfreien Städte ab 2. September 2021 festgelegt und damit auch die 13. BayIfSMV außer Kraft gesetzt:
Allgemeine Festlegungen:
- Mindestabstand von 1,5 m soll eingehalten werden, auf Handhygigene und ausreichende Belüftung ist zu achten.

Maskenpflicht:
- Sie gilt prinzipiell in Gebäuden und geschlossenen Räumen einschließlich geschlossener öffentlicher Fahrzeugbereiche, Kabinen und Ähnlichem. Ausnahmen sind u. a. private Räumlichkeiten; am festen Sitz-, Steh- oder Arbeitsplatz, soweit zuverlässig ein Mindestabstand von 1,5 m zu anderen Personen gewahrt wird, die nicht dem eigenen Hausstand angehören; für Gäste in der Gastronomie, solange sie am Tisch sitzen; bei Dienstleistungen, soweit die Art der Leistung sie nicht zulässt; für das Personal, soweit in Kassen- und Thekenbereichen durch transparente oder sonst geeignete Schutzwände ein zuverlässiger Infektionsschutz gewährleistet ist.

Geimpft, genesen, getestet:
- Überschreitet im Gebietsbereich einer Kreisverwaltungsbehörde die Zahl an Neuinfektionen mit dem Coronavirus SARS-CoV-2 je 100 000 Einwohner innerhalb von sieben Tagen (7-Tage-Inzidenz) den Wert von 35, so darf im Hinblick auf geschlossene Räume der Zugang zu schon in der 13. BayIfSMV genannten Orten nur vollständig Geimpften, Genesenen oder Getesteten der Zugang erlaubt werden. Dies steht im Einklang mit der bundesweit seit 23. August 2021 geltenden „3G-Regel“.

Ausnahmen für Kinder / Jugendliche:
- Getesteten Personen stehen gleich: Kinder bis zum sechsten Geburtstag; Schülerinnen und Schüler, die regelmäßigen Testungen im Rahmen des Schulbesuchs unterliegen; noch nicht eingeschulte Kinder.

Erhöhte Krankenhauseinweisungen:
- Sobald in den jeweils sieben vorangegangenen Tagen landesweit mehr als 1 200 an COVID-19 erkrankte Personen in ein bayerisches Krankenhaus eingewiesen und dort stationär aufgenommen wurden, ergreifen die Staatsregierung und das Staatsministerium für Gesundheit und Pflege unter Berücksichtigung einer Risikobewertung und Prognose des Landesamts für Gesundheit und Lebensmittelsicherheit zur Entwicklung des Infektionsgeschehens unverzüglich weitere Schutzmaßnahmen, um eine weitergehende Belastung des Gesundheitssystems zu verhindern, beispielsweise: Anhebung des allgemeinen Maskenstandards auf FFP2 oder eine Maske mit mindestens gleichwertigem genormten Standard; Anhebung der für einen Testnachweis erforderlichen Testqualität, insbesondere Notwendigkeit von PCR-Tests; Kontaktbeschränkungen; Personenobergrenzen für öffentliche und private Veranstaltungen.

Erhöhte Intensivbettenbelegung:
- Sobald nach den Zahlen des DIVI-Intensivregisters landesweit mehr als 600 Krankenhausbetten mit invasiver Beatmungsmöglichkeit der Intensivstationen mit an COVID-19 erkrankten Personen belegt sind, ergreifen die Staatsregierung und das Staatsministerium für Gesundheit und Pflege unter Berücksichtigung einer Risikobewertung und Prognose des Landesamts für Gesundheit und Lebensmittelsicherheit zur Entwicklung des Infektionsgeschehens unverzüglich weitere Schutzmaßnahmen, um eine weitergehende Überlastung des Gesundheitssystems zu verhindern.

Änderung mit Gültigkeit ab dem 20. September 2021:
- Der Zutritt zu Kindertageseinrichtungen und Heilpädagogischen Tagesstätten ist den dort Beschäftigten – sofern sie nicht geimpft oder genesen sind – nur erlaubt, wenn sie drei Mal wöchentlich einen negativen Testnachweis erbringen oder sich einem Selbsttest unterziehen.[188]

Änderung mit Gültigkeit ab dem 1. bzw. 4. Oktober 2021:
- Clubs, Diskotheken, Bordellbetriebe und vergleichbare Freizeiteinrichtungen dürfen unter Einhaltung der 3G-Regel (Genesene, Geimpfte und Getestete) und unter Erhebung der Kontaktdaten öffnen. Ein Hygienekonzept ist erforderlich.[189]
- Ebenfalls am 30. September 2021, jedoch erst mit Gültigkeit zum 4. Oktober 2021 wurde an Schulen die Maskenpflicht am Sitzplatz und im Sportunterricht aufgehoben; ansonsten gilt sie jedoch weiter.[189]

Änderung mit Gültigkeit ab dem 6. Oktober 2021:
- Es gelten Erleichterungen, wenn Wirte grundsätzlich nur noch Geimpfte und Genesene bzw. mit PCR-Test getestete einlassen (z. B. Wegfall der Maskenpflicht).[190]

Änderung mit Gültigkeit ab dem 15. bzw. 19. Oktober 2021:
- Die Dokumentation zur Kontaktnachverfolgung in Gastronomiebetrieben entfällt.
- Ab 19. Oktober müssen Betreiber und Mitarbeiter in der Gastronomie, die Kundenkontakt haben, geimpft, genesen oder getestet sein.[191]

Änderung mit Gültigkeit ab dem 6., 7. bzw. 9. November 2021:
- In den Grundschulen gilt für eine Woche und in den weiterführenden Schulen gilt bis zum Auslaufen der Verordnung wieder eine Maskenpflicht im Schulgebäude. Bei einem Infektionsfall in einer Klasse werden die Teilnehmer dieser Klasse eine Woche lang an jedem Schultag getestet.[192]
- Es gilt eine „regionale Hotspotregelung“: In einem Landkreis, der eine 7-Tage-Inzidenz von 300 überschreitet und der außerdem zu einem Leitstellenbereich mit 80 %-Auslastung der Intensivbetten gehört, werden dieselben Maßnahmen getroffen wie im Fall einer landesweiten roten Krankenhausampel.[192]
- Die landesweite Krankenhausampel wird um eine Intensivbettenkomponente erweitert. Die gelbe Stufe gilt ab dem ersten Tag nachdem in den vorangegangenen sieben Tagen landesweit mehr als 1200 Covid-Patienten in ein bayerisches Krankenhaus eingewiesen wurden oder aber landesweit mehr als 450 Intensivbetten mit Covid-Patienten belegt sind. Die rote Stufe gilt ab dem ersten Tag nachdem landesweit mehr als 600 Intensivbetten mit Covid-Patienten belegt sind.[192]

Zugleich erhöhte die Landesregierung zugleich die Quarantänedauer für enge Kontaktpersonen auf mindestens 7 Tage; in Regionen mit hohem Infektionsgeschehen dauert sie grundsätzlich zehn Tage, ohne Möglichkeit der Freitestung. Vorgesehen sind zudem Schwerpunkt- und Stichprobenkontrollen der Einhaltung der Maßnahmen (3G, 3G Plus und 2G) durch Veranstalter, Betreiber, Anbieter und Gastronomen. Krankenhäuser erhalten ein sechsmonatiges Hilfsprogramm im Umfang von 35 Millionen Euro, dessen Mittel mindestens zur Hälfte als Boni an Klinikbeschäftigte weiterzugeben sind, die durch die andauernde Pandemielage besonders belastet sind.
Zum 7. November wurden die Regelungen der gelben Krankenhausampel wirksam (u. a. dürfen nur noch Geimpfte und Genesene in Diskotheken; für Restaurants brauchen Ungeimpfte einen PCR-Test; die bisherige Maskenpflicht wird durch eine FFP2-Maskenpflicht ersetzt, wobei am Arbeitsplatz und in Schulen weiter eine OP-Maske ausreicht).
Zum 9. November wurde die Regelungen der roten Krankenhausampel wirksam (u. a. Testpflicht in Betrieben mit mehr als 10 Beschäftigten, ausgenommen Geimpfte und Genesene; nur noch Geimpfte und Genesene dürfen Innenräume von Zoos usw. betreten). Kinder unter 12 Jahren sind von der 2G-Regel nicht betroffen, und Kinder und Jugendliche von 6 bis 12 Jahren dürfen gemäß einer Übergangsregel bis Ende des Jahres auch ungeimpft an sportlichen und musikalischen Hobbys teilnehmen.
Änderung mit Gültigkeit ab dem 10. November 2021:
- Beschäftigte in der Gastronomie, können die Testpflicht statt durch zwei PCR-Tests pro Woche auch durch tägliche Schnelltests erfüllen. Die Maskenpflicht in Grundschulen wird bis zum Auslaufen der Verordnung verlängert.[194]

 Änderung mit Gültigkeit ab dem 16. November 2021:
Ab Dienstag, den 16. November 2021, gelten gemäß der Vierzehnte Bayerische Infektionsschutzmaßnahmenverordnung (14. BayIfSMV) auf Beschluss der Bayerischen Staatsregierung schärfere Corona-Regeln. Unter anderem ist der Zugang zu Gaststätten und Hotels nur noch für Geimpfte und Genesene (2G-Regel) und Kindern unter 12 Jahren möglich – für unter 12-Jährige wurde bis dato noch kein COVID-19-Impfstoff in der EU zugelassen.

### Katastrophenfall vom 11.November 2021 bis 11.Mai 2022
Am 10. November 2021 haben die Infektionszahlen in Bayern seit Beginn der Pandemie in Europa im März 2020 landesweit mit einer 7-Tage-Inzidenz von 395,8 – in den Landkreisen mit einem Wert von über 500 und in einem Landkreis bereits mit über 1100 – den bisherigen Höchststand erreicht. Entsprechend steigt die Belegung der Krankenhausbetten, insbesondere von Intensivbetten, mit COVID-19-Patienten. Eine Entspannung der Lage ist zurzeit nicht in Sicht. Aus diesen und damit unmittelbar zusammenhängenden Gründen erfolgte für Bayern die Feststellung der Katastrophe  (BayMBl. 2021 Nr. 790 vom 10. November 2021). Zum 11. November 2021 wurde der landesweite Katastrophenfall in Kraft gesetzt.

### Fünfzehnte Bayerische Infektionsschutzmaßnahmenverordnung (15. BayIfSMV)
Die 15. BayIfSMV trat am 24. November 2021 in Kraft. Sie enthält eine Vielzahl weiterer Einschränkungen, z. B. Schließung von Diskotheken, Kontaktbeschränkungen für Personen, die weder geimpft noch genesen sind (nur zwei Haushalte, max. fünf Personen über 12 Jahren und 3 Monaten), und Testpflicht für geimpfte bzw. genesene Museums-, Zoo- und Schwimmbadbesucher (Personen, die weder geimpft noch genesen sind, haben dort keinen Zutritt). Kinder haben ab dem 12. Geburtstag drei Monate Zeit, um den Impfstatus zu erreichen (vgl. oben).

#### Änderung mit Gültigkeit ab dem 4. bzw. 8.Dezember 2021
Zum 4. Dezember 2021 wurde die Kontaktbeschränkung für Personen, die weder geimpft noch genesen sind, verändert (höchstens zwei Personen eines weiteren Hausstands erlaubt, zu den Hausständen gehörende Kindern bis zu 12 Jahren und 3 Monaten werden nicht mitgezählt). Zu großen überregionalen Sportveranstaltungen werden keine Zuschauer mehr zugelassen.

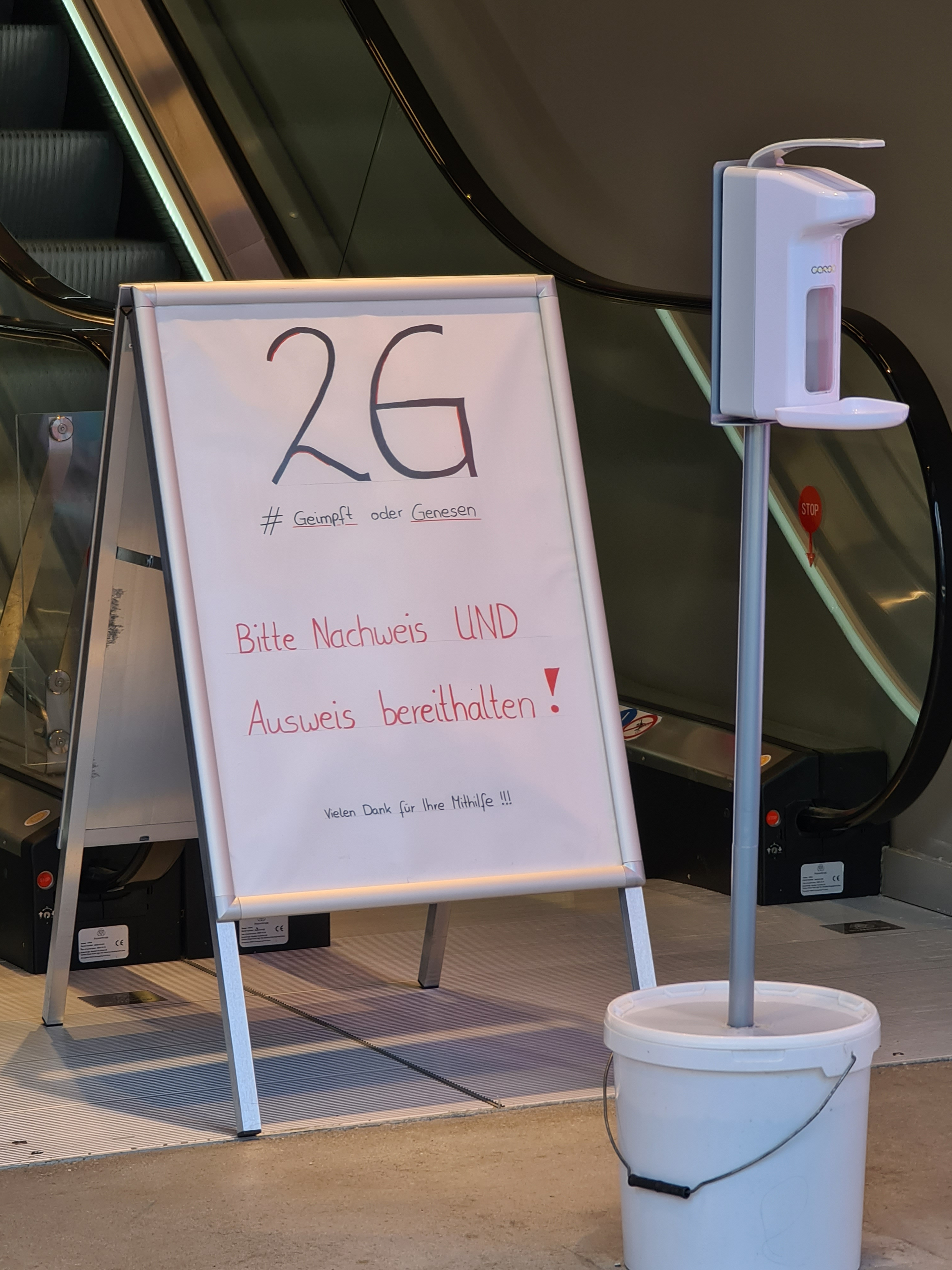
Hinweis zur 2G-Regel vor einem Bekleidungsgeschäft (22. Dezember 2021)

Ab 8. Dezember 2021 gilt die 2G-Regel auch in Ladengeschäften. Ausgenommen sind Ladengeschäfte des täglichen Bedarfs.

#### Änderung mit Gültigkeit ab dem 15. bzw. 20.Dezember 2021
Die Testpflicht für geimpfte und genesene Zoobesucher entfällt ab 15. Dezember.
Die Kontaktbeschränkung wird zum 20. Dezember verändert: Sie gilt künftig auch dann, wenn nur eine anwesende Person über 12 Jahren und 3 Monaten nicht geimpft oder genesen ist. Erlaubt ist dann nur ein Haushalt und zwei Personen aus einem anderen. Kinder unter 12 Jahren und 3 Monaten bleiben hierbei außer Betracht. Sind alle anwesenden Personen geimpft oder genesen oder jünger als 12 Jahre und 3 Monate, sind 50 Personen in geschlossenen Räumen und 200 Personen unter freiem Himmel erlaubt.

#### Änderung mit Gültigkeit ab dem 28.Dezember 2021
Die in der Verordnung für einige Regelungen bestehende Altersgrenze von 12 Jahren und 3 Monaten wird auf 14 Jahre angehoben.
Die Kontaktbeschränkung wird verändert: Sind alle anwesenden Personen geimpft oder genesen, sind zehn Personen erlaubt. Ist auch nur eine der anwesenden Personen nicht geimpft oder genesen, ist weiter nur ein Haushalt und zwei Personen aus einem anderen erlaubt. Kinder unter 14 Jahren werden in beiden Fällen nicht mitgezählt.

#### Änderung mit Gültigkeit ab dem 12.Januar 2022
Die Testpflicht für Museums- und Schwimmbadbesucher, die bereits die Auffrischungsimpfung erhalten haben, entfällt (keine 14-tägige Wartezeit mehr nötig).
Änderung mit Gültigkeit ab dem 27. Januar 2022
Die Regeln für Sportveranstaltungen wurden gelockert. Die vom Verwaltungsgerichtshof am 19. Januar außer Vollzug gesetzte 2-G-Regel im Einzelhandel wurde aus dem Verordnungstext gestrichen.
Änderung mit Gültigkeit ab dem 9. Februar 2022
Es gibt weitere Lockerungen, z. B. dürfen Ungeimpfte wieder zum Friseur, wenn sie einen negativen Test vorlegen, die Bäder sowie Thermen und Saunen werden unter den Bedingungen von 2G zugänglich, die Sperrstunden-Regelung in der Gastronomie entfällt.
Änderung mit Gültigkeit ab dem 17. Februar 2022
Weitere Lockerungen treten in Kraft: Kontaktbeschränkungen für Geimpfte und Genesene werden ersatzlos gestrichen; für Ungeimpfte bleiben sie unverändert bestehen. Im Bereich Sport und Kultur (etwa Theater, Opern, Kinos), öffentliche und private Veranstaltungen, Messen, Tagungen und Kongresse sowie Freizeiteinrichtungen diverser Art gilt 2G (statt 2G plus). Für Hochschulen, außerschulische Bildung, berufliche Aus-, Fort- und Weiterbildung, Musikschulen, Bibliotheken und Archive, Museen und Ausstellungen, Fitnessstudios und Solarien gilt 3G (statt zuvor 2G). Für Kulturveranstaltungen bleibt die Kapazitätsgrenzen bei 75 % und für Sportveranstaltungen bei 50 %, aber die Höchstzahl der Zuschauer wird auf 25.000 erhöht. Kinder und Jugendliche unter 18 Jahren, die in der Schule regelmäßig auf Corona getestet werden, sind Genesenen oder Geimpften gleichgestellt und haben Zugang zu allen 2G-Bereichen. Für Handels-, Dienstleistungs- und Handwerksbetriebe entfällt die Begrenzung der Kundenzahl.
Änderung mit Gültigkeit ab dem 17. Februar 2022
Es gibt weitere Lockerungen, z. B. entfällt für Geimpfte und Genesene die Kontaktbeschränkung.
Änderung mit Gültigkeit ab dem 4. März 2022
Es gibt weitere Lockerungen, z. B. wird für die Gastronomie die 3-G-Regelung (statt 2-G) eingeführt, Discos dürfen nach Maßgabe der 2-G+-Regelung wieder öffnen.
Änderung mit Gültigkeit ab dem 19. März 2022
Die Personenobergrenzen bei Veranstaltungen und die Kontaktbeschränkungen werden aufgehoben.

### Sechzehnte Bayerische Infektionsschutzmaßnahmenverordnung (16. BayIfSMV)
Die 16. BayIfSMV trat am 3. April 2022 in Kraft. Die meisten Beschränkungen entfallen. Es gibt keine Zugangsbeschränkungen und keine Maskenpflicht in Läden und Gaststätten mehr. In öffentlichen Verkehrsmitteln gilt weiter die Maskenpflicht.
Änderung mit Gültigkeit ab dem 1. Mai 2022
Die Testpflicht in Schulen und Kinderbetreuungseinrichtungen wird abgeschafft.
Änderung mit Gültigkeit ab dem 28. Mai 2022
Die FFP2-Maskenpflicht gilt nur noch im ÖPNV, in medizinischen Einrichtungen reichen OP-Masken aus.

#### Änderung mit Gültigkeit ab dem 2.Juli 2022
Auch im ÖPNV reichen OP-Masken aus.

### Siebzehnte Bayerische Infektionsschutzmaßnahmenverordnung (17. BayIfSMV)
Die 17. BayIfSMV trat am 1. Oktober 2022 in Kraft und war zunächst bis zum 28. Oktober 2022 befristet. Am 27. Oktober 2022 wurde die Verordnung bis zum 9. Dezember 2022 verlängert.

#### Ende der Isolationspflicht
Mit Allgemeinverfügung vom 15. November 2022 wurde festgelegt, dass die Pflicht zur Isolation von positiv auf das Coronavirus SARS-CoV-2 getesteten Personen ab dem 16. November 2022 entfällt.

#### Änderung der 17. BayIfSMV zum 10. Dezember 2022
Die Maskenpflicht im öffentlichen Personennahverkehr entfällt. In Fernzügen und Fernbussen gilt bis zum Ablauf des 1. Februar 2023 die vom Bund vorgegebene FFP2-Maskenpflicht.

#### Änderung zum 1. Februar 2023
Alle landes rechtlichen Maskenpflichten entfallen (z. B. in Asylbewerberunterkünften und für Mitarbeiter in Arztpraxen). Die vom Bund vorgegebenen Maskenpflichten (z. B. für Patienten in Arztpraxen) bleiben bestehen.

#### Änderung zum 10. Februar 2023
Für Besucher von Krankenhäusern und Pflegeheimen reicht ein Selbsttest ohne Aufsicht aus.

#### Aufhebung zum 1. März 2023
Zum 1. März 2023 wurde die 17. BayIfSMV aufgehoben.
Auch die vom Bund vorgeschriebene Masken- und Testpflicht in medizinischen Einrichtungen entfällt weitgehend; allerdings blieb bis zum 7. April 2023 die FFP2-Maskenpflicht für Besucher bestehen, ebenso die Maskenpflicht für Patienten in Arztpraxen.

## Rechtsprechung

Strafbewehrte Anordnung der Stadt Hof aufgrund Abs. 1 Satz 2 IfSG (23. März 2020)

Verwaltungsgericht München zum Grundrecht der Freizügigkeit (24. März 2020)
Das Verwaltungsgericht München (VG München) war in einem Beschluss vom 24. März 2020 der Ansicht, dass das Grundrecht der Freizügigkeit nicht aufgrund § 28 Abs. 1 IfSG durch Allgemeinverfügung, sondern gem. Art. 11 Abs. 2 GG nur durch Gesetz oder auf Grund eines Gesetzes eingeschränkt werden darf. Am 24. März 2020 erließ das Staatsministerium für Gesundheit und Pflege gem. § 32 IfSG die Bayerische Verordnung über eine vorläufige Ausgangsbeschränkung anlässlich der Corona-Pandemie (CoronaV), die rückwirkend zum 21. März 2020 in Kraft trat und die Regelungsinhalte der Allgemeinverfügung vom 20. März 2020 übernimmt.
Verfassungsgerichtshof zur CoronaV (26. März 2020)
Mit Entscheidung vom 26. März 2020 lehnte es der Bayerische Verfassungsgerichtshof (BayVerfGH) aufgrund einer Folgenabwägung ab, die CoronaV gem. Art. 26, 55 BayVerfGHG einstweilig außer Vollzug zu setzen, wenngleich es die dem Antrag zugrunde liegende Popularklage nicht für „offensichtlich aussichtlos“ hält.
Verwaltungsgerichtshof zur CoronaV (30. März 2020)
Der Bayerische Verwaltungsgerichtshof (BayVGH) hat mit Beschluss vom 30. März 2020 unter Berufung auf die Entscheidung des BayVerfGH vom 26. März 2020 einen Antrag auf vorläufige Außervollzugsetzung der CoronaV nach § 47 Abs. 6 VwGO ebenfalls abgelehnt.
Am 4. Oktober 2021 erklärte der BayVGH die Ausgangsbeschränkung in der Form 28. März bis 19. April 2020 verordneten Fassung für unwirksam. Das Bundesverwaltungsgericht bestätigte Ende November 2022 die Entscheidung.
Bundesverfassungsgericht zu verschiedenen Maßnahmen der Staatsregierung (7. April 2020)
Mit Beschluss vom 7. April 2020 hat das Bundesverfassungsgericht den Antrag auf Erlass einer einstweiligen Anordnung gegen verschiedene seit dem 17. März 2020 getroffene Maßnahmen der Bayerischen Staatsregierung als unbegründet abgelehnt.
Danach sind die Nachteile, die sich aus einer vorläufigen Anwendung ergeben, wenn sich die angegriffenen Maßnahmen im Nachhinein als verfassungswidrig erwiesen, zwar von besonderem Gewicht. Sie überwiegen aber nicht deutlich die Nachteile, die entstehen würden, wenn die Maßnahmen außer Kraft träten, sich aber später doch als verfassungsgemäß erweisen würden.
Verwaltungsgerichtshof zu Lockerung der Ausgangsbeschränkungen (28. April 2020)
Der Bayerische Verwaltungsgerichtshof lehnte am 28. April 2020 einen Eilantrag auf sofortige Lockerung der Ausgangsbeschränkungen mit der Begründung ab, dem Antragsteller entstehe praktisch kein Schaden, weil es viele triftige Gründe gebe die Wohnung zu verlassen.
Im Hinblick auf die Zweite Bayerische Infektionsschutzmaßnahmenverordnung stellte das Gericht insbesondere fest: „Aus der Gesamtschau der (…) Regelbeispiele ergibt sich bei verfassungskonformer Auslegung (…), dass im Grundsatz jeder sachliche und einer konkreten, nicht von vorneherein unzulässigen Bedürfnisbefriedigung dienende Anlass als ‚triftiger Grund‘ (…) geeignet ist, das Verlassen der eigenen Wohnung zu rechtfertigen.“
Verwaltungsgericht Regensburg zu Betretungsverbot von Kindertageseinrichtungen (17. Juni 2020)
Das Verwaltungsgericht Regensburg gab am 17. Juni 2020 dem Eilantrag von Eltern eines Kindergartenkindes gegen die Allgemeinverfügung des Bayerischen Staatsministeriums für Gesundheit und Pflege vom 29.5.2020, Az. G51b-G8000-2020/122-344 statt. Die Eltern monierten, dass über Ausnahmeregelungen bereits 80 % der Kinder die Einrichtungen bereits wieder besuchen dürften, ihr Kind jedoch weiterhin nicht, und vertraten des Weiteren die Auffassung, dass die in der Allgemeinverfügung getroffenen Regelungen willkürlich seien und die Rechte ihres Sohnes verletzten. Das Gericht stimmte dem zu.
Im Ergebnis bedeutet dies, dass das Kind der Antragsteller ab dem Zeitpunkt der Entscheidung des Gerichts den Kindergarten wieder besuchen darf. Das Gericht wies in seiner Entscheidung jedoch darauf hin, dass es sich dabei um eine Einzelfallentscheidung handele.
Verwaltungsgerichtshof zu Quarantänemaßnahmen für Einreisende (28. September 2020 und 15. Oktober 2020)
Der VGH lehnte einen Eilantrag gegen die häusliche Quarantäne für Ein- und Rückreisende aus ausländischen Risikogebieten ab. Die Anhörungsrüge zu dieser Entscheidung wurde ebenfalls vom VGH zurückgewiesen.
Verwaltungsgerichtshof zur Pflicht zum Tragen einer Mund-Nase-Bedeckung (15. Oktober 2020)
Der VGH lehnte einen Antrag zur außer-Vollzug-Setzung der Pflicht zum Tragen einer Mund-Nase-Bedeckung aus der Bayerischen Infektionsschutzmaßnahmenverordnung (BayIfSMV) ab.
Verwaltungsgerichtshof zum Beherbergungsverbot (22. Oktober 2020)
Der VGH lehnte einen Antrag auf Erlass einer einstweiligen Anordnung gegen das Beherbergungsverbot unanfechtbar ab.
Verwaltungsgerichtshof zur Maskenpflicht an Grundschulen (26. Oktober 2020)
Der VGH wies eine Beschwerde gegen die Maskenpflicht an Grundschulen zurück. Mit der Beschwerde verfolgten die Antragstellerinnen ihre Anträge weiter, im Wege der einstweiligen Anordnung festzustellen, dass sie aus gesundheitlichen Gründen von der Pflicht zum Tragen einer Mund-Nase-Bedeckung auf dem Schulgelände der von ihnen besuchten Grundschule befreit seien und ihnen der Besuch der Grundschule ohne Mund-Nasen-Bedeckung bzw. das Tragen eines Visiers gestattet werde. Das Verwaltungsgericht Würzburg lehnte den Antrag mit Beschluss vom 16. September 2020 ab.
Dies geschah u. a. mit der Begründung, dass eine pauschale Attestierung „aus medizinischen Gründen“ ohne nachvollziehbare Befundtatsachen sowie einer Diagnose nicht ausreichend sei. Der VGH folgte dieser Einschätzung weitgehend. Die Entscheidung ist nicht anfechtbar.
Verwaltungsgerichtshof zur Sperrstundenverschärfung in „Corona-Hotspots“ (29. Oktober 2020)
Der VGH wies einen Eilantrag zurück, die in der Siebten Bayerischen Infektionsschutzmaßnahmenverordnung festgelegten Sperrstundenverschärfungen (23 bis 6 Uhr bei 7-Tages-Inzidenz > 35 Fälle; 22 bis 6 Uhr bei 7-Tages-Inzidenz > 50 Fälle; 21 bis 6 Uhr bei 7-Tages-Inzidenz > 100 Fälle) sowie zugehörige weitere Einschränkungen einstweilen außer Vollzug zu setzen.
Verwaltungsgerichtshof zu Auflagen für „Querdenken“-Versammlungen in München (1. November 2020)
Der VGH bestätigte die von der Stadt München verfügten Beschränkungen für die „Querdenken-“Versammlungen in München auf der Theresienwiese sowie die vollständige Untersagung eines Aufzugs zur Theresienwiese. Von der Stadt München wurde die Teilnehmerzahl auf 1000 beschränkt, eine Maskenpflicht angeordnet und eine bestimmte Anzahl von Ordnern vorgeschrieben. Ein Aufzug mit 5000 Teilnehmern, für den der Veranstalter die Nichteinhaltung von Hygienemaßnahmen ausdrücklich angekündigt hatte, untersagte die Stadt München. Die gegen die Beschränkungen bzw. die vollständige Untersagung gerichteten Eilanträge der Veranstalter hatte bereits das Verwaltungsgericht München abgelehnt. (Anmerkung: Zu Beginn der Versammlung wurde bei etwa 1900 Teilnehmern die Veranstaltung zu einem Gottesdienst erklärt; Gottesdienste unter freiem Himmel unterliegen keiner Beschränkung der Teilnehmerzahl.
Als sich die Veranstaltung zu einem Konzert entwickelte, beendete die Polizei die Veranstaltung schließlich kurz vor 19 Uhr.)
Verwaltungsgerichtshof zur vollständigen Schließung von Fitnessstudios (12. November 2020)
Der Bayerische Verwaltungsgerichtshof (BayVGH) hat einem Eilantrag des Inhabers eines Fitnessstudios zum Teil stattgegeben und die Regelung in der 8. Bayerischen Infektionsschutzmaßnahmenverordnung, die den Betrieb von Fitnessstudios vollständig untersagt, außer Vollzug gesetzt. Demnach dürfen Fitnessstudios wieder öffnen, jedoch nur allein, zu zweit oder mit den Angehörigen des eigenen Hausstands genutzt werden.
Ebenfalls am 12. November 2020 wurde die 8. BayIfSMV insofern geändert, dass der Betrieb und die Nutzung von Sporthallen, Sportplätzen, Fitnessstudios, Tanzschulen und anderen Sportstätten untersagt sei. Der VGH bemängelte vorher Verstöße gegen den Gleichbehandlungsgrundsatz, die durch diese Änderung behoben sein sollten.
Verwaltungsgerichtshof zu den Vorschriften der achten Bayerischen Infektionsschutzmaßnahmenverordnung (16. November 2020)
Der Antrag auf Erlass einer einstweiligen Anordnung zur Außervollzugsetzung von Vorschriften der achten Bayerischen Infektionsschutzmaßnahmenverordnung wurde abgewiesen. Der Verfassungsgerichtshof konnte „keine Gründe erkennen, die im Interesse der Allgemeinheit eine einstweilige Anordnung zur Abwehr schwerer Nachteile unabweisbar machen und eine vollständige oder teilweise Außervollzugsetzung der in diesem Eilverfahren angegriffenen Vorschriften der Achten Bayerischen Infektionsschutzmaßnahmenverordnung rechtfertigen.“.
Verwaltungsgericht Regensburg zur Allgemeinverfügung der Stadt Passau vom 27. November 2020 (2. Dezember 2020)
Der Antrag, im Wege des einstweiligen Rechtsschutzes die Anordnung der aufschiebenden Wirkung der Klage gegen die Allgemeinverfügung der Stadt Passau festzustellen, wurde abgelehnt. Die Allgemeinverfügung enthält unter anderem allgemeine Ausgangsbeschränkungen, Einschränkungen von Versammlungen, Maskenpflicht bei Besuchen von Gottesdiensten und Zusammenkünften von Glaubensgemeinschaften, weitere Besuchsbeschränkungen von Heimen, wöchentliche Testpflicht für Mitarbeiter in Heimen Fortgeltung der Maskenpflicht im gesamten Innenstadtbereich sowie ein ganztägiges Alkoholkonsumverbot. Das Gericht begründete die Ablehnung des Antrags vor allem damit, dass der Antrag bereits mangels Antragsbefugnis unzulässig und auch unbegründet sei. Gegen das Urteil ist Beschwerde möglich.
Verwaltungsgerichtshof zu den Vorschriften der elften Bayerischen Infektionsschutzmaßnahmenverordnung (1. Februar 2021)
Der Antrag auf Erlass einer einstweiligen Anordnung zur Außervollzugsetzung von Vorschriften der elften Bayerischen Infektionsschutzmaßnahmenverordnung wurde abgewiesen. Der Verfassungsgerichtshof konnte „nicht feststellen, dass der Verordnungsgeber offensichtlich die bundesrechtlich durch das Infektionsschutzgesetz eröffneten Spielräume überschritten oder unter Verletzung von Grundrechten der Bayerischen Verfassung ausgefüllt haben könnte. Insbesondere ist nichts dafür ersichtlich, dass er seine verfassungsrechtliche Pflicht zur strengen Prüfung der Verhältnismäßigkeit bei Fortschreibung und bereichsweisen Verschärfung der – teilweise schwerwiegenden – Grundrechtseingriffe verletzt hat“.
Verwaltungsgerichtshof zur Öffnung von Schuhgeschäften (31. März 2021)
Mit Beschluss des VGH gelten Schuhgeschäfte als „zu den für die tägliche Versorgung unverzichtbaren Ladengeschäften.“ Sie dürfen somit auch in Gebieten mit einer 7-Tages-Inzidenz vom über 100 öffnen. (Az. 20 NE 21.54)
Verwaltungsgerichtshof zur 2G-Regel in Bekleidungsgeschäften (29. Dezember 2021)
Der VGH entschied, dass Bekleidungsgeschäfte nicht der 2G-Regel unterfallen.
Verwaltungsgerichtshof zur 2-G-Regel in Einzelhandelsgeschäften (19. Januar 2022)
Der VGH setzte die 2-G-Regel im Einzelhandel außer Vollzug.

## Bayerisches Infektionsschutzgesetz
Am 25. März 2020 wurde das Bayerische Infektionsschutzgesetz (BayIfSG) mit der Zustimmung aller Fraktionen im Landtag beschlossen und trat am 27. März 2020 in Kraft. Es erlaubte der Staatsregierung, den Gesundheitsnotstand festzustellen und sollte die Versorgungssicherheit des öffentlichen Gesundheitswesens gewährleisten. Der Landtag erhielt im Sinne einer parlamentarischen Kontrolle ausdrücklich die Befugnis, jederzeit das Vorliegen eines Gesundheitsnotstandes zu prüfen und dessen Aufhebung zu erklären. Der Gesundheitsnotstand wurde nie ausgerufen. Das Gesetz trat am 31. Dezember 2020 außer Kraft.
Durch Art. 9a Abs. 2 BayIfSG wurde das Gemeinde- und Landkreiswahlgesetz (GLKrWG) geändert. Art. 60a GLKrWG bestimmte, dass die am 29. März 2020 im Zuge der Kommunalwahlen in Bayern 2020 erforderlichen Stichwahlen ausschließlich als Briefwahlen durchgeführt wurden. Diese Bestimmung trat bereits rückwirkend zum 16. März 2020 in Kraft.

## Initiativen zur Minderung des Schutzmasken-Engpasses
Eigenherstellung von behelfsmäßigen Schutzmasken
Um den Engpass an Masken in Kliniken und Altenheimen in Bayern zu beheben, gründete sich in Regensburg Ende März eine Initiative von 300 Mitgliedern (Stand 27. März 2020) zum Nähen von Mundschutzmasken. Die Mittelbayerische Zeitung berichtete auch von Altenheimen, die eine eigene Initiative starteten; eine interviewte Regensburger Ärztin des Klinikums Regensburg führte aus, dass es idealerweise kochfeste Baumwolle sein sollte und es bei der Schutzwirkung auf die Art der Nähung und die Art des Stoffes ankomme.
Das Klinikum Dritter Orden in München richtete Ende März einen Aufruf an die Bevölkerung, für patientenfernes Klinikpersonal einen behelfsmäßigen Mundschutz zu nähen, und stieß dabei nach eigenen Aussagen auf hohe Resonanz. Getragen werden sollen die Masken vor allem von Mitarbeitern, die keinen direkten Patientenkontakt haben.
Auch Kommunen starteten erfolgreiche Aufrufe an freiwillige Helfer zur Herstellung behelfsmäßiger Masken.
Spenden von Schutzmasken
Der IG Metall Bayern wurden von ihrer Partnergewerkschaft SPFTU aus China Ende März 50.000 Schutzmasken geschenkt, die von der Gewerkschaft an die Bayerische Staatsregierung weitergegeben wurden. Der Sender n-tv berichtete, dass der OTH Regensburg von einer chinesischen Partneruniversität 10.000 Masken gespendet wurden.
Im März 2020 stellte der Automobilhersteller BMW dem Freistaat 100.000 Schutzmasken zur Verfügung.
Initiativen der Staatsregierung zum Selbernähen aus zertifiziertem Material
Der bayerische Wirtschaftsminister Hubert Aiwanger kündigte Ende März an, Landkreise und kreisfreie Städte in Bayern zeitnah mit zertifiziertem Material zu versorgen, aus denen Nähereien selbst Schutzmasken herstellen könnten. Ziel sei es, den Engpass bei den Masken zu beseitigen, damit zum Beispiel bei der Alten- und Krankenpflege für mehr Infektionsschutz gesorgt sei. Dabei werde Stoff verwendet, der für FFP2- und FFP3-Atemschutzmasken zertifiziert sei.
Produktionsumstellungen gegen Maskenmangel
Von verschiedenen Firmen und Einrichtungen in Bayern werden zertifizierte Schutzmasken hergestellt, die auch in Bayern verbleiben und vorrangig an medizinisches Personal abgegeben werden sollen. Durch die heimische Herstellung der Masken soll die Abhängigkeit von Lieferanten z. B. aus China reduziert werden, obwohl diese Kontakte erhalten werden sollen. Produktionsumstellungen gab es beispielsweise bei Eterna, dem Deutschen Zentrum für Luft- und Raumfahrt, in bayerischen Justizvollzugsanstalten sowie beim niederbayerischen Automobilzulieferer Zettl.
Zettl produzierte (Stand: 2. April 2020) 750.000 Masken je Monat. In Kürze sollen dort bis zu 5 Millionen Schutzmasken pro Monat genäht werden.
Affäre um mögliche Bereicherungen im Zusammenhang mit Verträgen zum Maskenankauf in Bayern und im Bund
Im März 2021 wurden von den Medien Vorwürfe gegen die CSU-Politiker Georg Nüßlein und Alfred Sauter erhoben, sich bei Geschäften zum Ankauf von FFP2-Masken durch den Freistaat Bayern bzw. die Bundesrepublik Deutschland gesetzeswidrig bereichert zu haben.

## Besonders betroffene Gebiete
Als besonders betroffenes Gebiet in Bayern gilt der Landkreis Tirschenreuth. Dort gibt es die höchsten Fallzahlen pro 100.000 Einwohner der COVID-19-Pandemie in Bayern.
Ebenfalls stark von der COVID-19-Pandemie betroffen gelten die Landkreise Miesbach, Rosenheim und Erding. Die meisten COVID-19-bedingten Todesfälle wurden bayernweit in der kreisfreien Stadt Würzburg sowie in den Landkreisen Tirschenreuth, Fürth, Rottal-Inn und Rosenheim verzeichnet.

## Forschung
COVID-19-Studie in München
Ab 5. April 2020 wurde in Zusammenarbeit der Ludwig-Maximilians-Universität und der Technischen Universität (jeweils München) ein Forschungsprojekt gestartet, das ein Jahr lang dauern und Erkenntnisse über die tatsächliche Ausbreitung und Dynamik von COVID-19 liefern soll. Dazu werden 3000 Haushalte in München nach statistischen Kriterien ausgewählt und die dortigen Bewohner – sofern diese ihr Einverständnis dazu erklären – regelmäßig auf das Vorliegen einer COVID-19-Erkrankung untersucht. Nachdem die Auswahl der Probanden unabhängig vom Kontakt zu Infizierten oder dem Vorliegen von Symptomen erfolgt, erlaubt das Projekt auch, Rückschlüsse auf die prozentuale Höhe der Infizierten in der Gesamtbevölkerung zu ziehen und damit die sogenannte Dunkelziffer zu ermitteln.
Geleitet wird die Studie vom Michael Hölscher (Professor an der LMU und Direktor des Tropeninstituts am LMU Klinikum München) sowie Ulrike Protzer (Professorin für Virologie und Direktorin des Instituts für Virologie an der TU München und auch Direktorin des Helmholtz Zentrums München).
COVID-19-Studie im Landkreis Tirschenreuth
Die Münchner Studie soll auch im Vergleich zur zeitgleich stattfindenden Studie zur COVID-19-Pandemie im Landkreis Tirschenreuth erfolgen.
CoVaKo 2021
Die 2021 eingeführte Studie untersucht die Wirksamkeit von Corona-Schutzimpfungen. Drei Themen stehen dabei im Vordergrund: einerseits die Wirksamkeit der Impfungen in verschiedenen Personengruppen, andererseits die Erfassung von Nebenwirkungen und die Untersuchung von Durchbruchsinfektionen. Das Bayerische Wissenschaftsministerium unterstützt die Studie mit einer Million Euro. An der Erstellung der Studie arbeiten die bayerischen Universitätsklinika Erlangen, München (LMU und TUM), Augsburg, Würzburg, Regensburg und die Hochschule Hof.

## Kontroverse
Die AfD Bayern warf der Staatsregierung Ende April 2020 vor, dass die Kommunalwahlen in Bayern am 15. März 2020 – zwei Tage zuvor wurde die Schließung von bayerischen Schulen und Kindertagesstätten beschlossen – „nachweislich ein massiver Infektionsherd gewesen“ seien, und berief sich dabei auf einen Bericht eines Onlineportals, der sich seinerseits auf Zahlen des Robert Koch-Instituts (RKI) stützte und die RKI-Zahlen vom 20. bis 29. März ausgewertet hatte. Der Zuwachs in Bayern sei demnach deutlich höher als im Bundesdurchschnitt gewesen und habe am 29. März doppelt so viele Neuerkrankungen verzeichnet.
Laut den korrigierten Zahlen (Nachmeldungen durch die Ämter) lag Bayern innerhalb dieses Zeitraums immer noch über dem Bundesdurchschnitt, allerdings weniger drastisch. Das bayerische Innenministerium bezeichnete die These als „falsch und völlig haltlos“. Es gebe keine statistisch signifikante Abweichung zu den Meldezahlen in anderen hauptbetroffenen Bundesländern und einen Anstieg der Infiziertenzahlen habe es bereits sechs Tage vor den Wahlen gegeben. Als Grund wurden Skiurlaub-Rückkehrer aus Österreich ausgemacht, daher seien die bayerischen Zahlen „bis heute höher“ als anderswo. Das Landesamt für Gesundheit erklärte hierzu, die Wirkung verschiedener zeitnaher Ereignisse auf die Zahlen lasse sich unmöglich ursächlich voneinander trennen. Auch der Patienten- und Pflegebeauftragte Bayerns Peter Bauer (Freie Wähler) hatte für eine Verschiebung der Kommunalwahlen plädiert, da er das Risiko für „viel zu groß“ hielt.
Auch Martin Maier (Der neue Tag) schrieb, dass die Kommunalwahlen „bisher bei der Suche nach der Ausbreitung von Covid-19 im gesamten Freistaat ausgespart“ worden seien: „Obwohl zu dieser Zeit fast alle Veranstaltungen abgesagt waren, wurde die Wahl durchgezogen. Ein Fehler, der beim ganzen Lob für das Krisenmanagement von Söder nie genannt wird.“

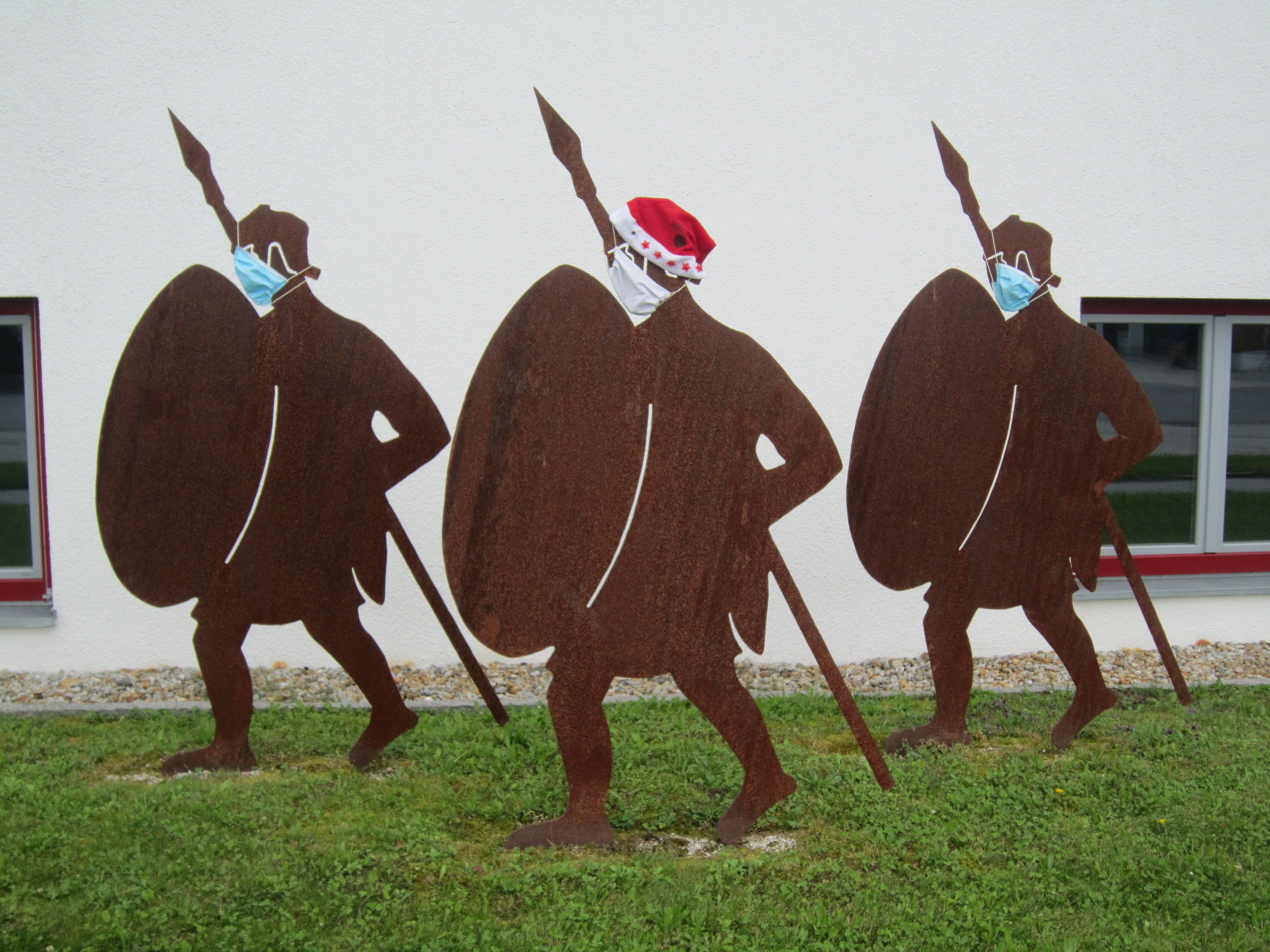
„Unernster“ Umgang mit der Pandemie: „Verfremdung“ der Legionärsskulptur beim ehemaligen Fahnenheiligtum des Kastells Künzing

Als eine mögliche Quelle für Neuinfektionen wurden auch Starkbierfeste gesehen, die Anfang März in den acht meistbetroffenen Städten und Landkreisen Bayerns stattgefunden hatten. Der SPD-Abgeordnete Florian von Brunn kritisierte die bayerische Gesundheitsministerin Melanie Huml dafür, in dieser Sache „keinen Finger gerührt“ zu haben, und richtete eine diesbezügliche Anfrage an die Staatsregierung.
Von Brunn stellte auch die Aussage Söders in Frage, die hohen bayerischen Fallzahlen hätten ihren Grund in der Nähe zu Österreich, und führte „die niedrige Coronaquote in Augsburg, Ingolstadt, Regensburg oder im Landkreis Neuburg-Schrobenhausen, deren Bürger sicherlich auch nach Österreich zum Skiurlaub fahren“, an sowie den zu drei Seiten von Österreich umschlossenen Landkreis Berchtesgadener Land, der im Gegensatz zu Söders Theorie keine besonders hohe Quote habe.
In den Weihnachtsferien 2020/2021 gab es in ganz Deutschland einen starken Andrang auf verschneite Gebirge mit der Möglichkeit, sich dort zu erholen und jahreszeitspezifisch sportlich zu betätigen. Der bayerische Ministerpräsident Markus Söder gab dem Bayerischen Rundfunk gegenüber an, dass es auch zur drastischen Reduzierung dieses Andrangs erforderlich gewesen sei, am 5. Januar 2021 in der Konferenz der Bundeskanzlerin mit den Ministerpräsidenten der Länder einen Bewegungsradius von 15 Kilometern für die Menschen zu beschließen, die in einem Gebiet mit einer 7-Tage-Inzidenz von mehr als 200 wohnen.
Von mehreren Seiten wurde eingewandt, dass nicht die Bewohner der Gebietskörperschaft, in der das Zielgebiet liege, die Hauptpandemietreiber seien, sondern Tagestouristen aus anderen, nicht unter die Bewegungsradius-Regeln fallenden Gebieten. Diesen Einwand berücksichtigt die Änderung der elften Bayerischen Infektionsschutzmaßnahmenverordnung vom 11. Januar 2021, indem Landkreise und kreisfreie Städte ein Einreiseverbot in ihr Gebiet verfügen dürfen.